# 真珠湾攻撃

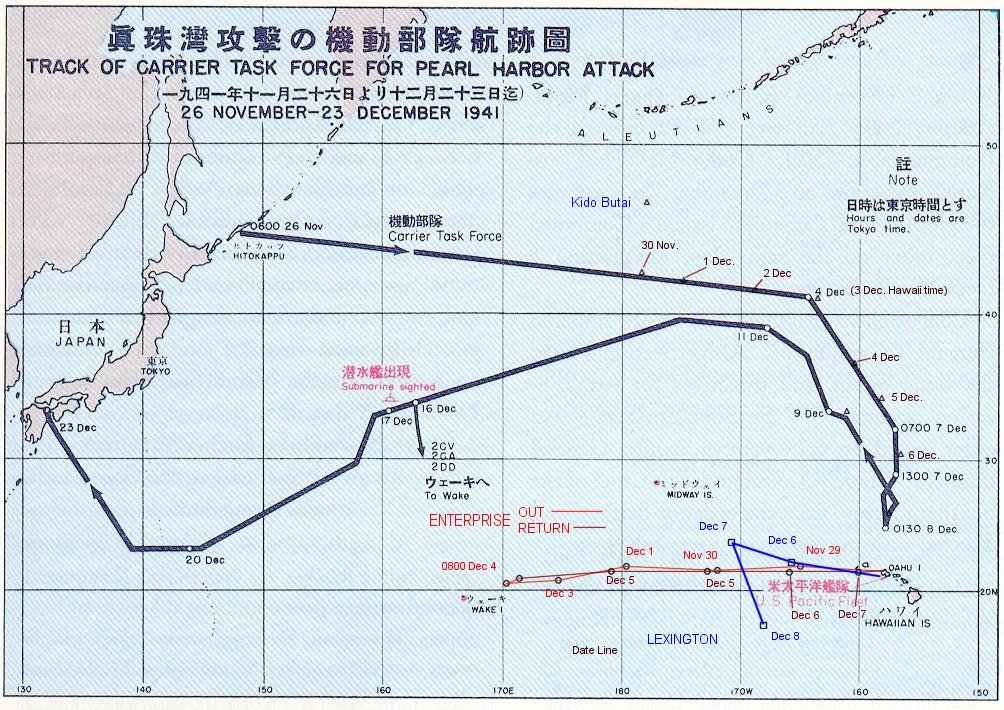
大日本帝国海軍艦隊の航跡図

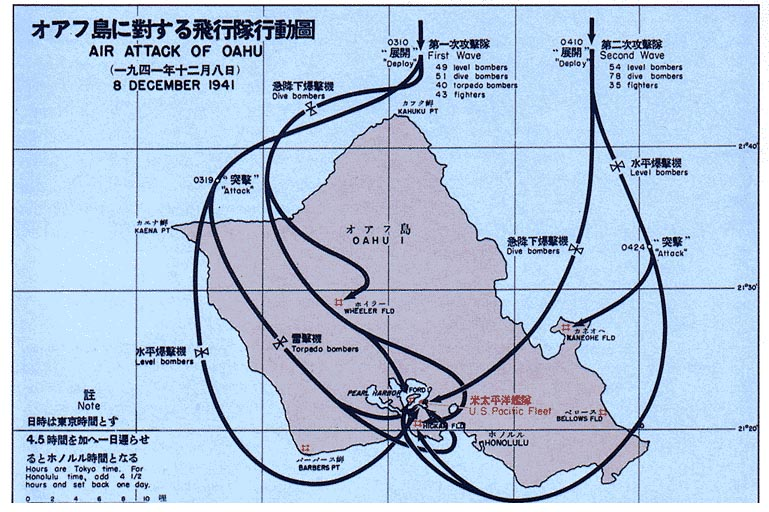
大日本帝国海軍攻撃隊の侵入経路図

真珠湾攻撃（しんじゅわんこうげき、旧字体：眞珠灣攻擊、英: Attack on Pearl Harbor）は、日本時間1941年（昭和16年）12月8日未明（ハワイ時間12月7日）、第二次世界大戦において大日本帝国海軍が、アメリカ合衆国のハワイ準州オアフ島真珠湾にあったアメリカ海軍の太平洋艦隊と基地に対して行った、航空母艦（空母）艦載機および特殊潜航艇による攻撃である。当時の日本側呼称は、布哇比（ハワイ）海戦、布哇比（ハワイ）作戦と言う。
太平洋戦争における南方作戦の一環として、イギリスに対するマレー作戦開始（太平洋戦争開戦）に次いで実施された。当初はマレー作戦と「同時」の予定だったが、一部の練度の低い戦隊に暗闇の中で編隊を組ませる危険を避けるために夜明けを待ち、攻撃予定が1時間半繰り下げられたためである。
すでに日中戦争を戦っていた日本は中華民国を含む英米・オランダなど連合国との全面戦争に突入した。戦闘の結果、アメリカ太平洋艦隊の戦艦部隊は戦闘能力を一時的に完全に喪失。開戦初頭にアメリカ軍艦隊に大打撃を与えて、側面から南方作戦を援護するという作戦目的を達成した。

## 背景
1898年（明治31年）、アメリカはハワイ諸島を併合し、米西戦争でフィリピン諸島とグアム島を植民地とした。1908年（明治41年）にアメリカがオアフ島に設置した真珠湾海軍基地は、日本海軍にとって脅威となっていた。真珠湾の海軍基地はオアフ島要塞と呼ばれた要塞群で防御されていた。戦艦に匹敵する16インチ砲を備えた沿岸砲台もあったが露天砲台だったため、空からの攻撃に対しては無防備であった。
また1910年（明治43年）11月、山本英輔海軍少佐が斎藤実海軍大臣に真珠湾の港湾部図面を提出している。米軍の対日戦構想については「オレンジ計画」を参照。
日本海軍は対米戦争の基本戦略として漸減邀撃作戦を有していた。これは真珠湾から日本へ向けて侵攻してくるアメリカ艦隊の戦力を、潜水艦と航空機を用いて漸減させ、日本近海において艦隊決戦を行うというものであった。だが、1939年（昭和14年）に連合艦隊司令長官に就任した山本五十六海軍大将は当初より日米の国力差を熟知して対米開戦には反対の姿勢でありつつも、異なる構想を持っていた。アメリカに駐在武官として長期滞在経験を持ち、海軍軍政・航空畑を歩んできた山本は対米戦となった場合、開戦と同時に航空攻撃で一挙に決着をつけるべきと考えており、1928年（昭和3年）の時点でハワイ攻撃を提唱していた。戦間期に発達した航空母艦（空母）とそれに搭載する艦上爆撃機（艦爆）、艦上攻撃機（艦攻）により、当時は日本統治下だった南洋諸島からでも遠いハワイを空襲することが可能になっていた。

日本は、日中戦争/支那事変（1937年〜）の拡大と欧州における第二次世界大戦の勃発（1939年）、それらに伴う1940年の仏印進駐および日独伊三国同盟締結で米国との対立を深め、米国などは対日経済制裁を順次強化していた（ABCD包囲網）。

## 準備

### 作戦の立案
1941年（昭和16年）1月14日頃、連合艦隊司令長官の山本五十六が第十一航空艦隊参謀長の大西瀧治郎少将に手紙を送り、1月26日 〜 27日頃に戦艦長門（連合艦隊旗艦）を訪ねた大西は、山本からハワイ奇襲作戦の立案を依頼された。山本から大西への手紙の要旨は
「国際情勢の推移如何によっては、あるいは日米開戦の已むなきに至るかもしれない。日米が干戈をとって相戦う場合、わが方としては、何か余程思い切った戦法をとらなければ勝ちを制することはできない。それには開戦初頭、ハワイ方面にある米国艦隊の主力に対し、わが第一、第二航空戦隊飛行機隊の全力をもって、痛撃を与え、当分の間、米国艦隊の西太平洋進行を不可能ならしむるを要す。目標は米国戦艦群であり、攻撃は雷撃隊による片道攻撃とする。本作戦は容易ならざることなるも、本職自らこの空襲部隊の指揮官を拝命し、作戦遂行に全力を挙げる決意である。ついては、この作戦を如何なる方法によって実施すればよいか研究してもらいたい。」
というものであった。
鹿屋航空基地の第十一航空艦隊司令部に戻った大西は、参謀の前田孝成大佐に詳細を伏せて、真珠湾での在泊艦艇に対する魚雷攻撃（雷撃）について相談したが、真珠湾は水深が浅いために航空雷撃は不可能という回答だった。大西は第一航空戦隊参謀の源田実中佐を2月中旬に鹿屋に呼び、同様の質問をした。戦闘機乗り出身の源田は、雷撃は専門ではないから分かりかねるが、研究次第で可能になるかもしれぬと回答した。大西は源田に作戦計画案を早急に作るように依頼した。源田は計画案を2週間ほどで仕上げて大西に提出、それに大西が手を加え、3月初旬頃、山本に提出した。源田案は、空母部隊の集結場所を小笠原諸島の父島か、北海道東部の厚岸として、真珠湾の200海里まで接近しそこから攻撃隊を発進させるもので、二案あった。一つ目は雷撃が可能である場合で、艦上攻撃機は雷装とし、艦上爆撃機と共同攻撃する案、二つ目は雷撃が不可能である場合で、艦攻は降ろして全て艦爆にする案である。艦上戦闘機は制空と敵機撃破に充当し、使用母艦は第一航空戦隊（赤城、加賀）、第二航空戦隊（蒼龍、飛龍）と第四航空戦隊を使う。航路は機密保持のために北方から進攻する。主目標は空母、副目標を戦艦とした。水平爆撃は当時命中率が低く、大量の艦攻が必要になるため計算に入れなかった。これを大西は、戦艦には装甲貫通能力の高い艦攻による水平爆撃を行うこと、出発基地を択捉島の単冠湾と源田の案を修正した。山本は「水深の関係上雷撃ができないなら、所定の効果を期待しえないから空襲作戦は断念するよりほかはあるまい」と述べた。12ｍ以上の深さに潜らない魚雷の開発はまだ見通しが付いていなかった。しかし、不可能ではないと判断されたため、戦艦に対して水平爆撃と雷撃を併用する案に改められた。
軍令部第一部では6月より対米英蘭に対する作戦計画の立案を開始したが、連合艦隊司令部はハワイ作戦を強く要望した。8月7日、黒島連合艦隊参謀は有馬参謀とともに軍令部に出頭し作戦計画の内示を求めたところ予想に反しハワイ作戦が盛り込まれておらず軍令部と激論になった。
軍令部富岡課長の主張は「ハワイ作戦は投機的」「成功の確算が立てられない」「米艦隊がマーシャル攻略に来てもわが軍が邀撃するのは容易で大局上不利ではない」などであった。黒島参謀は連合艦隊の意向を強調し「企図秘匿に万全を期す必要があるが」「予期し得ない要素がある」「戦争に冒険は付きものである」「米太平洋艦隊に対して打撃を与えておかなければ南方作戦など落ち着いてやっておれない」というものであった。
両者は結論に達することはできなかったが9月中旬の連合艦隊図上演習において改めて検討することになった。
連合艦隊は9月11日から20日まで海軍大学校において図上演習を行い作戦案を検討した。南方作戦では零戦160パーセント、陸攻40パーセントを消耗し補充の見込みも無かった。この対策として連合艦隊首脳は米主力艦隊の来寇を阻止するための作戦が必要と主張し、他の参加者は航空母艦全部を南方作戦に投入すべきと主張した。
つづくハワイ空襲特別図上演習では軍令部第一部長、第一課長、同部員らが見学した。図演では、敵戦艦4隻沈没1隻大破、空母2隻の撃沈1隻大破と引換えに、味方空母4隻中3隻沈没、1隻大破で機動部隊全滅という結果に終わる。
9月24日に軍令部作戦室で軍令部第一課と連合艦隊参謀によるハワイ作戦採択についての討議が行われた
源田参謀はその模様を次のように戦後に回想している。
聯合艦隊は積極的なのに、第一航空艦隊首脳部は消極的、むしろ反対の空気があり、また軍令部は極めて慎重であって意見は一致しなかった。会議後、黒島参謀から「軍議は戦わずですよ」と言われたことが印象深く記憶に残っている。
しかし討議での発言内容や宇垣参謀長が福留第一部長に話した「山本長官は職を賭してもこの作戦を決行する決意である」との発言から、軍令部は山本長官の固い決意を知った。そして永野軍令部総長の承認を得て空母4隻による本作戦を採択することとした。
連合艦隊は9月中旬の図上演習の結果から更に検討を続けるが担当すべき第一航空艦隊首脳部が本作戦に反対のため作業はなかなか進捗しなかった。
海軍省軍務局や作戦部は大反対であった。大西が9月末に開かれた航空艦隊首脳部の打ち合わせの席上で「日米戦では武力で米国を屈服させることは不可能である。……対米戦に突入する以上、当然戦争の早期終結を考えねばならず、それにはある一点で妥協をする必要がある。そのためには、フィリピンをやってもどこをやっても構わないが、ハワイ攻撃のようなアメリカを強く刺激する作戦だけは避けるべきだ」と述べたように、攻撃自体の危険性もさることながら、米国世論の激変を危惧するのが反対論の主旨であった。
10月3日、第一航空艦隊参謀長の草鹿龍之介少将は大西第十一航空艦隊参謀長とともに連合艦隊旗艦「陸奥」の山本長官を訪れ、蘭印（オランダ領東インド）の石油資源獲得のために、アメリカの植民地だったフィリピン方面に戦力を集中するべきとしてハワイ奇襲作戦に反対したが、山本は両者に「南方進攻しているあいだに本土を襲われたらどうするのだ」「東京大阪が焦土となってもよいというのか。」「ハワイ奇襲作戦は断行する。両艦隊とも幾多の無理や困難はあろうが、ハワイ奇襲作戦は是非やるんだという積極的な考えで準備を進めてもらいたい」旨を述べ、さらに「僕がいくらブリッジやポーカーが好きだからといってそう投機的だ、投機的だというなよ。君たちのいうことも一理あるが、僕のいうこともよく研究してくれ」と話して説得した。両参謀長は今後長官の趣旨に副うよう努力することを誓った。
10月5日、草鹿参謀長は有明湾の空母加賀に帰艦し、実施部隊である第一航空艦隊（4月10日に編制）司令長官の南雲中将に報告した。南雲忠一中将は、先任参謀の大石保中佐、航空甲参謀の源田にハワイ奇襲作戦実行計画の完成を命じた。
企図秘匿のために航海条件の悪い北方航路が10月に正式採用された。
荒天のため、洋上燃料補給ができない場合もあるとして、一部艦艇の航続力が問題となったが、海軍省軍務局の暗黙の了解のもと、第一航空艦隊司令長官の権限で、燃料庫以外にもドラム缶で各艦の強度が許す限りの燃料を搭載することとした。
攻撃の優先順位として、主目標は戦艦・空母とし優先順位は第一に戦艦、第二に空母とした。次にその達成を妨害するであろう敵航空基地・航空機が副目標となった。工廠（）や油槽（石油タンク）などの施設は目標とされなかった。戦力を二分していずれの攻撃もが不徹底に終わるよりは艦艇破壊に集中したほうが良いと考えたためであり、工廠や油槽などの後方施設の重要性は認めながらも、これらへの攻撃はあえて切り捨てる方針がとられた。また攻撃は持てる艦上機による「一度だけの出撃」とされ、発艦は第一波と第二波に分けられ(当時の航空母艦は艦載機用カタパルトは無いので搭載機を一度に全機飛ばすことは出来ず、飛行甲板に最大限並べても2回に分ける必要があった)、戦果の如何にかかわらず再攻撃は計画されていなかった。
使用する航空母艦は当初第一、第二航空戦隊の4隻を胸算していたが、連合艦隊は、9月1日に編成された翔鶴（8月8日就役）と瑞鶴（9月25日就役）の新鋭大型空母2隻を擁する第五航空戦隊も、搭乗員や器材の準備が間に合うなら使用したいと考えた。山本はかねがね日露戦争劈頭の旅順口攻撃において、港外での敵艦隊夜襲が失敗した一因は兵力不足によると述懐していた。しかし、軍令部の考えは4隻であった。
10月9日 - 13日に連合艦隊司令部は旗艦長門にて図上演習を行った
。
軍令部航空部員の三代辰吉はこの研究会に出席するために出張してきたが、研究会が終わった後に連合艦隊司令部に赴き、6隻使用は到底了承しがたい旨を伝えて東京に帰った。
10月15日、連合艦隊は草鹿参謀長を派遣して空母6隻の使用を軍令部に要求するが軍令部は強硬に反対して交渉は行き詰まる。
10月19日、連合艦隊先任参謀の黒島亀人大佐が派遣されるも軍令部福留部長や富岡課長から拒否される。そこで「認められなければ、山本長官は連合艦隊司令長官を辞職すると仰っている」と軍令部次長の伊藤整一中将に言い、軍令部総長の永野修身大将は「山本長官がそれほどまでに自信があるというのならば」と空母の全力使用を認めた。
永野総長は戦後、東京裁判の検察尋問に対し、「私はもともと軍令部案に賛成していたのです。……海軍作戦部は南太平洋でアメリカ軍を何年も待つことに賛同していました」「私は海軍省軍務局の方が理にかなっていると思ったので、こちらの計画に賛成だったのです。しかし、艦隊の指揮者が辞任するのは反対でした。……一番良いのは承認だと思ったのです」と証言している。
また、草鹿によれば、山本は自らを連合艦隊司令長官から機動部隊司令長官に格下げして陣頭指揮に当たり、連合艦隊司令長官には米内光政を据えると言う腹案も抱いていたという。
援護作戦として駆逐艦二隻によるミッドウェー島砲撃が計画された。
一方、天気予報の終わりに『東の風、雨』というフレーズが二度繰り返されると、それは対米開戦の合図であるため暗号表と機密文書を焼却するよう指示する暗号文が11月半ばに在外公館に送付されたが、これは米国側によって解読されていた。

### 航空部隊
真珠湾航空奇襲の訓練は鹿児島県の鹿児島湾（錦江湾）を中心に、鴨池、鹿屋、笠之原、出水、串木野、加世田、知覧、指宿、垂水、郡山、七尾島、志布志湾の各地で行われた。従来訓練は各飛行機の所属艦・基地で行われ、実戦は空中指揮官に委ねる形を採っていたが、第一航空艦隊の航空訓練は機種別の飛行隊に分けて実戦における空中指揮系統で行う方法が導入され、航空指揮の強化が図られた。また、この作戦のため空中指揮官の淵田美津雄中佐と雷撃専門家の村田重治少佐が指名されて一航艦に異動した。海上における空中集合を機密保持を保ちつつ可能とするため、空母の集中配備が採用された。敵から発見された際、一挙に攻撃を受ける弱点があるが、集中配備で防空戦闘機を多く配備できる利点もあった。
当初、真珠湾の北200海里から一次攻撃、北上しながら二次攻撃を放ち、オアフ300海里圏外に脱出する案だったが、搭乗員が捨て身で作戦に当たるのに母艦が逃げ腰では士気に関わると源田から反対があり、真珠湾内のフォード島北230海里で一次攻撃、南下して200海里で二次攻撃を放ち反転北上することで収容位置をオアフ島に近づけて攻撃隊の帰投を容易にし、損傷機もできるだけ収容する案に変更された。
技術的な課題は、第一に水深12メートルという浅瀬でどうやって魚雷が海底に突き刺さらないようにするか、第二に戦艦の装甲にどうやって航空爆弾を貫通させるか、の2点であった。
第一の魚雷に対しては、魚雷そのものを航空技術廠が改良し、航空隊は超低空飛行が行えるようにして、最低60メートルの水深が必要だったものを10メートル以下に引き下げることに成功した。九一式魚雷は、ジャイロと安定翼（ロール・ラダー）を用いて空中姿勢を安定させ、水平舵を上げ舵にして沈降を抑えることに成功した。この成功により第一航空艦隊では10月30日に5～10本の改造魚雷を受け取り、10月30日から11月4日まで講習を受け、訓練を開始した。鴨池航空隊は、飛行訓練によって超低空で投下できるようになった。この魚雷100本を第一航空艦隊が受領し終わったのは11月17日のことで、かろうじて機動部隊の出撃に間に合わせることが出来た。実際の攻撃では、投下された魚雷40本のうち射点沈下が認められたのは1本だけであった。
第二の爆弾に対しては、戦艦の装甲を貫徹するために水平爆撃で攻撃機の高度により運動量を賄う実験が鹿屋、笠之原で実施された。模擬装甲にはアメリカのベスレヘム・スチール製、ドイツのクルップ製、日本の日立製作所安来工場（現；日立金属安来工場）製の高張力鋼である安来鋼などの鋼板を用い、貫通するための運動量の計測などが行われた。
鹿児島県での訓練を終えた艦隊は大分県の佐伯湾に集結し、最終演習の後、11月18日に択捉島の単冠湾へと向かった。蒼龍の艦攻搭乗員だった吉岡政光の回想によると、通常なら知らされる目的地は一般の乗組員には知らされなかった。伊勢湾近くでは、伊勢神宮へ向けて総員敬礼が命じられたが、それもかつての航海ではなかったことだった。吉岡は、国力に大差がある米国と開戦すると思っておらず、猛訓練は日中戦争激化への備えと考えていた。
吉岡がハワイ攻撃を知らされたのは単冠湾到着後、11月24日で南雲中将からの「宿敵米国ニ対シ愈々十二月八日ヲ期シテ開戦セラレントシ…」、「十年兵ヲ養フハ只一日之ヲ用ヒンガ為ナルヲ想起シ」という訓示が読み上げられた。その後は、ジオラマを使い真珠湾の地形や米戦艦の停泊位置を頭に叩き込んだ。
単冠湾は冬でも海氷に閉ざされない天然の良港で、沿岸には天寧（てんねい）や年萌（としもい）という集落があった。11月20日、警戒と機密保持を任務とする先遣隊が到着し、天寧郵便局に電信電話回線の遮断を命じた。11月22日朝には5、6隻の軍艦が目撃されたが、住民は湾を見ないよう指示され、学校でも話題にする生徒はいなかった。夜はサーチライトが空に向けられた。増えた艦艇は24日頃から出航し、26日には朝靄の中を空母が岬を通過していくのが目撃されたが、住民はハワイ攻撃とは思わず、ソ連との戦争を噂しあっていた。
また、日本海軍は攻撃に備えて真珠湾を調査するため、スパイとして吉川猛夫をハワイの領事館員として送り込んだ。吉川は現地の日系人を利用して真珠湾のアメリカ軍艦艇の動向を日々調査し、真珠湾のアメリカ軍兵力の詳報を作り上げた。他にも軍令部第3部の鈴木英少佐らが、仏印進駐による経済制裁（全面禁輸）によりアメリカ行き商船の最終便となった大洋丸に乗り込み、攻撃部隊の予定進路に沿って航海して気象条件やアメリカ軍の警戒態勢などの情報を収集している。鈴木らは1941年（昭和16年）11月1日にハワイに到着すると、安全を期して吉川との直接の接触は避け、日本総領事の喜多長雄から吉川の調査結果を受け取った。鈴木は無事に日本に情報を持ち帰り、源田らに真珠湾の最新情報を伝えることができた。吉川は攻撃直前まで真珠湾の艦艇の動向を調べ、その情報は暗号電文で総領事館から海軍に伝えられ、第一航空艦隊に伝えられた。

### 特殊潜航艇
航空攻撃と併用して、5隻の特殊潜航艇（甲標的）による魚雷攻撃も立案された。この計画は連合艦隊司令部が秘密裏に進めていた真珠湾攻撃とは別に浮上した独自のプランであったり、司令部の他にも部隊側に開戦と同時に真珠湾を奇襲する発想があったことを示している。甲標的は1940年9月に正式採用され34基の建造が命令された。1941年（昭和16年）1月中旬から訓練が開始され、8月20日までに襲撃訓練が完了。搭乗員の練度も向上していった。訓練により戦力化に目処が立つとともに日米関係が悪化する状況に、搭乗員から開戦時に甲標的を使って港湾奇襲を行うべきであるとの意見が盛り上がり、先任搭乗員の岩佐直治中尉から甲標的母艦千代田艦長の原田覚大佐へ真珠湾奇襲が具申された。この時、たまたま訓練を視察していた軍令部の潜水艦主務部員である有泉龍之助中佐もこの構想に共鳴して協力を約束した。
9月初旬に原田と岩佐が連合艦隊司令部を訪問して真珠湾潜入攻撃計画を説明したが、搭乗員の生還が難しいことから却下された。司令部を納得させるため、甲標的から電波を発信して潜水艦が方位を測定して水中信号で誘導を行う収容方法を考案し、再度司令部へ具申を行ったが、搭乗員の収容に確実性がないとの山本の判断で再度却下された。部隊では更に検討を行って甲標的の航続時間を延長するなどの研究を行い、10月初旬に三度の具申を行った。この結果、更に収容法の研究を行うとの条件付きながら、ついに計画が採用された。10月11日 - 13日に長門で行われた図上演習には甲標的を搭載した潜水艦5隻による特別攻撃隊が使用された。特別攻撃隊の甲標的5隻には岩佐ら10名の搭乗員が選抜され、作戦に使う潜水艦として甲標的を後甲板に搭載可能な伊16、伊18、伊20、伊22、伊24が選ばれた。

## 真珠湾の状況

### 軍事基地としての真珠湾

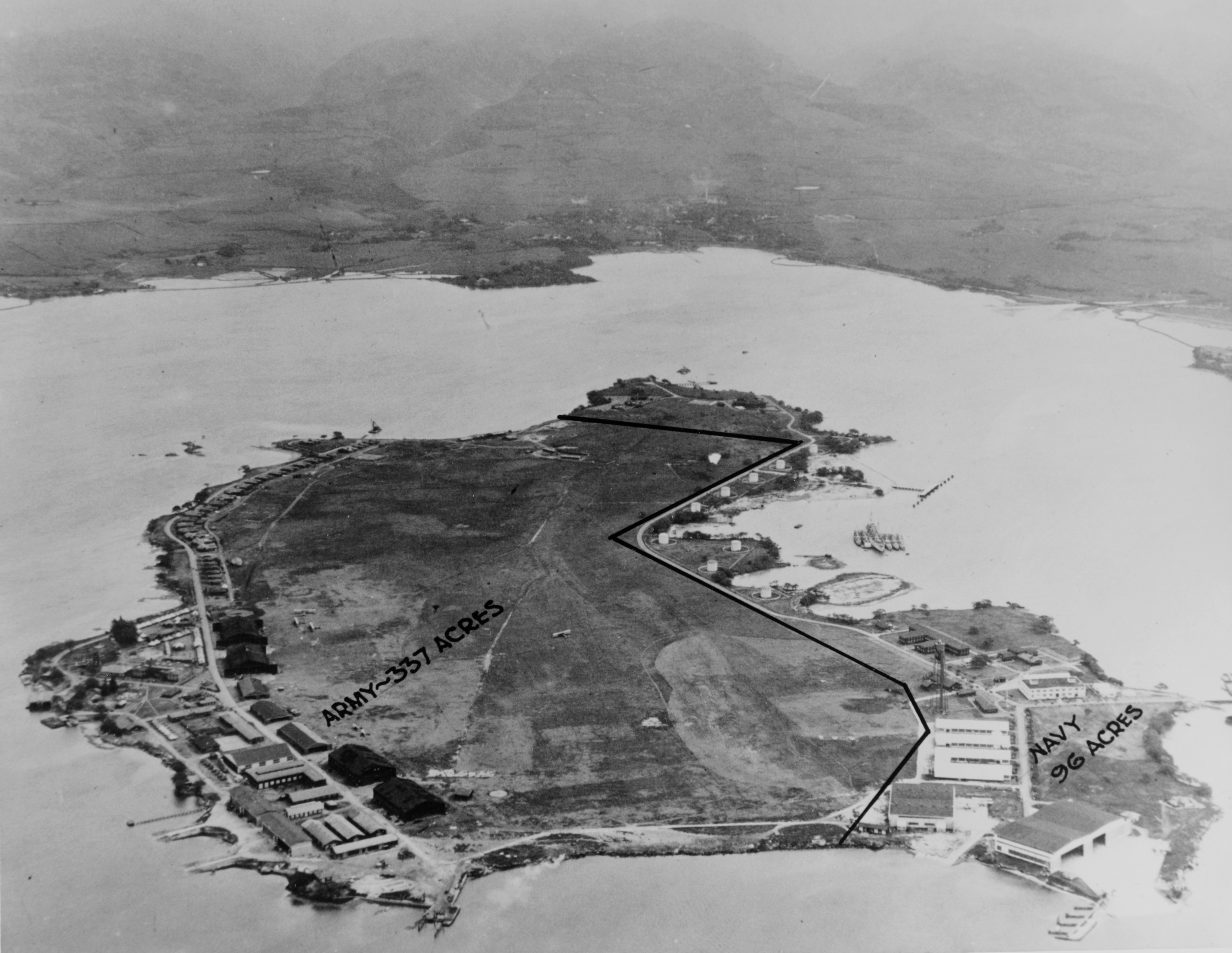
軍施設の整備が進む1920年代のフォード島

1898年（明治31年）7月、アメリカはハワイ併合を行うと、海軍基地を順次整備していき、太平洋上における戦略上の軍事拠点として、またフィリピンへの中継拠点として、その存在意義が高まっていった。1940年（昭和15年）5月には、日本の南方政策を牽制するためアメリカ合衆国西海岸サンディエゴに駐留していた太平洋艦隊の主力が、ハワイの真珠湾に駐留するようになった。当時のハワイはアメリカが巨費を投じて構築した要塞であり、「太平洋のジブラルタル」と呼ばれ、難攻不落と思われていた。軍事評論家フレッチア・ブラッドは「真珠湾はおそらく、世界中で最良の海軍基地であり、これほど最良の位置にあり、最高に防御され、また最高に補給された基地は他のどこにもない。」と評価し、アメリカ極東陸軍司令官のダグラス・マッカーサー少将も「真珠湾はアメリカが太平洋にもっていた最も強力な軍事基地だった。基地の防衛陣は高射砲陣地、アメリカの持つ最も優秀な航空機、それに高度に防備された飛行場と警報設備を備え、さらにアメリカ太平洋艦隊に守られ、当時私がもっていた不完全な陸海空の間に合わせ部隊に比べれば、お話しにならないほど強力なものだった。」と分析していた。アメリカの新聞が「日本は我々を攻撃することはできない。それは軍事的に不可能なことである。ハワイの基地でさえ日本の艦隊の有効な攻撃力の圏外にある。」と報じ、ジャーナリストのクラーク・ビーチが「日本の真珠湾に対する攻撃は、もっともありうべからざることである。成功のチャンスは百万にひとつしかない。」と寄稿したように、アメリカの国民や軍の多くの人々は“金城鉄壁の真珠湾”という真珠湾の触れ込みを信じ切っており、日本軍の攻撃への警戒が非常に希薄であった。
しかし、ハワイへの空からの攻撃の可能性については、かなり前から指摘され続けており、古くは1920年代に航空主兵論の熱心な論者ウィリアム・ミッチェルが、ハワイのオアフ島について防空体制の不備を指摘する意見を公表している。また1932年（昭和7年）にはアジア艦隊司令長官のハリー・E・ヤーネル大将が、日本が宣戦布告前に空母でハワイもしくはアメリカ合衆国西海岸を攻撃する可能性を指摘し、2月7日日曜日、実際に就役間もない空母2隻（レキシントン、サラトガ）と4隻の駆逐艦を使用し、152機の攻撃機がオアフ島沖96 kmの海上から防御体制のできていない真珠湾を早暁に奇襲する模擬訓練を行ったところ、理論上湾内に碇泊する全ての艦船を沈め、地上の航空機も全て破壊する計算で、完全に成功している。この演習の模様はホノルルの日本領事館から本国に報告されていた。第二次世界大戦が始まり、ナチス・ドイツの快進撃が続いていた1940年（昭和15年）になると、太平洋艦隊司令長官のジェームズ・リチャードソン大将はフランクリン・ルーズベルト大統領に太平洋艦隊主力を真珠湾に置いていることの危険性について進言すると共に、日本軍の奇襲に備え洋上哨戒（）を強化したが、ルーズベルトとは意見が合わず解任され、1941年（昭和16年）2月にはハズバンド・キンメル大将が太平洋艦隊司令長官に就任している。
キンメルも前任のリチャードソンと同様に、オアフ島の危険性については十分認識しており、太平洋艦隊司令長官になると直ちに「開戦の布告に先立って、真珠湾の艦船に攻撃があるかも知れない」と極秘指令を出し艦隊に警戒を呼び掛けたが、結局は潜水艦による攻撃に備えての駆逐艦の哨戒強化の指示に止まった。昼夜を問わず360度の警戒を行うだけの偵察機を有さなかったことを理由に、初めから航空哨戒についての努力を放棄していたのである。
1941年（昭和16年）8月にはハワイ陸軍航空隊指揮官、フレデリック・L・マーチン少将と第5爆撃航空隊指揮官ウィリアム・C・ファーシング大佐と数名のスタッフによる作戦研究で「日本海軍は6隻の空母を使用し、北方から攻撃をかけてくる。オアフ島に対する攻撃は早朝が敵にとってもっとも有利であろう。」という、ほぼ完全に日本軍の作戦を予見した研究結果が出て、キンメルや陸軍省にも報告されているが、その報告により航空哨戒が強化されることはなかった。
この頃のアメリカは大西洋の戦局に大きな関心を向けており、日本軍の真珠湾での攻撃の可能性については十分に認識していたが、それを現実的な脅威とは考えていなかった。キンメルは海軍作戦部長のハロルド・スターク大将に「大西洋の問題を軽く見るわけではないが、ここから見ていると、太平洋は依然として世界情勢の一部である。」と愚痴めいた書面を贈ったのに対し、スタークは「私自身はジャップがやってくるとは思わない」と答えている。
それは、ハワイ方面陸軍司令官のウォルター・ショート中将の陸軍も同様で、ハワイには二個師団の防衛部隊が配置されていたが、常に補給と訓練の問題に悩まされていた。強力な戦力となる「空の要塞」B-17爆撃機はアメリカ本土の工場で製造されると、オアフ島に空輸されて武装その他の最終装備が施されるが、それからB-17はハワイにほとんど留まることなく、フィリピンに送られていた。陸軍の誰もがハワイでB-17が必要になるとは思っていなかったからである。ハワイの陸海軍の総指揮官であるキンメルとショートは一週間おきの日曜日に一緒にゴルフを楽しむなど個人的には懇意であったが、陸海軍の連携や協力は無いに等しく、ショートは海軍が航空哨戒をしていると思い込んでおり、陸軍は哨戒活動をほとんどしていなかった。
こうした、陸海軍の警戒態勢の不備、大西洋重視、日本軍に対する過小評価がアメリカ軍の油断を生じさせていた。

### 攻撃前の真珠湾

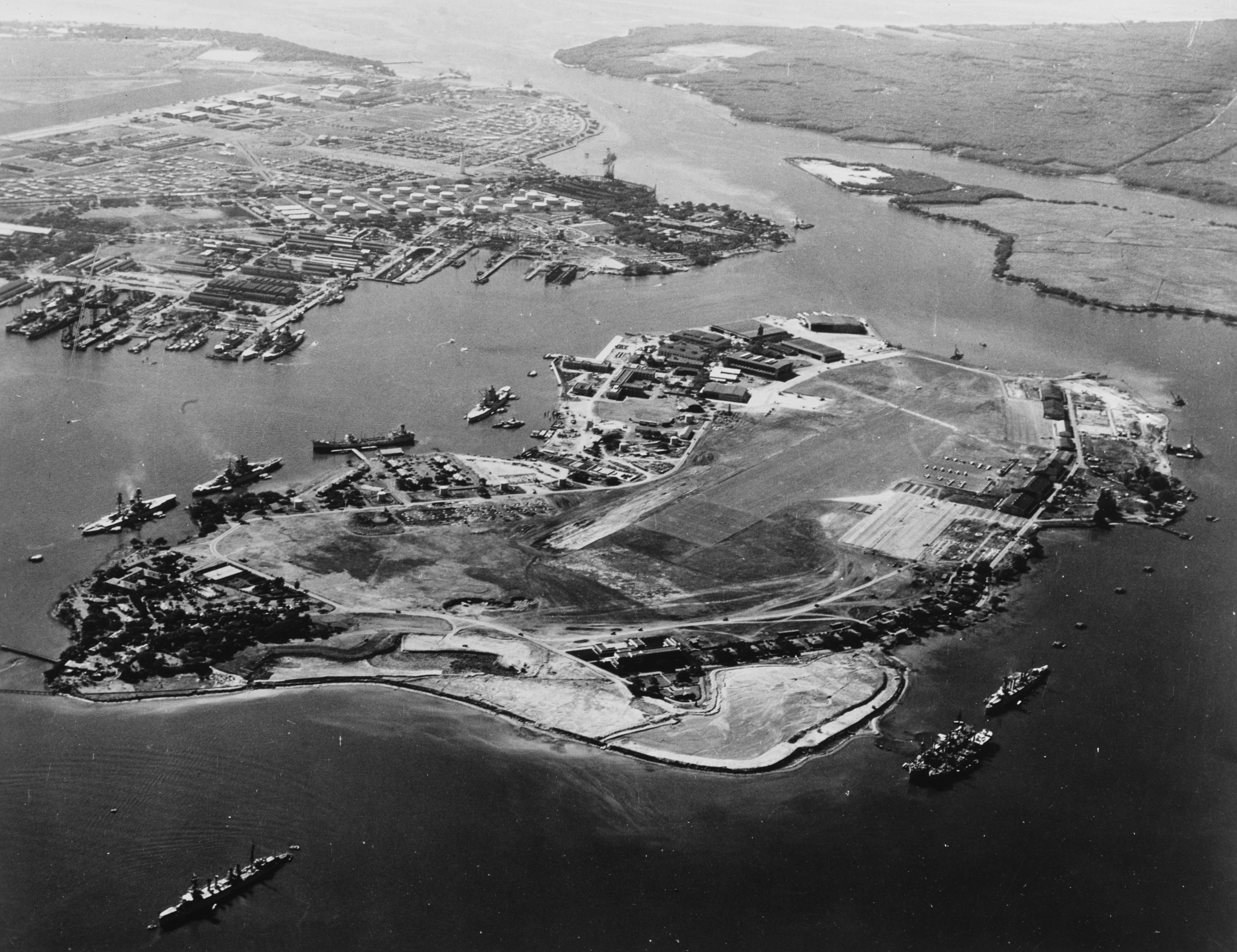
1941年6月の真珠湾

1941年（昭和16年）11月27日午前9時にホノルルにて、キンメルとショートを筆頭とするハワイ駐屯のアメリカ陸海軍の幕僚が、ハワイ諸島より西のウェーク島とミッドウェイ島への増援について協議していた。両島に陸軍航空隊の戦闘機を増援として送ることの是非について話し合われていたが、両島ともに荷揚げ桟橋の設備がなかったため、陸軍機を空母に搭載して、両島に到着したら空母から発艦して飛行場に着陸させる必要があった。陸軍機は発艦はできても着艦はできなかったため、両島へ送った陸軍機はハワイの防衛に再び利用できない可能性があった。そこで陸軍参謀のジェームス・モリソン大佐が「我々の任務はオアフ島を守ることであって、陸軍機を両島に派遣することは、防衛能力を低下させることになります。」と意見を述べるとキンメルは「君はなぜそんなに心配するのか？我々が攻撃を受けるとでも思っているのか」と質した。そして、海軍のマックスモリス参謀に「日本軍がここを飛行機で攻撃してくる見込みについて、どう思うかね？」と聞くと、マックスモリスは「そんな見込みはまったくありません。」と答えている。会議が終わった後にキンメルとショートはそれぞれ陸海軍省から日米交渉が破局に至ったことの連絡と、日本軍が近日中に戦争行為を起こす可能性が高いので警戒を怠らないようにとの指示があったが、キンメルに届いた警報については、日本軍の侵略的行動に対する警戒の呼び掛けの後段に、日本軍が上陸作戦を行う可能性が高い地域として、フィリピン、タイ王国、マレー半島、ボルネオ島（いずれも東南アジア）が挙げられていたため、深刻には受け取られず、哨戒が取り立てて強化されることもなかった。
アメリカ海軍は7隻の空母を保有していたが、この当時真珠湾にいたのは、レキシントンとエンタープライズの2隻のみであり、ワスプ、レンジャー、ヨークタウン、ホーネットは大西洋におり、サラトガはサンディエゴのドックにいた。キンメルは空母がたった2隻しかいないのにもかかわらず、予定通りウェーク島とミッドウェイ島には増援を送ることとし、翌28日に、ウェーク島にはウィリアム・ハルゼー・ジュニア中将率いる第8任務部隊の空母エンタープライズと3隻の重巡洋艦と駆逐艦隊を派遣することとした。キンメルはハルゼーに「戦艦を連れていくかね？」と尋ねるとハルゼーは「高速で行かなければいけないときに足手まといになるからいりません」と拒否している。逆にハルゼーが「日本軍と行き会った場合はどうするんです？」とキンメルに指示を仰ぐと、キンメルは「常識でやるんだよ」と暗に攻撃を許可した。それを聞いたハルゼーは「射程距離に入ってきたらただちに撃沈します。」と宣言している。ただし、前日の会議の陸軍の意見を尊重し、陸軍の戦闘機は搭載せず、海兵隊の兵士と戦闘機を搭載し出港した。
12月2日には、無線機で日本海軍の暗号無線を傍受していたハイポ基地が日本軍の空母のコールサインが消えたことに気がつき、情報将校エドウィン・レイトン少佐がキンメルにその事を報告したが、キンメルは「誰も気づかないうちに、連中がダイヤモンドヘッドまで来ているっていうのかね？」と言ってまともに取り合わなかった。
さらに、12月4日に空母レキシントンが陸軍機を満載し、重巡洋艦3隻と駆逐艦を護衛に引き連れてミッドウェイに向けて真珠湾を出港し、日本軍攻撃前に真珠湾から全ての空母がいなくなってしまった。
ルーズベルトは、12月6日の午後9時半過ぎに、パープル暗号が解読された日本側から手交される前の「帝国政府ノ対米通牒覚書」の13部目までを読み、「これは戦争ということだね（This means war.）」とつぶやいたというしかし、「帝国政府ノ対米通牒覚書」は宣戦布告ではなかったので、ルーズベルトがこの時点ではまだ読んでいなかった最終部分の14部目にも、すでに読み終わっていた1〜13部目にも、どこにも日本が宣戦布告をするとは書かれていなかった。また、「帝国政府ノ対米通牒覚書」にはハワイを攻撃するとか、具体的な攻撃計画についてのヒントはまったくなかった。しかし、午後1時に「帝国政府ノ対米通牒覚書」をハル国務長官に手渡した後に全ての暗号機を破壊せよとの指令も付されており、攻撃時間を連想されるものであったが、その（東部標準時）午後1時が、ハワイ・アリューシャン標準時7時30分であることを思いつく者はいなかった。この情報を陸軍情報部から知らされた海軍は、海軍情報部長セオドア・S・ウィルキンスン大佐がスターク作戦部長にすぐにでもキンメルに知らせるべきと進言したが、スタークは「ハワイの防衛は陸軍の責任であるため、陸軍参謀総長のジョージ・マーシャル大将からハワイに連絡するべき」と考え、マーシャルに要請した。マーシャルもこの覚書が開戦を意味すると考えて、ハワイとマニラ（フィリピン）に警報を送ることとしたが、手続きに時間がかかった上に、ハワイの陸軍無線機が故障しており、商用チャンネルを通じてこの警報がショートに届いたのは、攻撃が終わった数時間後で、それも自転車に乗った少年から配達された。
12月6日の夜には「日本軍の2個船団をカンボジア沖で発見した」というイギリス軍からもたらされた情報がキンメルとショートにも届いた。キンメルは太平洋艦隊幕僚と、真珠湾にある艦船をどうするかについて協議したが、空母を全て出港させてしまったため、艦隊を空母の援護なしで外洋に出すのは危険という意見で一致したのと、週末に多くの艦船を出港させると市民に不安を抱かせると判断し、艦隊をそのまま在港させることとした。しかし、これは真珠湾の攻撃を予測していたのではなく、あくまでもワシントン当局の警告通り、日本軍が攻撃してくるのは東南アジアだと考えていた。ショートにはさらにFBIが盗聴したホノルル東京間の新聞特派員の国際電話通話記録の情報が報告された。その通話記録では、特派員が東京とオアフ島上空の天候などを頻繁に話し合うなど、航空攻撃を示唆するような情報であったが、ショートも幕僚もこの情報の重要性に気が付くことはなかった。
真珠湾攻撃前夜となったこの夜は、キンメルもショートももたらされる重要情報に気を配ることもなく、どちらもパーティに出席し飲酒している。また、水兵たちも各々で夜を楽しんでおり、水兵の娯楽のために新しくできた「ブロック・リクリエーションセンター」に各艦の水兵が集まって、各艦対抗で最優秀バンドを決める「音楽決戦」コンテストが開催されていた。決勝では戦艦ペンシルベニア、テネシー、輸送艦アルゴン、軽巡洋艦デトロイトのバンドが勝ち残り、ペンシルベニアのバンドが優勝した。その後は飲酒しながら「ゴッド・ブレス・アメリカ」の大合唱で盛り上がり、ダンスでお開きとなったが、多くの水兵はそのまま残って「予選落ちしたアリゾナのバンドが本当は一番よかった」などといつ終わるとも知れない議論を繰り広げていた。キンメルは少し早めに切り上げて9時には帰宅し10時には就寝していたが、ショートは少し遅くなり、帰路の車中で妻に真珠湾の夜景を見ながら「何とも美しい眺めだね」「でも恰好の攻撃目標になりそうだ」と話しかけたが、奇しくもこの予言はこの翌朝に実現することとなってしまった。

## 経過

### ニイタカヤマノボレ

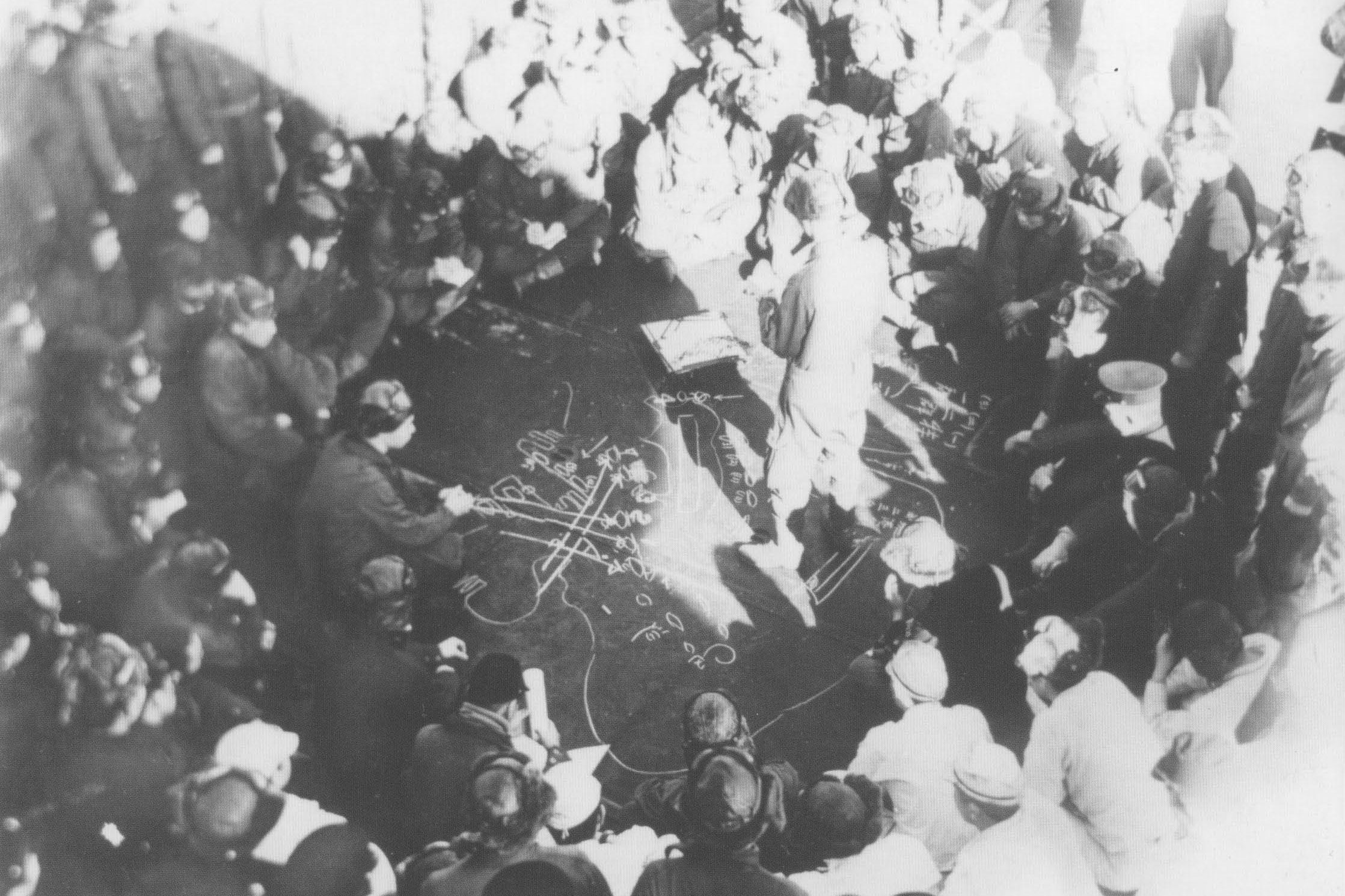
出撃前のブリーフィングを行う加賀航空隊の搭乗員

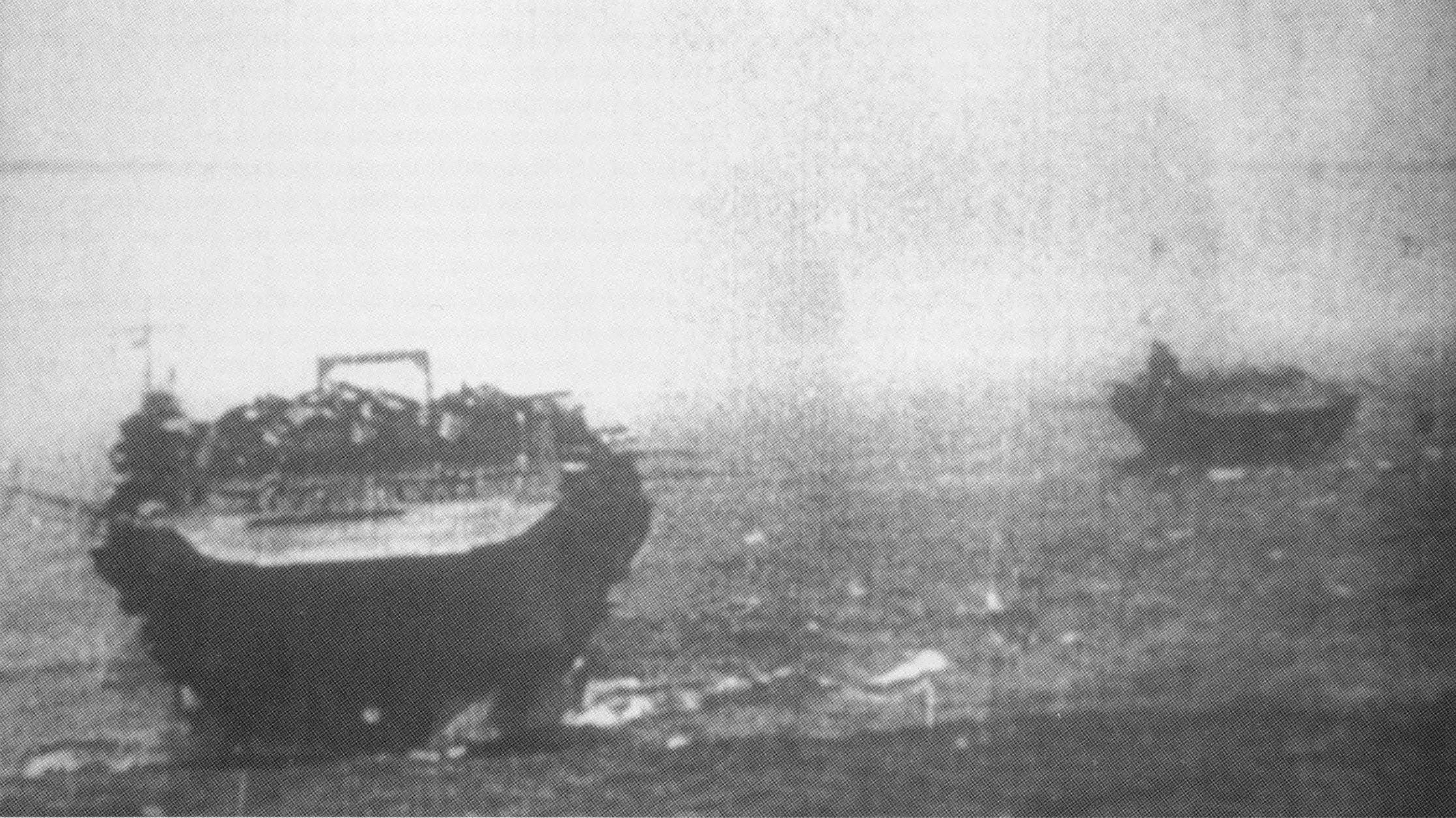
航空隊の発進準備をする加賀（手前）と瑞鶴（奥）。赤城艦尾より撮影。

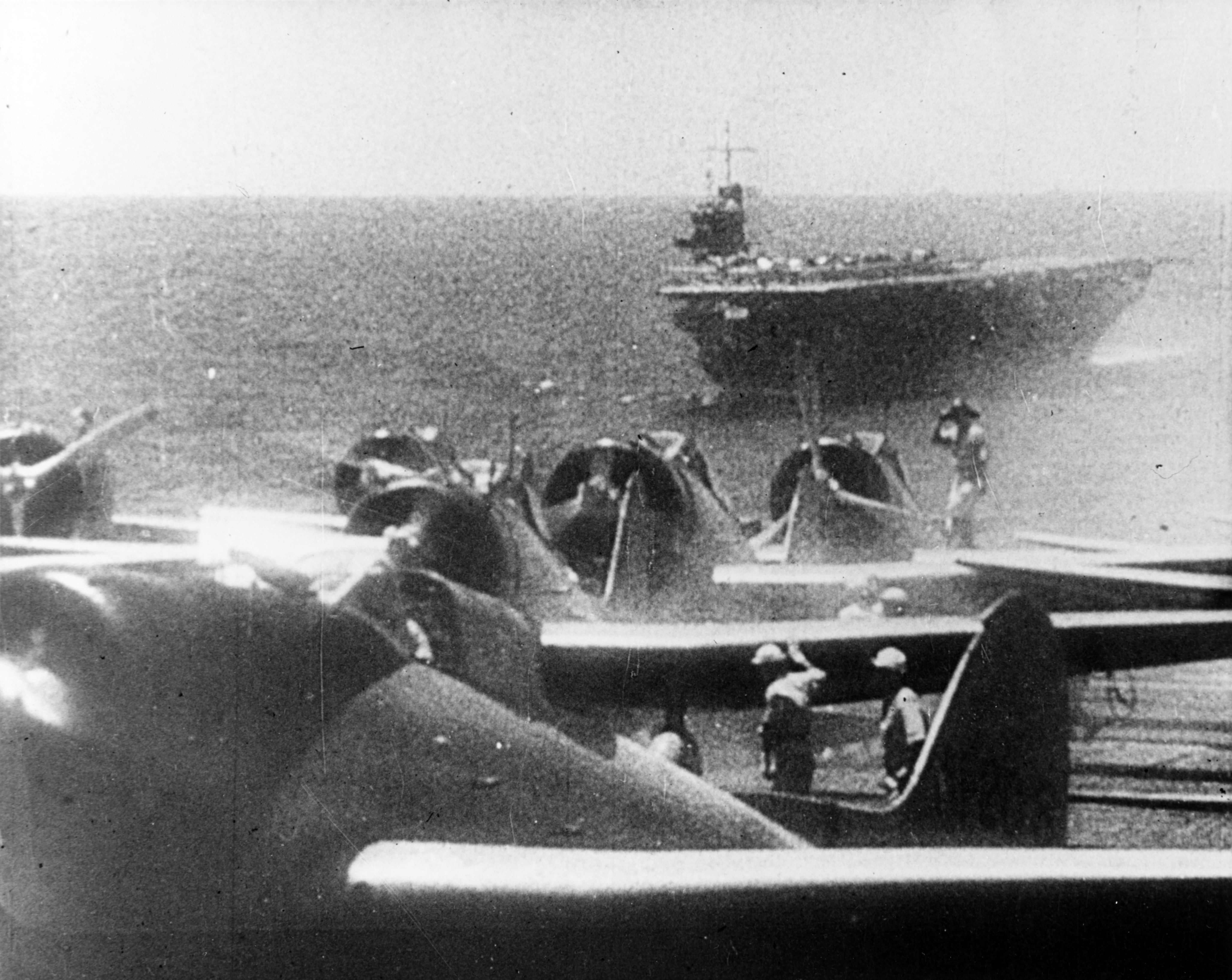
艦載機を満載して航行する蒼龍

1941年（昭和16年）11月1日、東條英機内閣は大本営政府連絡会議において帝国国策遂行要領を決定し、要領は11月5日の御前会議で承認された。以降陸海軍は12月8日を開戦予定日として真珠湾攻撃を含む対英米蘭戦争の準備を本格化した。
11月13日、岩国航空基地で連合艦隊（南遣艦隊を除く）の最後の打ち合わせが行われた。司令長官の山本五十六大将は「全軍将兵は本職と生死をともにせよ」と訓示するとともに、日米交渉が妥結した場合は出動部隊に直ちに帰投するよう命令した。これに二、三の指揮官が不服を唱えたが、山本は「百年兵を養うは、ただ平和を護るためである。もしこの命令を受けて帰れないと思う指揮官があるなら、ただいまから出勤を禁ずる。即刻辞表を出せ」と厳しく言ったという。
11月17日、山本は佐伯湾にあった赤城を訪れ、機動部隊将兵を激励するとともに、「この作戦の成否は、その後のわがすべての作戦の運命を決する」とハワイ作戦の重要性を強調している。11月22日、第一航空艦隊司令長官である南雲忠一中将指揮下の旗艦赤城および加賀、飛龍、蒼龍、翔鶴、瑞鶴を基幹とする日本海軍空母機動部隊は択捉島の単冠湾に集結。出港直前、空母赤城に搭乗員達が集合し、南雲がアメリカ太平洋艦隊を攻撃することを告げた。赤城艦長は山本の「諸子十年養うは、一日これ用いんが為なり」という訓示を代読している。11月26日8時、南雲機動部隊はハワイへ向けて単冠湾を出港した。
航路は奇襲成立のため隠密行動が必要であった。連合艦隊参謀の雀部利三郎中佐が過去10年間に太平洋横断した船舶の航路と種類を調べ、その結果11月から12月にかけては北緯40度以北を航行した船舶が皆無である旨を発見し、困難な北方航路が採用された。
草鹿龍之介によれば、奇襲の一撃で所期の目的を達成できなかった時、もしくは敵に発見され奇襲に失敗した時には、強襲を行う事に定められていた。ただしどこまで強襲を重ねるかについては状況次第であったという。
11月27日、大本営政府連絡会議で12月8日の戦闘開始とその翌日に宣戦の詔書の公布と内閣告示の形式で宣戦布告すること、これを御前会議で正式決定することが定められた。12月1日、御前会議で、先の大本営政府連絡会議の結論が正式決定され、米国に対する最後通牒を行うかどうかとその文面をどうするかについては、大本営と外務省で定めることとされた。12月2日17時30分、大本営より機動部隊に対して「新高山登レ一二〇八」の電文が発信された。新高山（ニイタカヤマ）は当時日本領であった台湾の山の名（現・玉山）で当時の日本の最高峰（3952 m）、一二〇八とは12月8日のことで、「Xデーを12月8日（日本時間）と定める」の意の隠語であり、語を「暗号書D」にしたがって5桁数字の符字に置き換えたコード暗号で発信された。真珠湾攻撃に先立ってコタバル上陸作戦が行われることになる陸軍では「日ノ出ハ山形、トス」の電報を発信している。日の出がXデー、山形が8日の意。こちらは4桁数字8個の羅列の暗号文で発信された。ちなみに、戦争回避で攻撃中止の場合の電文は、陸軍では「ツクバヤマハレ」、海軍では「トネガワクダレ」であったなどとされているが、ラジオ・トウキョウの外国向け短波放送プログラムの最後にいつもの詩吟がなかったら、攻撃中止を意味したという補助的手段の話もあるが、はっきりとした史料はない。重責を背負った南雲は航海中、えらいことを引き受けてしまった、断ればよかった、うまくいくかしら、と草鹿に語りかけたと言う。
日本軍はアメリカ軍空母の7隻のうち、真珠湾に停泊していたレキシントンとエンタープライズ以外には、ヨークタウンが大西洋に配備されているという情報しか持たなかったが、真珠湾の動向についての情報は、諜報活動をしていた吉川から喜多長雄総領事を通じて刻々と機動部隊に送られてきた。この情報は南雲らからすれば「絶大な、痒い所に手が届く」と言うぐらいに正確で的確なものであったが、その情報によれば11月28日にエンタープライズが出港、12月5日にレキシントンが出港したため、真珠湾に空母は1隻もいなくなり、南雲は空母の動向がわからない限りは、なるべく早めに真珠湾を叩いて引き上げなければならないと考えた。
12月7日、伊号潜水艦隊から特殊潜航艇が発進した。現地時間12月7日午前6時45分（日本時間12月8日午前1時45分）、その内の1隻が米駆逐艦ワードに米領海内で発見され国籍不明船として撃沈されている（ワード号事件）。この件は太平洋艦隊司令部に報告されたが、暗号解読の遅れと鯨などへの誤射が頻発していたため重要視されずに終わった。
12月8日午前1時30分（日本時間）ハワイ近海に接近した日本海軍機動部隊から、第一波空中攻撃隊として艦戦43機、艦爆51機、艦攻89機、計183機が発進。草鹿は189機が発進したとしているが、爆装の艦攻50機が戦艦を、雷装の40機が戦艦および空母を目標とし、艦爆54機は航空基地を、艦戦45機は空中および地上の敵機を目標と定めていたという。
午前2時45分、第二波空中攻撃隊として艦戦36機、艦爆80機、艦攻54機、計170機が発進した。草鹿によれば54機の艦攻は航空基地を、80機の艦爆は空母および巡洋艦を、36機の艦戦はやはり敵機を目標と定めていた。なお出港中のエンタープライズやレキシントンを求めて、付近を索敵するなどの案は排され、真珠湾内にある艦船攻撃に全力が向けられた。また攻撃隊を二波に分けているのは航空母艦の飛行甲板の広さや滑走距離による制限である。当時の日本の航空母艦は、搭載する全航空機を全て甲板に並べ、一斉に発進させることはできなかった。
なおこの攻撃に先立ち、陸軍はイギリスの植民地のマレー半島コタバルで奇襲上陸作戦を行っていた。真珠湾とマレーで一方が先行すれば、その情報が直ちに同盟国同士のイギリスからアメリカに伝えられることとなり、他方の奇襲が成り立たなくなると予想された。しかし源田の案により、暗闇での発艦を回避するため、攻撃隊の発進は当初の予定より2時間遅れとなった。この決定を軍令部が把握した時には命令変更の時間がなかったため、三代辰吉中佐がコタバル攻撃部隊へ伝達しないことにした。これにより、真珠湾攻撃はコタバル奇襲上陸作戦開始の2時間遅れとなった。
しかし、結果的に陸軍のマレー上陸の報が、イギリス軍から真珠湾に展開するアメリカ軍に伝達されるのはコタバルへの攻撃開始のはるか後の事になり、その結果真珠湾並びにアメリカ領フィリピンを含む太平洋地域のアメリカ軍の迎撃体制のゆるみに影響することはなかった。

### トラ・トラ・トラ

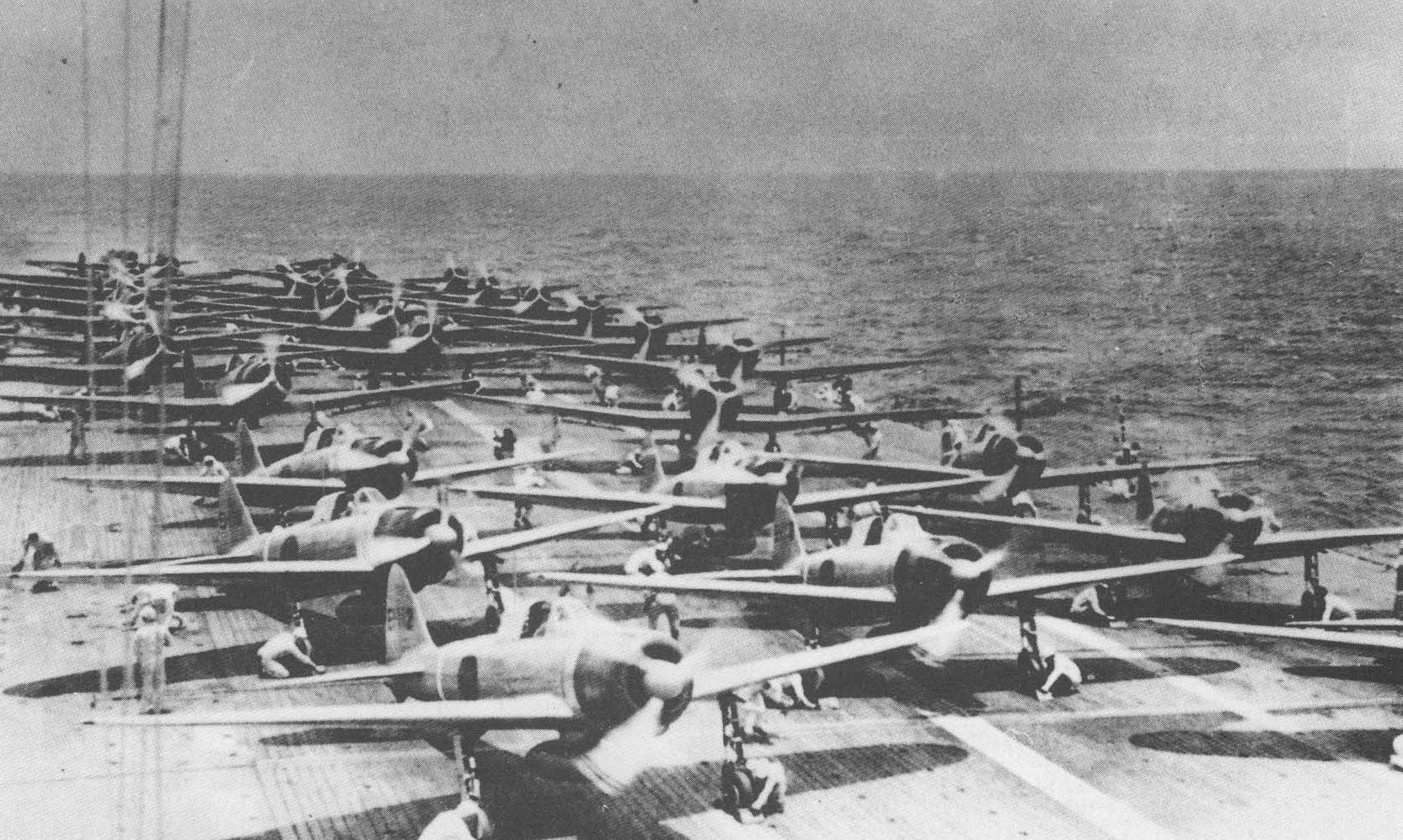
発艦直前の翔鶴の飛行甲板。

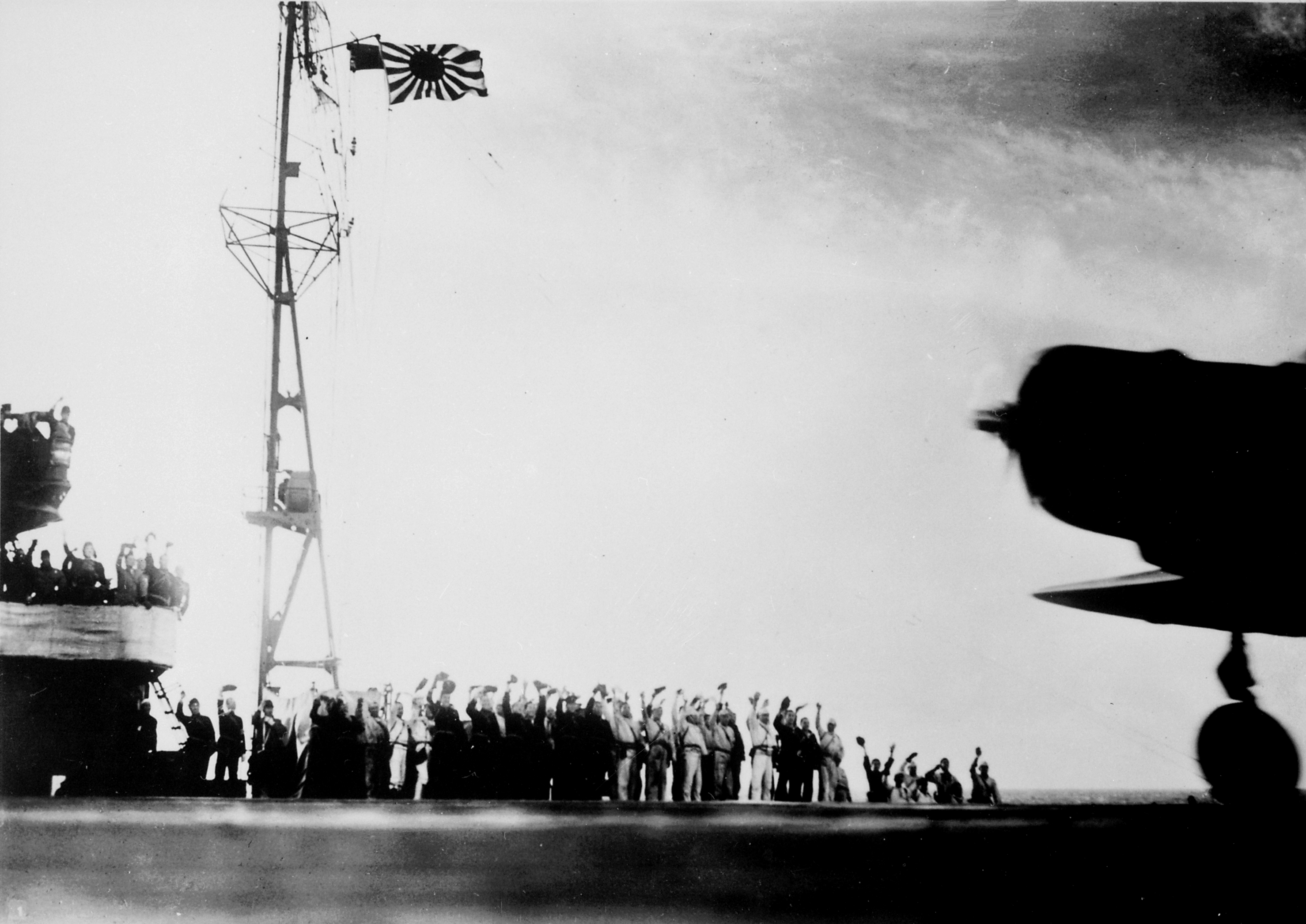
翔鶴から発艦する九七式艦上攻撃機。

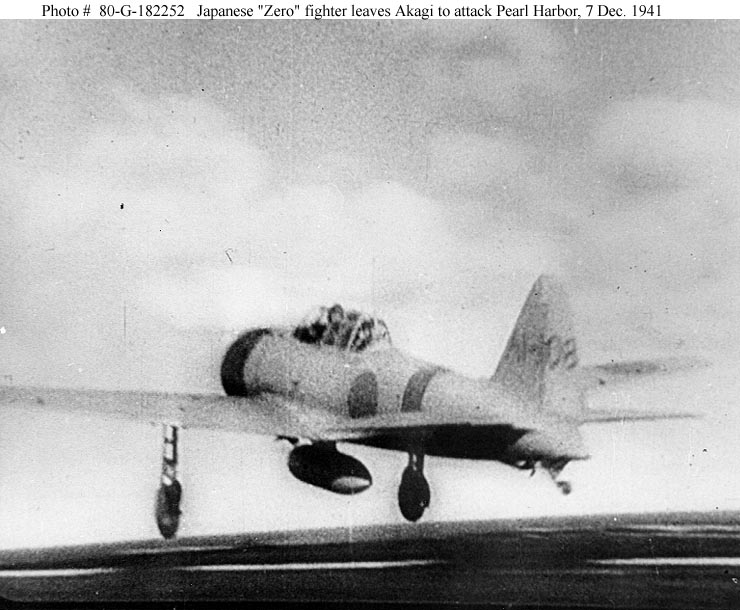
赤城から発艦する零式艦上戦闘機。

ハワイは現地時間12月7日日曜日の朝だった。当時ハワイには移動式のレーダーが6箇所に設置されていた。その中でオアフ島北端のオパナに設置されてあったレーダーを操作していたのはジョーゼフ・ロッカードとジョージ・エリオットの2人の二等兵であったが、エリオットは新米でロッカードからレーダーの操作法を学んでいる途中であった。この当時、真珠湾のレーダーは朝4時から7時までたった3時間操作されているにすぎず、この日も終了時間の7時となり撤収準備していた矢先、レーダーのオシロスコープスキャナーに50機を超える飛行機の大編隊とおぼしきものがキャッチされた。ロッカードはすぐにレーダーを統括するために新設された情報センターに電話をしたが、この日は日曜日で本職の管制官は休んでおり、レーダーのしくみを理解するための訓練として管制官役をしていた若手陸軍航空隊パイロット、カーミット・タイラー陸軍中尉が応対した。本来であれば未熟なパイロット管制官を補佐するため情報センターには多くの下士官も勤務していたが、7時までの勤務時間を終えて全員退室しており不慣れなタイラー1人で対応することとなってしまった。タイラーはロッカードから電話で80マイルまで接近している問題の編隊についての報告を受けたが、その際にロッカードはレーダースクリーン上の編隊の大きさについて報告をしていなかった。タイラーは本日フィリピンに配備される予定である12機のB-17がオアフ島に飛来する予定であることや、2隻の空母が航行中であることを知っており、その機影が友軍のものであると誤認したが、それらの情報は士官のみが知っている軍事機密扱いであったため、二等兵2人に伝えることができず、ただ「気にするな」という曖昧な返事をするに止まった。後日、タイラーはこのミスによる処罰を受けることはなく戦後創設されたアメリカ空軍中佐まで昇進したが、「あの（気にするなという）何気ない一言がなければもっと昇進できた」と悔やむこととなった。一方「気にするな」と指示された2人の二等兵は、その後もレーダーで機影を追い続けたが22マイルまで接近したところで丘陵の影に紛れて見えなくなった。
7時10分（日本時間8日午前2時40分）には、アメリカ海軍の駆逐艦DD-139「ワード（ウォード）」がアメリカ領海内において国籍不明の潜水艦を発見し、砲撃によりこれを撃沈した（ワード号事件）。これは日本軍の特殊潜航艇「甲標的」であった。ワード号は直後に「未識別の潜水艦」を撃沈した旨を太平洋艦隊司令部へ打電したが、ハワイ周辺海域ではクジラなどに対する誤射誤爆がしばしばあったことからその重要性は認識されなかった。また、その直後にはカタリナ哨戒機が湾口1マイル沖で潜水艦を発見し爆雷攻撃を行ったという報告もなされたが、その報告を聞いた海軍参謀らはワードからの報告も含めて長々と議論するばかりで結論を出すことができず、陸軍に連絡することすらしなかったため、陸軍は警戒態勢の強化を図ることができなかった。このようにアメリカ軍は奇襲を事前に察知する機会を何度も逃しており、ワシントンかハワイにいる責任のある者の中に、一人でももう少し用心深いものがいたら日本軍の奇襲は成功しなかったという主張もある。
7時35分（同3時5分）に航空隊はオアフ島北端カフク岬を雲の切れ目に発見し7時40分（同3時10分）に「突撃準備隊形作れ」を意味する「トツレ」が発信され、信号弾が発射された。この際、奇襲の場合には合図が信号弾1発で火災による煙に妨げられることない状況で対艦攻撃を実施させるべく艦攻による攻撃を先行させ、強襲の場合には合図が信号弾2発で艦爆による対空防御制圧が先行させる作戦計画になっていたが、信号弾1発で村田重治率いる雷撃隊が展開行動を起こさないのを見て淵田美津雄は合図を見逃したと誤解しもう1発信号弾を発射、艦爆隊指揮官である翔鶴飛行隊長の高橋赫一海軍少佐はこれを合わせて信号弾2発と誤解し先行した。
間もなく重巡洋艦筑摩の偵察機から「在泊艦は戦艦一〇、甲巡一、乙巡一〇」との報告があり、それと前後してラハイナ泊地に向かった重巡洋艦利根の偵察機からは「敵艦隊はラハイナ泊地にはあらず」との報告が入った（草鹿によれば筑摩より、3時10分に入った報告とされている）。
7時49分（同3時19分）、第一波空中攻撃隊は真珠湾上空に到達し、攻撃隊総指揮官の淵田が各機に対して「ト」連送「ト・ト・ト」で「全軍突撃」を下命した。
7時52分（同3時22分）、淵田は旗艦赤城に対して「トラ」連送「トラ・トラ・トラ」を打電した。これは「ワレ奇襲ニ成功セリ」を意味する暗号略号である。この電波は赤城で中継したが、中継を待つまでもなく広島湾にいた戦艦長門でも、東京の大本営でも指揮官機の電波を直接受信した。7時53分（同3時23分）に赤城から「隊長、先の発信、赤城了解」と返信があった。奇襲に成功したことを知った草鹿は南雲の手を固く握り落涙したと言う。因みに、二次攻撃の必要があると判断された場合は「カワ・カワ・カワ」、奇襲に失敗した場合は「トキ・トキ・トキ」の電文を送る手筈となっていた、と伝えられている。 
航空機による攻撃は8時00分（同3時30分）に雷撃により開始される予定だったが、これより5分早い7時55分（同3時25分）に急降下爆撃隊がフォード島のウィーラー（ホイラー）陸軍飛行場へ250 kg爆弾による爆撃を開始し、これが初弾となった。
ホノルル海軍航空基地作戦士官のローガン・ラムジー中佐は7時55分ごろに基地に対して急降下してくる航空機の耳をつんざく音に気が付き、近くにいた当直士官の大尉に「あいつの機体番号を調べろ。あいつの安全ルール違反を報告しなきゃならん」と命令した。その航空機はさらに突っ込んできたため、ラムジーは「機体番号はわかったか？」と当直士官に聞いたが「いや、わかりません。赤のバンドがついてるから隊長機と思います。」という返答があった。ラムジーが苦々しい顔をしていると当直士官が「急降下爆撃機が機体を引き起こして上昇するとき何か黒いものが落下しました。」と報告した瞬間に凄い爆発音が格納庫の方で鳴り響いた。ラムジーは表情を強張らせ「ディック、飛行隊長を調べる必要はない、あれは日本の飛行機だ」と叫ぶと、無線室に向かって廊下を走り、当番兵に次の電文を平文で打てと命じた。
xは注意を促すために記号として打たれた（モールス符号に＊や＃の記号は定義されていない）。「no」と「not」、2通りの記述の受信紙が存在する。
この史上もっとも有名なものの一つとなった電報には、フォード陸軍基地司令官のパトリック・ベリンジャー少将が署名し、アラスカに至るまでアメリカ海軍全基地に警戒を呼び掛けた。攻撃が始まってしばらくしてからようやく海軍省へ、フランク・ノックス海軍長官にも伝えられた。電報を手にしたノックスは、報告したスターク海軍作戦部長に「何だと! こんなことはあり得ない! フィリピンのことに違いない!」と叫んだが、スタークは「いや長官、これは真珠湾のことです。」と答えている。

### 真珠湾空襲、演習にあらず

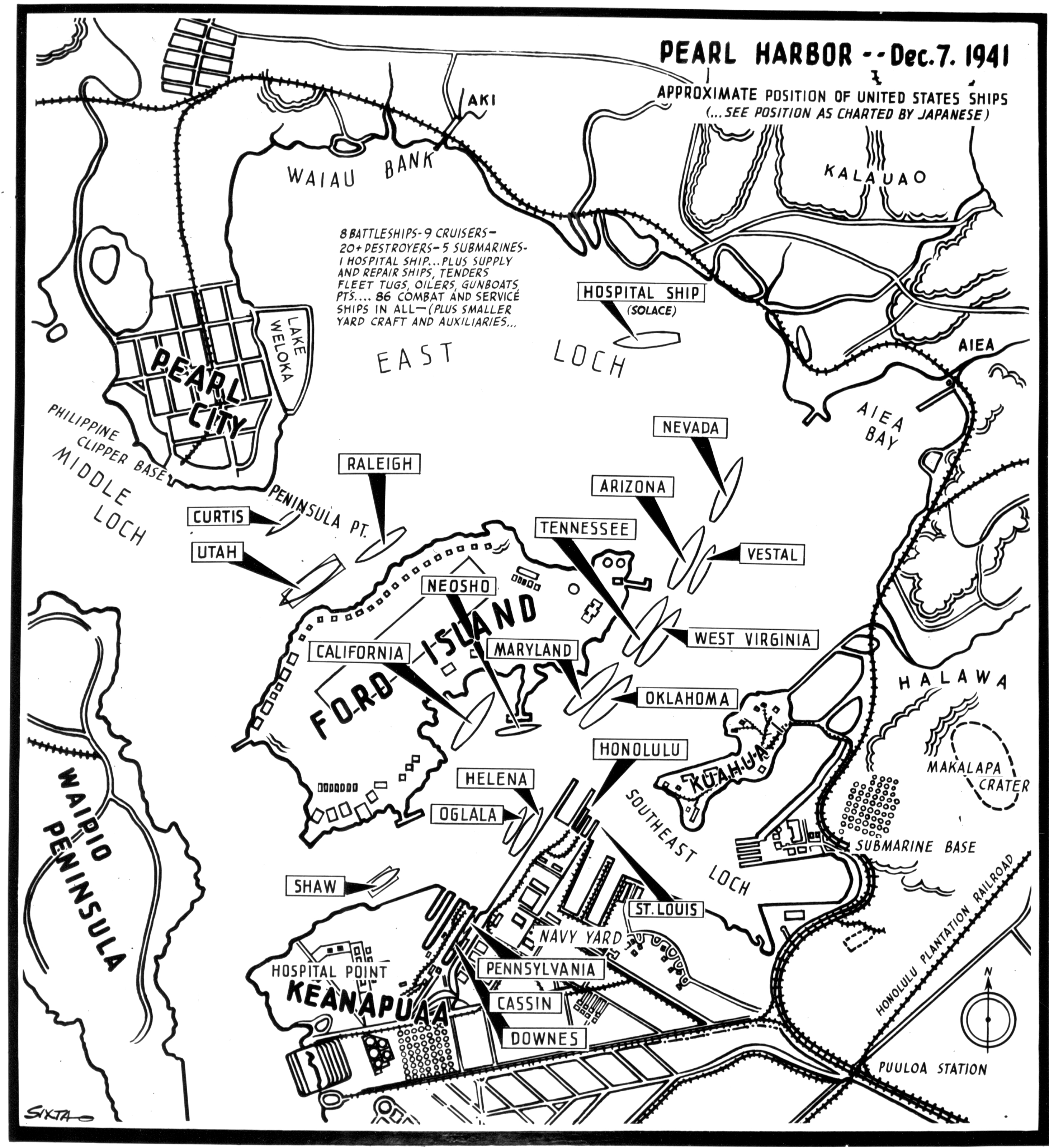
真珠湾攻撃開始時のアメリカ軍主要艦艇停泊位置

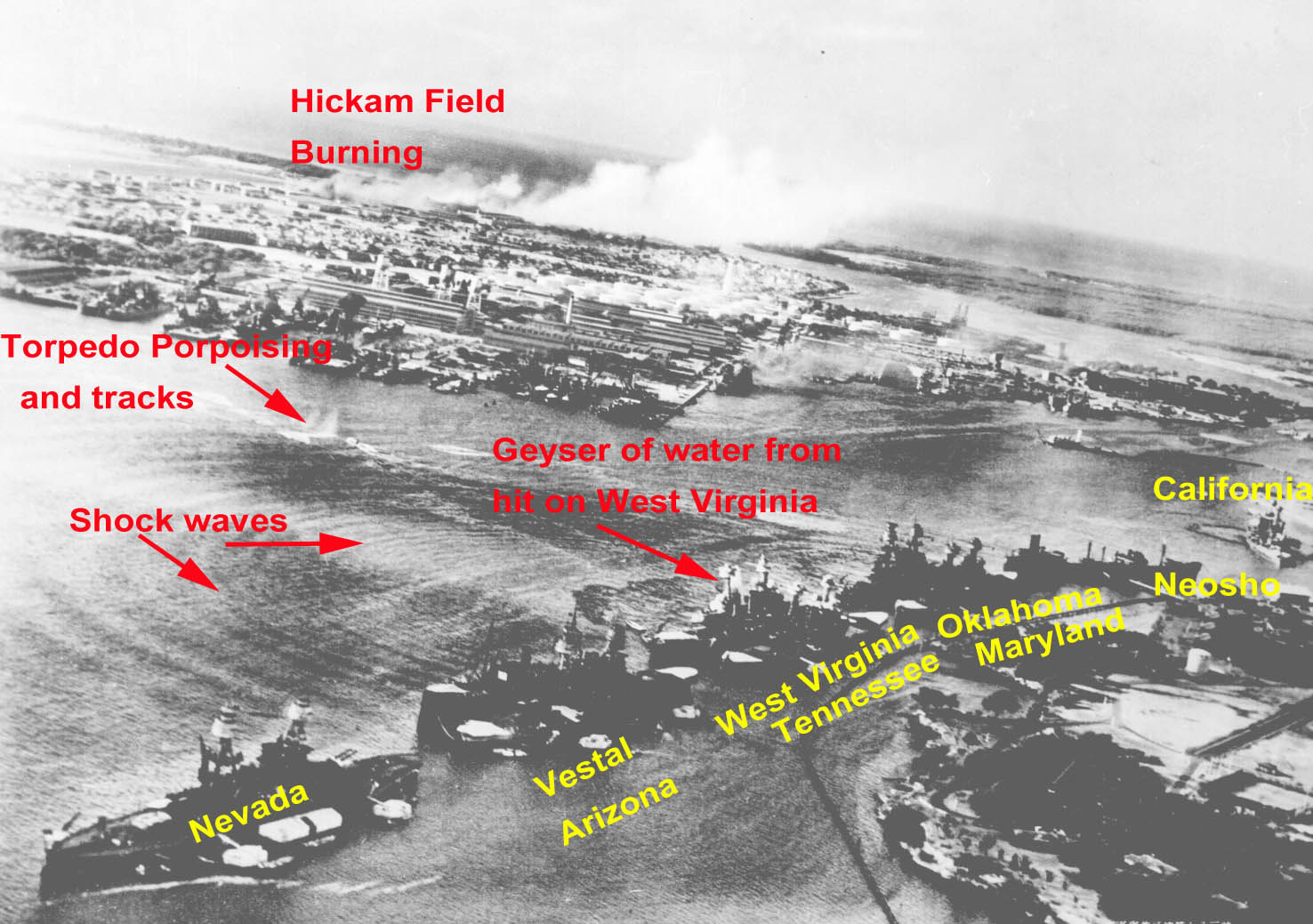
魚雷攻撃を受けるアメリカ戦艦群、日本軍機から撮影

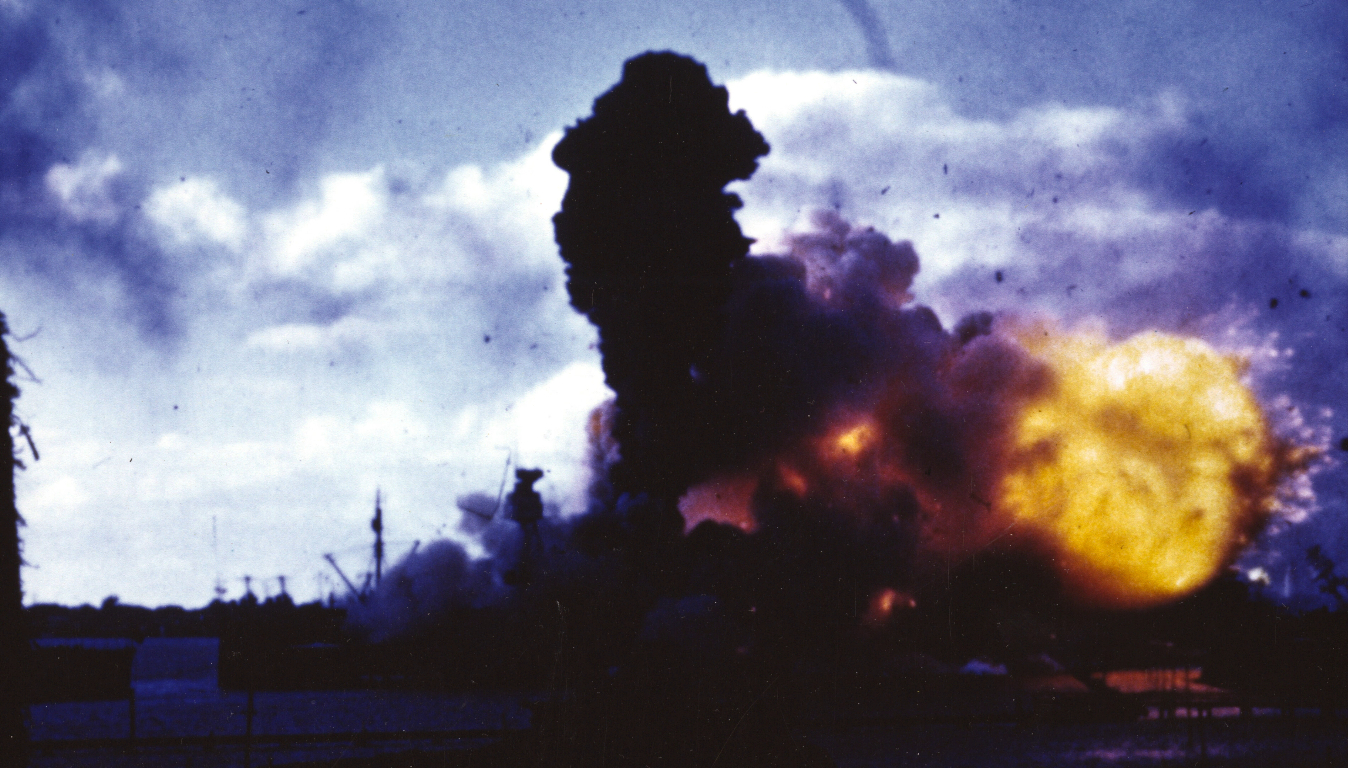
アリゾナの弾薬庫が誘爆した瞬間

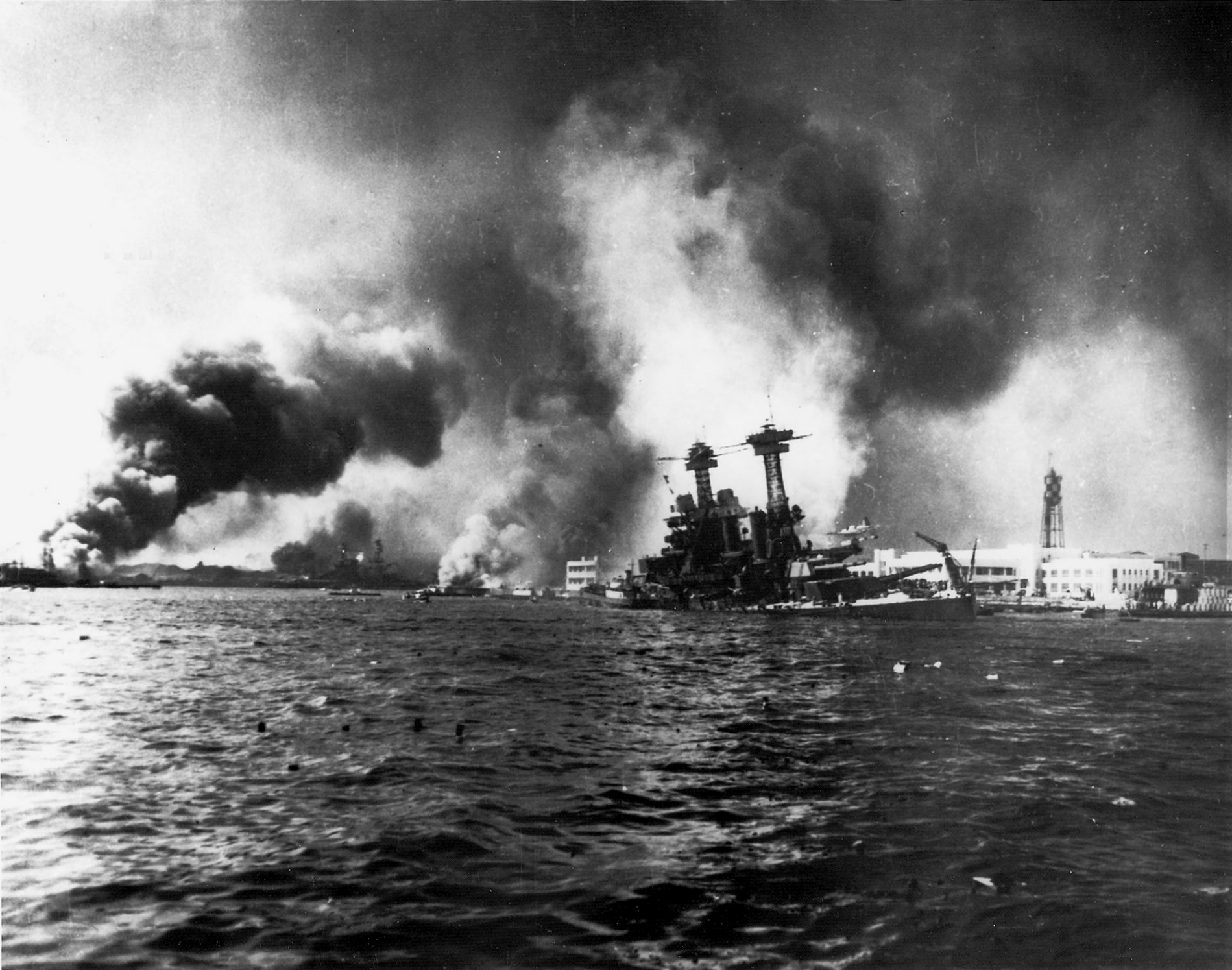
雷撃を受け着底する戦艦カリフォルニア

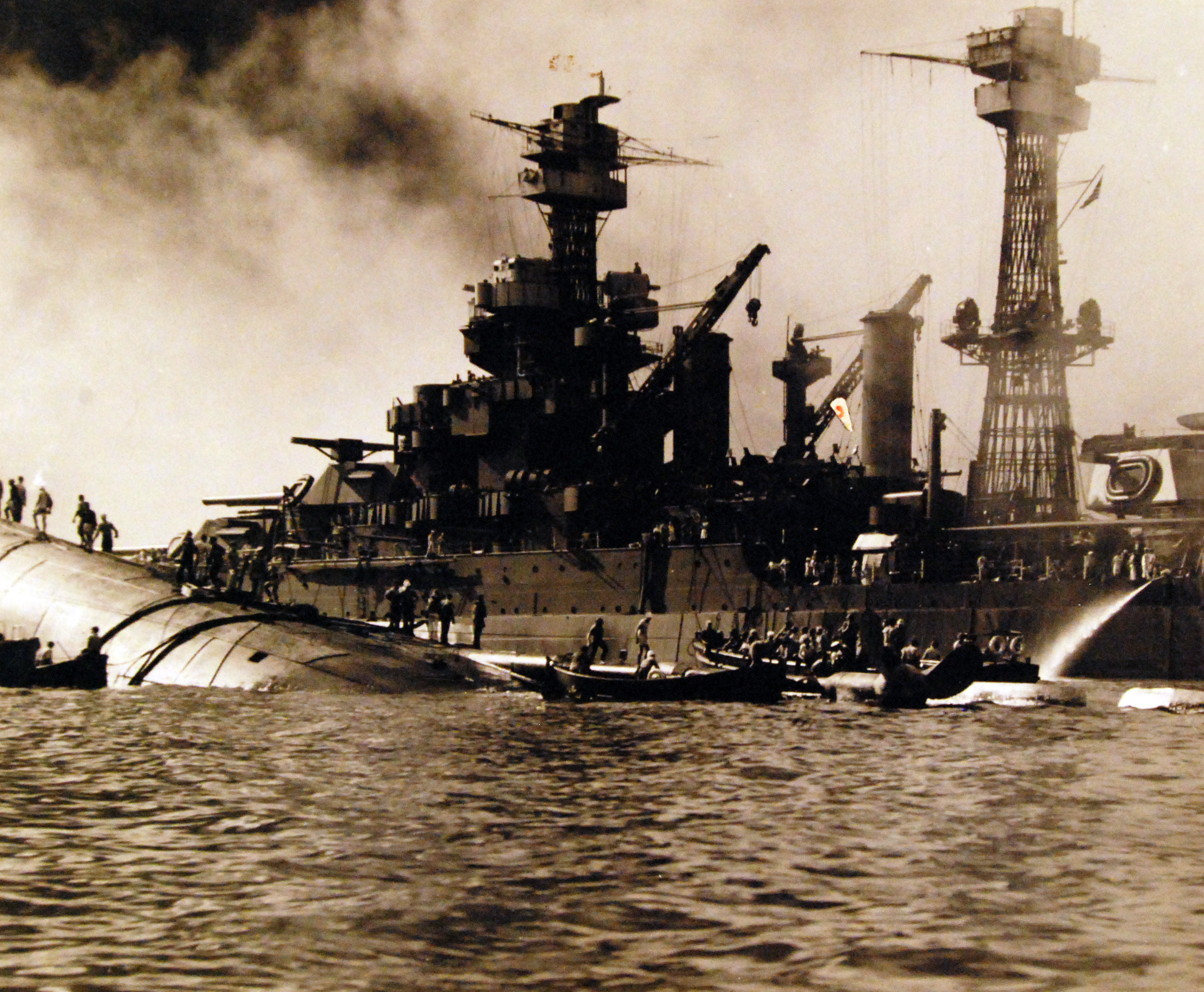
転覆して艦底を見せるオクラホマ、その横はメリーランド

機雷敷設艦オグララの甲板上を歩いていた太平洋基地部隊司令官のウィリアム・ファーロング少将は、航空機が急降下して航空基地の格納庫に向けて爆弾を落とすところを見た。しかし、これが日本軍機であるとは夢にも考えず「爆弾投下装置をしっかり止めておかないとは、なんとまぬけなパイロットだ」と舌打ちしたが、その航空機が左に大きく機首を起こした際に、主翼の日の丸マーク（国籍マーク）がはっきりと見えた。ファーロングは状況を理解すると、「日本軍だ」「配置につけ」と叫びながら、オグララの艦橋に向かい「在港の全艦艇出撃せよ」と警報を出させた。
続いてヒッカム飛行場からも爆煙が上がった。雷撃隊を率いていた村田は正しく奇襲と理解し予定通りヒッカム飛行場上空を通る雷撃コースに入ろうとしていたがヒッカム飛行場からの爆煙に驚き、目標が見えなくなっては一大事と近道を取り、7時57分（同3時27分）に雷撃を開始した。淵田は飛行場攻撃の爆煙があまり激しくならないうちに水平爆撃を開始する旨を決意し、水平爆撃隊に「突撃」（ツ・ツ・ツ……のツ連送）を下命した。8時00分（同3時30分）、戦闘機隊による地上銃撃が開始され、8時5分（同3時35分）、水平爆撃隊による戦艦爆撃が開始された。
アメリカの軍艦は朝8時ちょうどに艦尾に星条旗を掲揚するという習わしがあり、この日も各艦の後部露天甲板に士官と水兵が整列していたが、その時に日本軍の攻撃が開始された。ネバダでは23名の軍楽隊による国歌「The Star-Spangled Banner」の演奏が開始されていた。その上を魚雷を投下した九七式艦上攻撃機が低空飛行で飛び越えていったが、軍楽隊は誰も隊列を離れることなく最後まで演奏している。
最初の魚雷は8時前にウエストバージニアに命中したが、そのときようやく戦闘配置が発令された。アメリカ軍水兵たちは慌てて配置につき上空を乱舞する日本軍機に向かって射撃を開始したが、なかなかスムーズにはいかなかった。多くの艦の砲や甲板に天幕が張られており、それを取り外すため、水兵たちはロープの結び目を丁寧に一つ一つほどいていたため、なかなか捗らなかった。砲艦サクラメントではそのような状況を見て業を煮やしたコックが調理室から肉切り包丁を持ち出すと、ロープを包丁で切り離してようやく天幕を取り除いている。また、各艦の弾薬庫には鍵がかかっており、なかなか開けることができなかったが、駆逐艦ヘルムでは艦長が「鍵がどうしたと言うんだ、叩き壊してしまえ」と命じるなど、混乱しながらも臨機応変な対応を行っている。一方でフォード島の陸上基地においては、高射機関銃の弾薬を取りに来た兵士に対して、兵站士官が正式な物品請求書がないと渡すことはできないと兵士を追い返している。弾薬を手に入れることができなかった兵士は、「奴らに何かを投げつけずにはいられない」といってレンチを低空飛行する日本軍機に対して振り回していた。
アメリカ軍水兵たちが反撃のために四苦八苦しているときにも、戦艦通り”と呼ばれた戦艦泊地（バトルシップロウ）の主力戦艦部隊に日本軍雷撃機が投下した魚雷が次々と命中していった。ウエストバージニアに続いて、オクラホマ、メリーランド、アリゾナ、テネシーと少し離れたところに停泊していたカリフォルニアが命中弾を受け、なかでもオクラホマの被害が最も甚大であり、2発目の魚雷で全艦停電となると、3本目の魚雷が左舷の艦体を引き裂き、大きく傾斜して艦内に流入した海水が多くの水兵を押し流してしまった。絶望的な状況でアメリカ軍水兵たちは日本軍に対して呪詛の言葉を吐き捨てていたが、なかには「私は奴らがアメリカに腹を立ててるってことも知らなかったよ」と驚いている者もいた。オクラホマにはさらに2発の魚雷が命中し傾斜は拡大する一方であり、弾薬庫内では450 kgにもなる主砲弾が転げまわり水兵を押しつぶした。わずかに残ったラダーに群がって艦から脱出しようともがいている水兵を見ていた士官が、「外に出るのは非常に危険だ。戦艦は、ひっくり返ることはないのだから」と言って押し戻したが、そのときの傾斜は60°に達していた。オクラホマの水兵で最も恵まれていたのは上甲板にいた者たちであったが、傾斜が進むにつれて次第に右舷に進んでいき、気が付いたときにはオクラホマの艦底のうえに立っていたという。オクラホマは最初の魚雷が命中してわずか15分後には転覆してしまった。戦死者は従軍司祭のアロイシウス・シュミット神父を入れて429人となったが、転覆したときに艦に閉じ込められた水兵も多く、3日後に32人が転覆した艦内より救助されている。
オクラホマが大きく傾斜をしていた8時過ぎには、加賀飛行隊の九七式艦上攻撃機がアリゾナに向けて800 kg徹甲爆弾を投下、1発目が4番砲塔側面に命中した後、次いで8時6分、2番砲塔横に命中した爆弾が前甲板を貫いて前部火薬庫を誘爆させた。その瞬間高さ150 mにも及ぶキノコ雲が立ち上り、激しい衝撃が周囲を襲った。戦艦隊の消火のためにバトルシップロウに近づいていた消防艇の乗組員たちは全員衝撃で艇に身体を押し付けられ、アリゾナ近くに停泊していた艦艇の水兵の多くが海の中に投げ出されたが、その中にはアリゾナに係留されていた工作艦ヴェスタル艦長カッシン・ヤング中佐も含まれていた。他にも、フォード島を走っていたトラックのエンジンが突然停止し、第1次攻撃隊総指揮官の淵田が乗る九七式艦上攻撃機も木の葉のように揺れたという。一瞬にして、艦橋で指揮を執っていた第1戦艦部隊司令官アイザック・C・キッド少将と艦長フランクリン・ヴァン・フォルケンバーグ大佐を含む1,177人が戦死し、吹き上げられた鋼鉄や木片やキャンバスやアリゾナ乗組員の遺体の一部がヴェスタルにも降り注いだが、係留されたままでは沈没するアリゾナの巻き添えとなってヴェスタルも沈没してしまうと判断したヤングは、重油の海を泳いで艦に戻ると、すぐにアリゾナと繋いでいる錨綱を切るよう命じて沈没を防いでいる。
最初の魚雷が命中したウエストバージニアも苦闘を続けていたが、並んで停泊していたテネシーに爆弾が命中し、その破片がウエストバージニアの艦橋を破壊、艦長のマーヴィン・シャープ・ベニオン大佐がその衝撃で、艦橋から右舷の機関銃座まで転落してしまった。水兵が慌ててベニオンに駆け寄るも、腹部に致命傷を受けており治療は無駄であった。そこでベニオンを少しでも楽にしてあげようとエーテルで眠らせようとしたが、ベニオンは気を失うことなく、水兵に戦況の質問を矢継ぎ早にしてきたので、水兵は善意の嘘も交えて「艦は発砲を続けております」と答えベニオンを安心させている。やがて火災が迫ってきたため、水兵たちはベニオンを担ぎ上げると艦橋に運んで行ったが、その際にベニオンは水兵たちに「自分はほおっておいて逃げてくれ」と言い続けていた。このままウエストバージニアもオクラホマと同じように転覆する危険性が高かったが、クロード・リケッツ中尉を中心とする、消火班と工作班の的確なダメージコントロールにより、転覆や横転は免れてそのまま着底することができた。この後、着底したウエストバージニアは沈没艦から流れ出した重油による火災に包まれたため8時50分に総員退艦命令が出されたが、艦体に再起不能なダメージを受けることはなく、後に浮揚して近代化改修が施されている。ベニオンは最後まで艦橋にとどまったが、出血多量により死亡し、その活躍に対して名誉勲章が送られている。他にもバトルシップロウの戦艦隊は、カリフォルニアは半分沈没、メリーランドとテネシーも行動不能に陥るなどほぼ壊滅してしまった。あまりにもバトルシップロウを濃い黒煙がを覆ってしまったため、どの艦がやられたのかほとんど判らないほどであった。
フォード島を挟んでバトルシップロウの反対側には、標的艦ユタが停泊していた。標的艦と言っても元々は戦艦の大型艦船で、また甲板を爆撃訓練用に分厚い木板で覆っていたため、日本軍機はユタを空母と誤認し、蒼龍の吉岡政光二等飛行曹の搭乗機を含む5機の九七式艦上攻撃機が魚雷を投下、うち2発が命中した。ユタは次第に傾斜していったが、そのときに甲板を覆っていた木板がよじ登ってくる水兵たちに直撃し、脱出を妨げるという致命的な役割を果たしてしまった。やがてユタは懸命の復旧作業にもかかわらず横転した。
オアフ島各航空基地は、日系人による破壊工作を警戒し、警備しやすいように航空機を分散せず、集結させて配置していた。これが、裏目に出て、日本軍の爆撃や銃撃で航空機の損害を大きくする結果を招いた。ハワイ航空軍のオアフ島防衛の要となるホイラー飛行場は、真珠湾攻撃で一番目に日本軍の攻撃を受けることとなった。ホイラー飛行場には、アメリカ陸軍航空隊主力戦闘機P-40、87機を主力とする180機が配備されていたが、坂本明大尉率いる急降下爆撃隊25機の爆撃で、集結駐機していたアメリカ機の燃料に引火し、次々と航空機が炎上、また板谷茂少佐率いる制空隊の戦闘機43機も地上に並んでいるアメリカ軍戦闘機に機銃掃射を行い次々と撃破、たちまち半数の88機が撃破され戦闘力を喪失した。爆撃機が主力のヒッカム飛行場も同様の攻撃で大打撃を被り、34機の爆撃機が撃破され、航空基地では最大の人的被害となる182名の戦死者を出し壊滅した。
太平洋艦隊司令官キンメルは、この日は早朝からハワイ方面陸軍司令長官ショートとゴルフの予定であったが、ワード号事件の報告があり、司令部に出頭するため、ゴルフを諦めて着替えに一旦自宅に帰っていた。そこへ司令部から「日本機、真珠湾を攻撃中」という電話が入ったため、驚愕（）したキンメルは受話器を叩きつけ、慌てて戸外に出ると、戦艦列に群がる日本軍機が見え呆然と立ち尽くした。キンメルは迎えに来た車両に飛び乗ると、8時5分には司令部に到着したが、車から降りる際には爆弾の爆発音や対空砲火の砲声などの爆音や、火薬や燃料の匂いで、周囲は地獄さながらの状況となっていた。司令部についてもキンメルにできることは、戦艦隊が日本軍機に攻撃される状況を見守るだけであった。その時、流れ弾がガラスを破って、窓際で戦況を見つめていたキンメルの胸に当たった。しかし、流れ弾には勢いがなく、軍服の胸の部分に黒い汚れを残しただけであったが、キンメルは悲嘆と絶望で「いっそのこと、この弾が私を殺してくれたらよかったのに」とつぶやいたのを副官が聞いている。
一方のショートはゴルフ場から官舎に戻ると、爆発音が聞こえだしたためベランダから外の様子をうかがったが、海軍か海兵隊のパイロットが迫真的な演習をしているものと勘違いした。その後、参謀の知らせによりようやく事態を飲み込めたショートは、陸軍全部隊に第3警戒態勢を命じたが、「2隻の戦艦が沈んだ」という情報部長補佐の報告に対しては「そんなこと、笑止千万だ！」とはねつけ信じようとしなかった。
ホノルルの繁華街では、水兵たちがバス、タクシー、乗用車、軍用トラックといったあらゆる交通手段を使って基地にたどり着こうとしていた。それにパトカーや消防車などの緊急車両も加わり、真珠湾に向かう二車線のアスファルト道路は車で溢れたが、制限速度を守っている車はなかった。その頃、真珠湾で日本軍の攻撃にさらされているアメリカ兵たちは、日本軍のパイロットの技量に驚愕していた。この日の朝までアメリカ人は日本軍の航空戦力など取るに足らず、三流のパイロットが操縦する二級品の飛行機の寄せ集めと思い込んでいた。しかし、日本軍の急降下爆撃機は見事な降下で針の先に命中させるような精度で爆弾を命中させ、雷撃機は教科書通りの魚雷投下を行っていた。特にアメリカ兵を驚かしたのは日本軍機の低空飛行であり、あまりにも巧みに低空を飛行していくため、戦艦泊地に突撃を開始した雷撃機は、海軍工廠病院の最上階（3階）から見下すことができ、日本軍機の操縦席どころかパイロットの表情まで見えたほどであった。
日本軍の第一波攻撃が一段落した頃に被った損害が明らかになってきたが、戦艦2隻が完全に撃沈、戦艦3隻が大破し、多数の死傷者が出ているとの報告を聞いてキンメルは苦悶の声を上げた。キンメルは日本軍に対する復讐のチャンスを願ったが、この大敗北が自身の海軍生活に終止符をうつものであるということも十分認識しており、事実、その通りとなった。

### 第二波攻撃

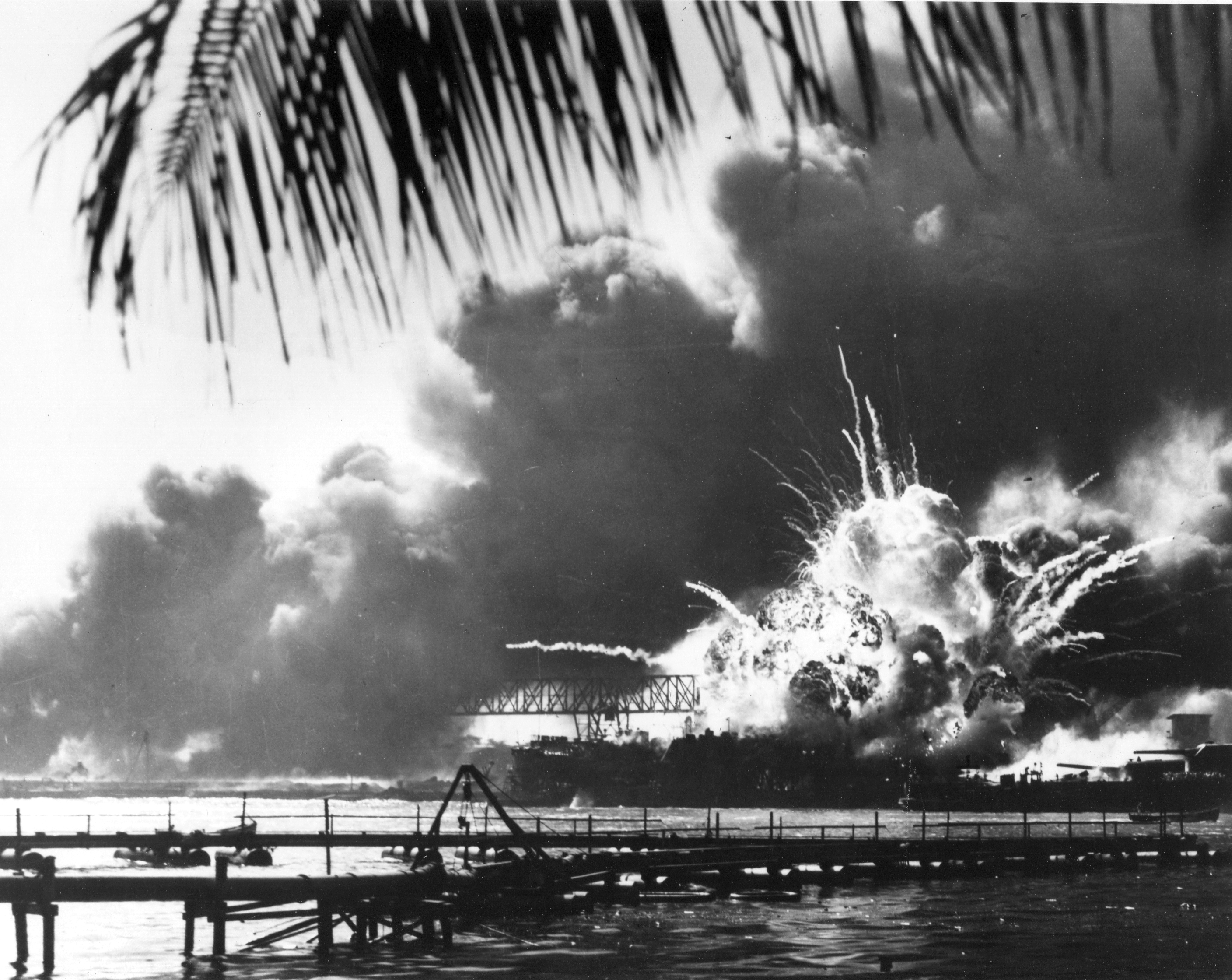
急降下爆撃による命中弾で弾薬庫が誘爆した駆逐艦ショー

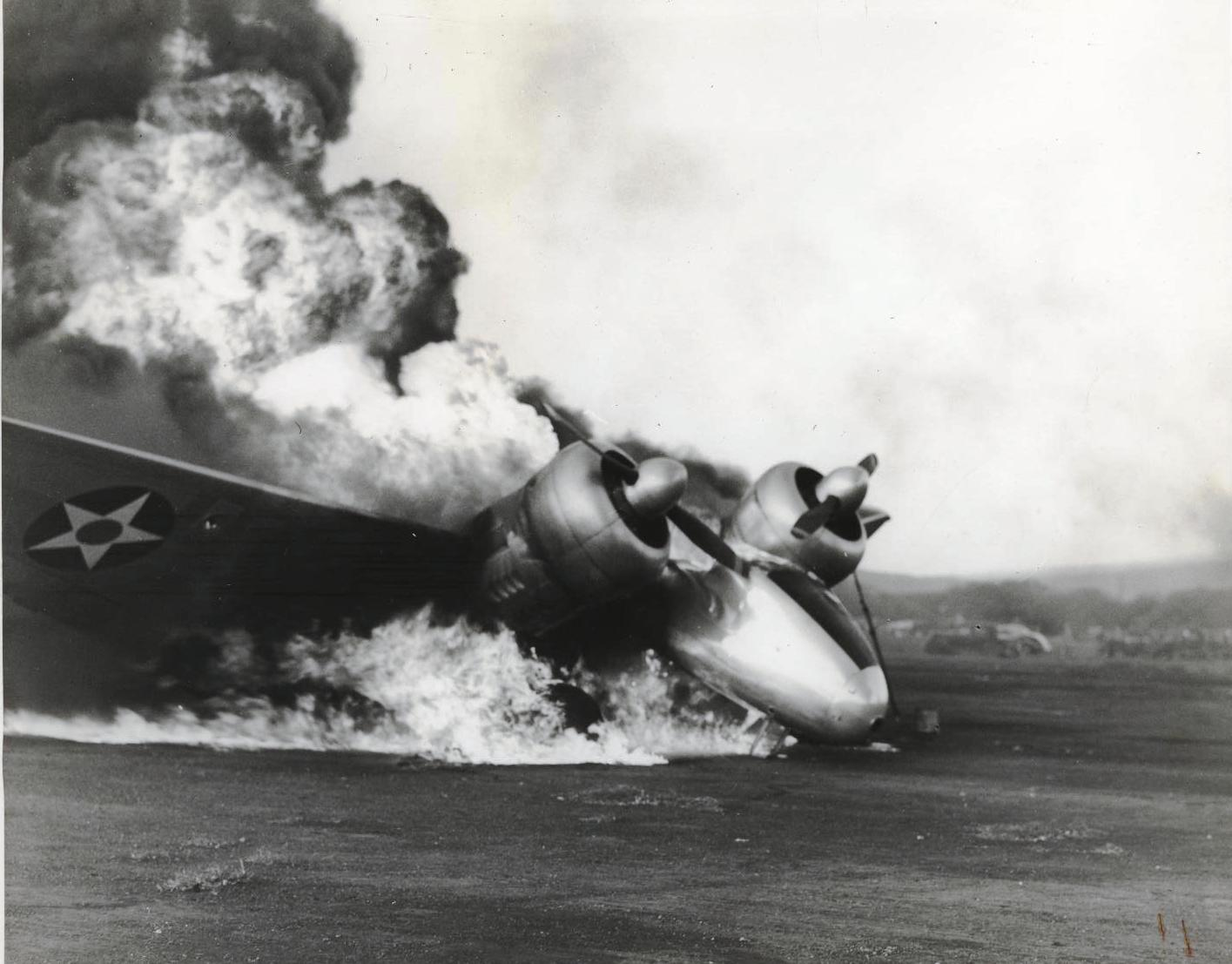
日本軍の攻撃で炎上する海兵隊所属JO-2 エレクトラジュニア

ハワイ時間午前8時54分（日本時間4時24分）、第二波空中攻撃隊が「全軍突撃」を下命した。水平爆撃隊の艦攻54機は航空基地を爆撃し、急降下爆撃隊78機が第一波が大損害を与えたアメリカ艦船に追い打ちをかける作戦であった。しかし、アメリカ軍は第二波攻撃隊襲来まで攻撃が下火になった15分 - 30分の“小休み”を使って、攻撃に対する準備を行っていた。飛行場の滑走路に飛び散った残骸を片付け、対空機銃や高射砲を据えつけ、海兵隊や陸軍歩兵は陣地を構築したが、中には小銃で対空射撃をした兵士や、私物の拳銃や狩猟用ライフルを使う兵士もいた。旗艦赤城の阿部善次大尉は熾烈なアメリカ軍の対空砲火を見て「オアフ島の北端に達するやいなや、激しい防空放火が次第に我々に近づいてきたので、ぞっとするものを感じた。」と述べ、急降下爆撃隊の千早猛彦大尉は「敵の防御砲火熾烈（）」と打電している。また、攻撃隊が真珠湾に侵入したときには大火災の黒煙でバトルシップ・ロウが覆われており、正確に爆撃するのが困難となっており、攻撃隊は激しい対空砲火をあびながら、狙うことが可能な目標を攻撃するしかなかった。
戦艦ネバダは第一波攻撃で魚雷が命中していたのと、近くで爆沈したアリゾナの燃料火災が迫っていたため、外洋に退避することとした。そのために戦艦泊地の投錨地（）のブイに係留している舫を解くためエドウィン・J・ヒル大尉と部下が作業していたところに急降下爆撃機が襲い掛かり、舫を解いた刹那に日本軍機が投下した爆弾がヒルらが作業していた近くの海面に着弾し、ヒルらは戦死した。舫が解けたおかげでネバダは戦艦泊地を脱出することができ、外洋に向け南水路を前進始めた。しかし、急降下爆撃隊隊長の江草隆繁少佐が発見、江草は源田より戦艦を主水道で沈没させ真珠湾を封鎖できるチャンスをつかむよう指示されており、これが絶好のチャンスと感じ、攻撃を集中した。ネバダや地上からの激しい対空射撃によって急降下爆撃機はたちまち3機を撃墜されたが、ネバダも6発の直撃弾と2発の至近弾を浴びて沈没の危機に瀕した。それを地上の艦船管制塔から見ていたファーロングが、ネバダに浅瀬に退避するよう信号を送ると共にタグボート2隻を派遣した。ネバダは指示通り外洋脱出を諦め、ホスピタル・ポイント（避難用浅瀬）にタグボートの支援を得ながら到達し、自ら座礁し沈没を回避した。
日本軍急降下爆撃隊は戦艦ペンシルバニアや駆逐艦が収容されていた乾ドックにも襲い掛かった。民間工ジョージ・ウォルターズはクレーンを振り回して、低空で侵入してくる日本軍機を払いのけようとした。捨て鉢な行動ながら、しばらくの間は日本軍機の妨害に成功したが、やがて爆弾が命中してクレーンは破壊されてしまった。その後は、日本軍の急降下爆撃機があらゆる方向から乾ドックを襲ってきた。ドックの出入り口に爆弾が直撃すれば、激しく流入してくる海水でペンシルバニアが駆逐艦に激突して甚大な損傷を被る恐れがあったので、ドックに水が注入され、ペンシルバニアはジェームズ・クレイグ少佐によってしっかりと繋留ロープで固定されたが、クレイグが艦に戻ってきた直後に日本軍の250 kg爆弾がペンシルバニアの副砲塔に命中し、クレイグは戦死した。ドック内ではペンシルバニアよりも、前方にいた駆逐艦カッシンとダウンズの方が損害が酷く、両艦とも大火災に包まれていた。9時37分にはカッシンが大爆発を起こしてダウンズに向かって横転し、両艦ともに再起不能なほどの破壊に見舞われてしまった。また西側の浮きドックに係留されていた駆逐艦ショーは9時12分の命中弾で、9時30分に前部火薬庫が誘爆、この日の爆発としては爆沈した戦艦アリゾナに次ぐような大爆発で、戦っていた真珠湾の水兵たちが一瞬手を止めてこの光景に目を奪われるほどであったという。
バトルシップ・ロウの激しい黒煙で攻撃を断念した日本軍急降下爆撃隊は、フォード島を挟んで反対側に停泊していた艦船を狙い始めた。水上機母艦カーティスには被弾した九九式艦上爆撃機1機が体当たり攻撃を行い大火災を起こした。軽巡洋艦ローリーも日本軍機による包囲攻撃を受けて、投下された2発の250 kg爆弾のうち、1発が至近弾で、もう1発が後甲板に立っていた2人の水兵の間に命中したが、そのまま艦を貫通して艦底を突き抜けて海底で爆発した。そのため、ローリーは大きく左舷に傾斜したが、シモンズ艦長は冷静にダメージコントロールを命じて、搭載の水上機を発進させると、魚雷発射管、魚雷を始めとして、艦内の椅子や什器に至るまで海上に廃棄して軽量化をはかり転覆を回避した。ローリーはダメージコントロールを継続しながらも、激しい対空砲火を日本軍機に浴びせ続け、5機の撃墜を報告している。
日米の激しい戦闘の最中に、ホノルル港に停泊していたオランダ籍の貨客船ヤーヘルスフォンテインが、真珠湾基地に向けて攻撃する日本軍機に向けて搭載している対空砲の射撃を行い、太平洋戦線において最初の連合軍の友軍の参戦となった。なお同艦に怪我人や死者は出なかった。
艦攻隊と制空の戦闘機隊はフォード島の航空基地攻撃を行った。飯田房太大尉率いる蒼龍の零戦隊は、陸軍航空隊ベロース基地を攻撃し、離陸しようとするP-40戦闘機を機銃掃射で撃破、また駐機しているP-40にも機銃掃射を加え合計5機を撃破している。その後、蒼龍零戦隊は海軍航空隊のカネオヘ基地に転戦したが、飯田機はカネオヘ基地の対空砲火により燃料タンクが損傷し燃料の噴出が止まらなくなったため、母艦に帰還するのは困難と判断、一旦は列機を帰投進路に誘導した後、引き返しカネオヘ基地の格納庫に突入、自爆した。対空射撃をしたアメリカ兵に機銃掃射を加えながら、兵舎近くの道路に突っ込んだという証言もある。飯田の遺体は四散していたが、日本軍の攻撃が終わった後に、アメリカ海兵隊兵士が丹念に拾い集めてきれいな箱に収めて名誉ある埋葬を行っている。日本軍はハワイの全ての航空基地を攻撃したつもりであったが、もっとも遠方にあったハレイワ基地の存在を知らず、日本軍から攻撃されず被害もなかった。同基地より出撃したケネス・テイラー中尉とジョージ・ウェルチ中尉のP-40は、真珠湾上空で急降下爆撃隊の艦爆4機を撃墜、その後にホイラー飛行場で燃料と弾薬を補給すると再度離陸し、制空隊の零戦2機 - 3機を撃墜し一矢を報いている。ホイラー飛行場からはテイラーとウェルチ以外も4機のP-36戦闘機が離陸し、日本軍機を迎撃しているが、蒼龍零戦隊で飯田の部下であった藤田怡与蔵中尉もその空戦に参戦し、P-36戦闘機1機を撃墜している。
多くのハワイの市民は、8時少し前に始まった砲声や爆発音で騒ぎを知ったが、1941年初めより太平洋艦隊は実弾演習を繰り返しており、今回も演習と思って無視しようとした。低空を飛び交う日本軍機や落下してくる高射砲の破片などでいつもの演習ではないことを認識し、パジャマ姿のまま家を飛び出し真珠湾方面に上がっている黒煙を見たが、それでも攻撃と認識できない市民も多かった。ホノルル市長のレスター・ペトリーもその内の一人で、この日を振り返って「演習用の煙幕であり、私はあれが完璧なデモンストレーションと思っていた。」と述べている。
ラジオ局のKGMBは日本軍攻撃開始前まで通常の番組を放送していたが、まず8時4分に通常の番組を中断してアナウンサーのウェブリー・エドワーズが全軍人・軍属に基地に召集する軍の短い声明を読み上げた。その後は通常番組に戻ったが、数分ごとに、消防士、医師、救助隊員などを召集するアナウンスで中断され、ついに8時40分にエドワーズが「この放送を中断して、この重要なニュースをお知らせします。どうかしっかりお聞き下さい。島は攻撃を受けています。くりかえします。島は敵軍の攻撃を受けています。」と伝えた。しかしこの放送を聞いても真に迫った演習と考える市民もおり、中には3年前に『宇宙戦争』のラジオ放送で起こったパニックと同じと疑った市民もいた。仕方なくエドワーズは9時に再度「これは演習ではありません。日本軍が島を攻撃しているのです。これはreal McCoy（現実）なのです。」と震える声で自分を信じてもらいたいと訴えている。
第二波攻撃隊の被害はアメリカ軍の対空砲火が激烈となったため第一波攻撃隊と比べて大きかった。第二波攻撃で未帰還となった日本軍機は20機と第一波の2倍以上となった上、被弾した損傷機も増加し、第二波攻撃隊帰還時点で、艦戦23機、艦爆41機、艦攻10機の合計74機に達しており、損傷機の多くがようやく帰還した状況であった。また「飛龍」所属の零戦（西開地重徳 一飛曹）はニイハウ島に不時着、12月13日のニイハウ島事件で死亡した。なお第二波の攻撃の最中に、アメリカ本土から回航されてきたボーイングB-17の第二陣6機がヒッカム基地に着陸しようとしたが、日本軍機による強行着陸と誤認した地上兵に対空砲火を受けたため、3機は無事着陸したものの、2機はハレイワ基地に向かい、残りの1機はオアフ島・カフクにあるゴルフ場（カフク・ゴルフコース）に不時着した。

### 特殊潜航艇による攻撃

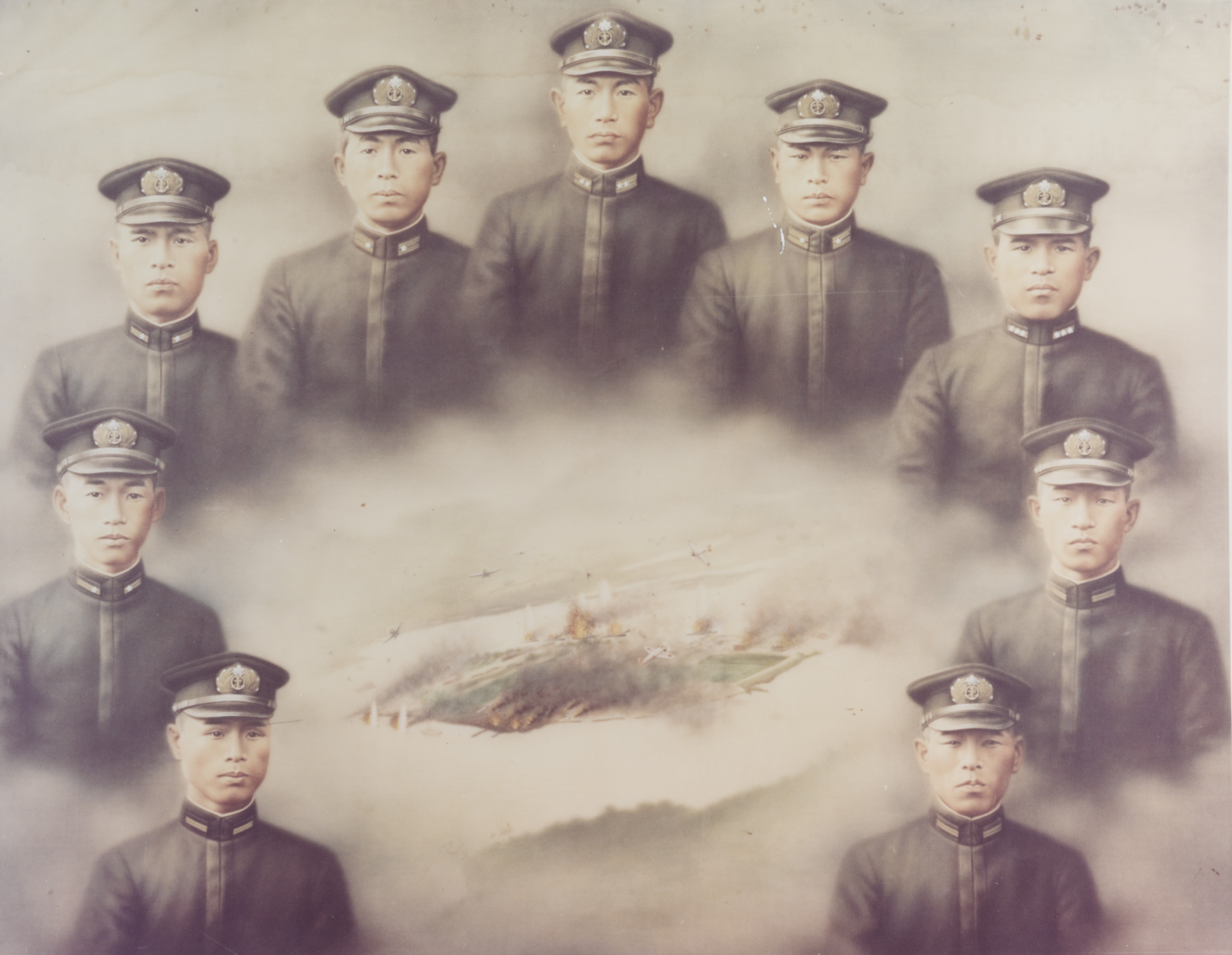
戦死した「九軍神」を描いた油絵。二階級特進後の姿であるため、下士官だった者も含め全員が士官服（二等兵曹→兵曹長、一等兵曹→特務少尉）。

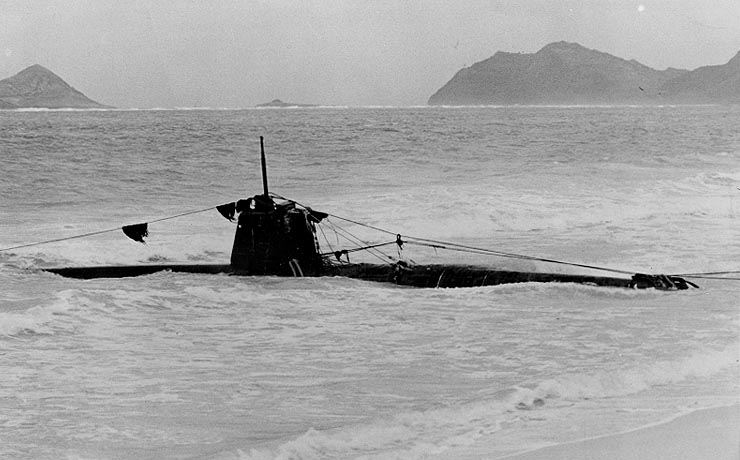
オアフ島内に座礁した特殊潜航艇

機動部隊とは別に特殊潜航艇の甲標的を搭載した伊号潜水艦5隻は下記の編成で11月18日 - 19日にかけて呉沖倉橋島の亀ヶ首を出撃し、12月7日オアフ島沖、5.3 - 12.6海里まで接近した。特殊潜航艇はハワイ時間午前0時42分（日本時間20時12分）から約30分間隔で順次真珠湾に向かって出撃した。
- 特別攻撃隊指揮官・佐々木半九大佐
  - 伊22搭載・岩佐艇（岩佐直治大尉、佐々木直吉一等兵曹）
  - 伊16搭載・横山艇（横山正治中尉、上田定二等兵曹）
  - 伊18搭載・古野艇（古野繁実中尉、横山薫範一等兵曹）
  - 伊20搭載・広尾艇（広尾彰少尉、片山義雄二等兵曹）
  - 伊24搭載・酒巻艇（酒巻和男少尉、稲垣清二等兵曹）

結果は以下のようになった。1隻が航空機による最初の真珠湾攻撃が始まる前、湾外から米艦船の後について進入しようとしていたところを駆逐艦ウォードに発見され、追跡された後に撃沈された（これは日本陸軍のマレー攻撃開始約2時間後、海軍航空機による真珠湾攻撃開始の遅くとも45分以上前だったとされる。これが米軍としての最初の太平洋戦争の交戦記録とされる。2002年HURLによって発見された、魚雷未発射でほぼ完全な姿だった艇が場所や損傷状況からこれとみられる。多くの戦史家はウォードの撃沈を確実視しているが、米軍は当初これを潜航艇と判断しなかったこともあってか、公式記録としては2023年現在でもウォードが撃沈したとは認めていない。）。別の1隻が湾入り口の対潜水艦防御網が空いていたこともあり湾内に潜入することに成功、駆逐艦モナハンと交戦したものの撃沈された。また別の1隻は航空機攻撃を避けて湾外に脱出してきた軽巡洋艦セントルイスに湾外沖合で魚雷攻撃を行ったものの失敗、セントルイスから砲撃を受け、さらに周囲の米軍艦艇が加わって爆雷攻撃を受け、撃沈された（米軍側では当時「撃沈見込み」として処理されたという。1950年代に残骸が発見され、さらに沖合いの残骸投棄場のようになっている海域に廃棄され直した艇がある。1990年から2008年にかけて再発見された3つほどの残骸があり、2009年ハワイ大学が日米マスコミを招き、元特潜会の植田一雄が8の字型発射管ガードを確認し、真珠湾攻撃艇であることが明確になった。それが、この艇と見られる。）さらに別の1隻は出撃前にジャイロコンパスが故障しており、潜水艦長の判断で出撃したものの湾突入前にたびたび座礁・離礁を繰り返し、一時は駆逐艦ヘルムに発見されて追われ、これを躱したものの、度重なる座礁の衝撃で魚雷発射装置は故障、最後には回収地点に向かう途中でやはり座礁して船艇を放棄、拿捕された。最後まで行方不明のまま残っていた1隻も1960年に近接したケエヒ・ラグーンで魚雷未発射で搭乗員の遺骸はない形で沈没していたのを発見されている。全て帰還艇なしという結果に終わった。
中村秀樹のように戦果なしと評価するものが日米ともに当初からの通説である。一方で、アメリカにおいて市井の研究家を名乗る者から特殊潜航艇の攻撃により戦艦ウェストバージニアが沈没したとする説、戦艦オクラホマが転覆したとする説等も出されている。この異説に対しては、航空写真のオリジナルを見たことのある者からは写真に潜航艇が写っていると云うがこれは潜航艇ではなく米軍の小型艇である、2つの戦艦に向う2発の魚雷航跡が写っているとするがこの潜航艇は魚雷を立て続けに発射できるものではない、被害は航空機攻撃によるものとする目撃者･証言者ばかりで潜航艇説を裏付ける現場当事者が全くいない、日米別々になされた見解が戦果を挙げられなかったことで一致している等の批判があり、中村秀樹もこれらを支持している。そもそも1960年に最後まで不明であった潜航艇が発見されたことで全ての艇の最期に至るまでの状態が明らかになっており、潜航艇の戦果説が提唱され出した1990年代頃には既に本来成立しえない説であることがはっきりしていた筈だとされる。即ち、前記の通り、湾内と湾外で各1隻が魚雷を撃ったものの命中しないまま撃沈され、残り3隻は湾外で魚雷を撃たないまま撃沈乃至自沈あるいは捕獲されたことが疑いの余地がないものとなっている。
日本では、撃沈された4隻（1隻は外部に爆雷攻撃影響の後もあったとされるがハッチが開き乗組員遺体はなかったため、自沈の可能性も高い）の乗組員8名と、座礁した艇から脱出して水死体が確認された1名を加えた9名が二階級特進し、「九軍神」として顕彰された。座礁した艇から艇長の酒巻和男海軍少尉が脱出して漂流中に捕虜となったが公表されなかった。また、九軍神とされた将兵を顕彰する配慮から、彼らの最期は撃沈ではなく自沈したものであり、航空隊の爆撃で撃沈された戦艦アリゾナは特殊潜航艇による撃沈という発表が大本営から行われた（虚偽報道の代名詞「大本営発表」が行なわれた最初の例)。偽りの戦果発表をしたことについては、潜航艇乗組員たちに次のシドニー湾攻撃への出撃を納得させるため二階級特進させる必要があったからだとする見解がある。また、戦争映画脚本家の須崎勝彌は、海軍の二階級特進の制度が真珠湾攻撃の前日にひっそりと発令され攻撃の翌日に戦果とともにマスコミに公表されたことに着目し、元々生還可能性の低い任務であるため初めから潜航艇の戦死者は二階級特進させる予定であったところ、酒巻が生存していたために対応に苦慮し、発表が遅くなった可能性を指摘している。
なお、現地夜に伊16号潜水艦の電信員に加わった整備艇付の出羽兵曹が8905サイクルを受け持ち、「キラ」という略号電文を受信し、これを自潜から出た横山艇からの奇襲成功を示す「トラ、トラ、トラ」が打ち損ないによりキラとなったのではないかとしたこと、伊69号潜水艦の乗組員がその夜真珠湾の報告で大きな爆発音を聞いたということから、これを潜航艇中、横山艇の戦果があったのではないかとする説も日本にある。出羽兵曹はキラ受信と日記に記し、伊16号電信員の木村っは「トラを六艦隊の転送した」と語っている。ただし、暗号電文については航空部隊の奇襲成功時の暗号文が小通信基地局をいくつか転送されてその頃届いたものがあったのであろうとする説（伊16自体もその転送局の一つとなる）があり、爆発音については米側で来援に来た米軍機を日本軍の再攻撃と誤認して撃墜したものであることが元外交官で歴史研究家でもある法眼晋作の調査により確認されている。そもそも有名な「トラ、トラ、トラ」は、航空攻撃隊が奇襲作戦に「入る」ことに成功したものを伝えるもので、潜航艇部隊とは本来関係がない。そのため、これを「トラ、トラ、トラ」ではなく、「奇襲成功せり」を意味する「セ、セ、セ、セ、セ、セ、セ」のセ連送であったとする説もある。潜航艇暗号発信説には、母潜のフォローしていた周波数8905サイクルと一致していた、母潜は潜航艇と1時間以上にわたって無線連絡を保っていた、最後に艇から「航行不能」を意味する略号連絡があったとする主張がある。これに対し、伊16の電信員からそのような記憶はないという証言もある。実際に、細大漏らさず書き記されているとみられる通信兵の日誌には「トラ」のことは触れられていない。なお、これら略語は航空部隊から借用したもので、そのため酒巻艇にあった特定略語表を見ると「航行不能」の略語は初めからないという。
連合艦隊参謀長の宇垣纏は、その回想録ともいうべき『戦藻録』の10日に、さらに戦艦1隻が9日午後に沈没したことは確実で潜航艇のものと判断される、「トラ電」と合わせ2隻は成功したに違いないと書いている。日本海軍では撃沈等の戦果は航空部隊の攻撃によるものと判定していたが、表向きの公表資料等では、潜航艇の1隻は翌日も真珠湾海底に潜伏し続け、少なくともアリゾナ級戦艦1隻を撃沈したということにされた。

### 帰投

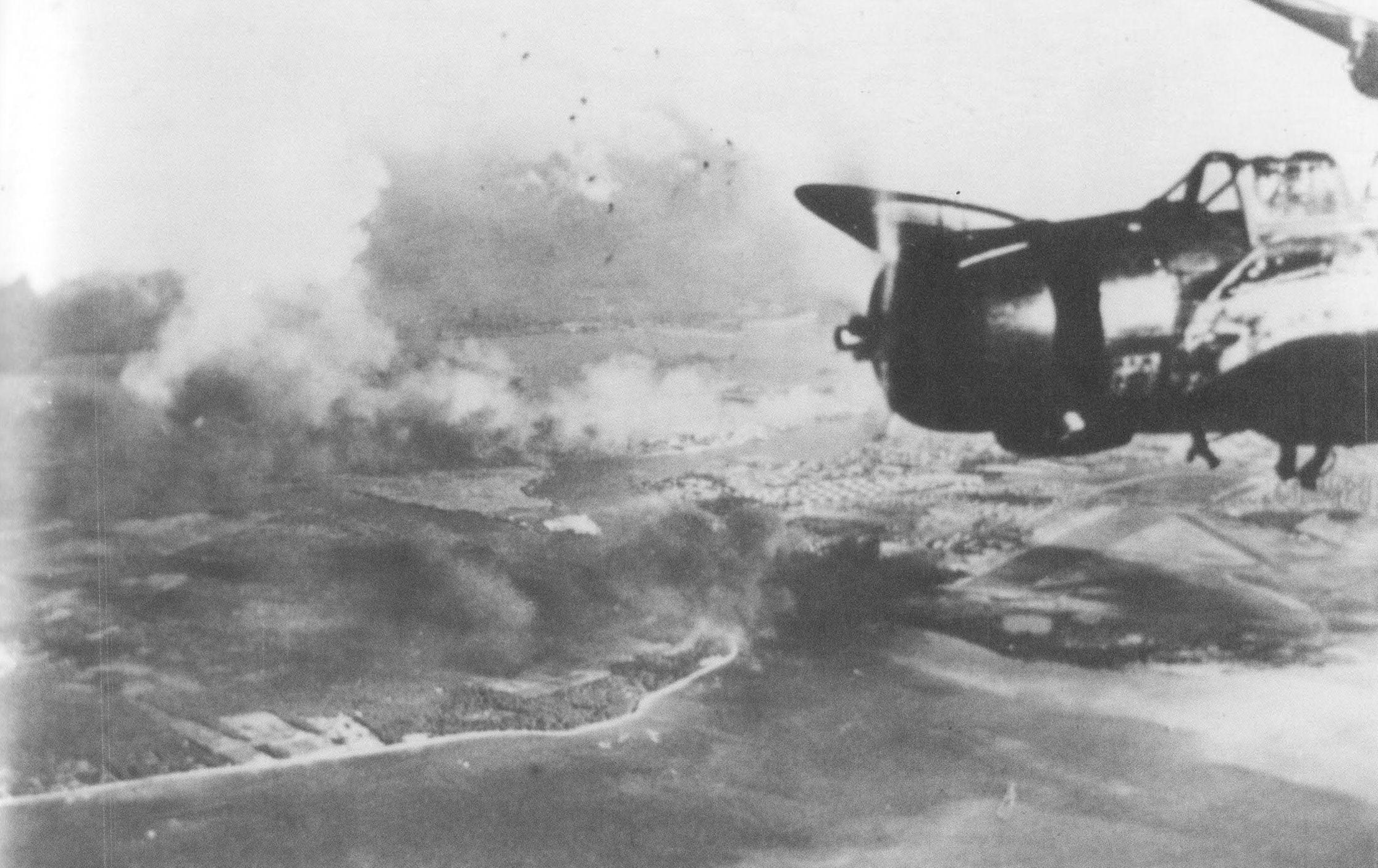
帰投する日本海軍機

機動部隊は攻撃隊の収容に備え真珠湾北方190海里にまで南下していた。
攻撃後は次席指揮官である第三戦隊司令官の三川軍一中将から再攻撃の意見具申があったが、第一航空艦隊司令長官の南雲は参謀長である草鹿の進言もあり、予定通り離脱した。第二航空戦隊司令の山口多聞少将は「第二撃準備完了」と南雲に信号を送った。第一航空艦隊参謀の吉岡忠一少佐によれば、この信号は準備をして知らせる決まりがあったための行動であるという。山口は搭乗員や参謀から再攻撃を意見具申するべきと要望されたが、「南雲さんはやらないよ」と意見具申はしなかった。連合艦隊司令部では連合艦隊長官の山本に参謀の数名が「再度の攻撃を第一航空艦隊司令部に催促するべし」と進言したが、山本は「南雲はやらんだろう」「機動部隊指揮官（南雲）に任せよう」と答え、再度の攻撃命令は発しなかった。これにはこの時点で催促しても攻撃は夜間攻撃か翌朝の攻撃となり、危険であるという判断もあった。
日本時間午前4時45分頃から6時過ぎにかけて第一次攻撃隊が帰投、第二次攻撃隊も7時前後には帰投した。最後に帰還したのは8時14分頃、被弾によるエンジントラブルでエンジンの回転数を最低にして帰ってきた飛龍所属の笠島一飛曹機だった。午前9時頃、艦隊は北北西に変針し日本への帰路についた。
軍令部は真珠湾攻撃を南方資源要域攻略作戦を終えて迎撃作戦の準備が整うまでの間、アメリカ艦隊主力を抑え、あわよくば敵減殺を企図するのを本作戦の主目的としていたため、一撃のみで損害を避けた見事な作戦指導と評価した。一方、山本は空母の喪失を引き換えにしても戦争を終わらせるダメージを与えたいという考えだったが、草鹿によれば南雲にはその真意が知らされていなかったという。
12月8日、山本は第一艦隊の戦艦長門・陸奥・伊勢・日向・扶桑・山城および第三航空戦隊（空母〈瑞鳳・鳳翔〉・三日月・夕風）と護衛駆逐艦（若葉・子日・初春・初霜・有明・夕暮・白露・時雨）などを率いて瀬戸内海を出撃した。南雲機動部隊収容のためという名目だったが、特に何もせず、対潜哨戒を実施しつつ小笠原諸島附近で反転した。その際、司令部付だった近江兵次郎曹長は参謀の藤井茂中佐に「野村大使の書類は間に合ったか？」と尋ねる山本を目撃している。なお同日、瀬戸内海では大和型戦艦大和が試験航海を終えて呉へ帰港中であり、豊後水道で長門らとすれ違っている。
12月16日、山口の指揮下、飛龍・蒼龍と護衛の利根・筑摩および駆逐艦谷風・浦風がウェーク島攻略支援に向かった（ウェーク島の戦い）。12月23日、機動部隊は瀬戸内海の柱島泊地に入り、作戦は終了した。
12月26日、異例ながら佐官による昭和天皇への真珠湾攻撃の軍状奏上が行われ、第一波空中攻撃隊隊長の淵田は艦船攻撃について、第二波空中攻撃隊隊長の嶋崎重和少佐は航空基地攻撃について奏上した。続く海軍大臣官邸での祝賀会では海軍軍事参議官が参集したり、翌27日に霞ヶ関離宮で成人皇族達と面会するなど真珠湾攻撃の成功は大きく寿がれた。

### アメリカ合衆国恥辱の日

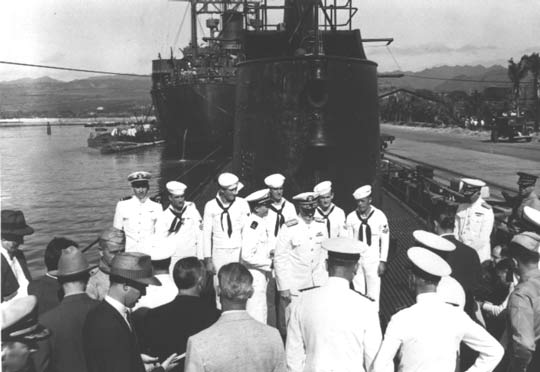
潜水艦グレイリング (SS-209)艦上で行われたチェスター・ニミッツの太平洋艦隊司令長官就任式典

この日、フランクリン・ルーズベルト大統領はホワイトハウスにて来賓30名と昼食会を行う予定であったが、疲労していたため、妻のエレノア・ルーズベルトを通じて断りを入れ、書斎でくつろいでいた。
真珠湾攻撃の第一報が届いたのが、ワシントン時間で1941年12月7日午後1時40分であった。海軍長官のフランク・ノックスより電話で「真珠湾に空襲、演習にあらず」と知らされたが、補佐官のハリー・ホプキンスがその情報の信憑性を疑っていたのに対して、ルーズベルトは「たぶん本当だ」「これはまさに日本人がやりそうな種類の予期せぬ出来事だ」と述べている。その後にホワイトハウスに外交政策の顧問と軍の首脳を集めて対策を協議したが、ルーズベルトの「損害はどのくらいか？」「日本軍は次になにをやりそうか?」と矢継ぎ早の質問に対し、軍首脳らは十分な回答をするだけの情報を持たなかった。
真珠湾の情報がある程度準備できそうな夜8時半に各省の長官を集めて再度会議を招集することを決めて一旦散会したが、ルーズベルトの周囲の人間はルーズベルトがほっとしていたと感じていた。妻のエレノアは「フランクリンは心配していたが、長い間そう見えていたよりは落ち着いて見えた。やっと賽が投げられたことを知ってほっとしたのであろう。」と感じている。
9時ごろに全員が到着すると会議が開始された。会議の最中に艦隊の損害状況の報告が何回も入ったが、ルーズベルトはその報告を電話で聞くたびに一同に聞こえるぐらい大きなうめき声をあげ、会議の出席者はルーズベルトの苦悶に強い印象を植え付けられた。
ルーズベルトはウッドロウ・ウィルソン政権で8年間も海軍次官補を務め、海軍に並々ならぬ愛情を抱いていた。自らもヨット操縦を本格的に学んだ経験を持つホワイトハウス1のヨットマンで、船舶模型の世界的なコレクターとして有名になるなど船と海を愛していた。そのルーズベルトが自分が手塩をかけて育ててきた海軍が油断につけこまれ、戦闘態勢もとれず満足に動くこともできずに係留されたまま爆弾を落とされた、という事実を受け入れるだけでもみじめな思いであったようで、ノックスに対し「たのむから、なぜ戦艦が列になって係留していたのかつきとめるんだ」と詰め寄ったのに対し、ノックスは「それが停泊のやり方なのです」と答えるのがやっとであった。その後会議に議会の重鎮らも合流したが、あまりのアメリカ軍のぶざまさに、その内の上院議員の1人が「我が軍の軍艦が真珠湾でアヒルのように捕まるということがなぜ起こったのです？やつらは我々がパンツを下ろしているところをどうやって捕まえたんです？我が軍の哨戒機はどこにいたんです？」と怒りの声を上げたが、ルーズベルトは「わからないんだよ、わたしにもね」と答えている。
会議の席でルーズベルトが明日の両院合同議会で行う予定の演説の草案について話し合われたが、ルーズベルトの案がそのまま採用された。ルーズベルトは会議が10時45分に終わり自宅に帰った後も、深夜1時まで草案に手を加えていた。そして翌12月8日12時29分にルーズベルトは議会と国民に向けて演説を行った。「アメリカ合衆国にとって恥辱の日」とのフレーズが印象強いこの演説は、ルーズベルトがコピーライターの力も借りずに完全に独力で書き上げた。聴取率によればアメリカ国民6,000万人が聴いたという、ラジオ史上もっとも聴かれた演説となった。

この演説は国民と議会に熱狂的に受け入れられた。劇作家でルーズベルトの側近でもあったロバート・シャーウッドはこの演説を聞いて「ルーズベルトが全アメリカ国民をこれほど完璧に代表していたことは2度となかった。」と振り返っている。その後も、アメリカ国内で日本軍進攻に対する恐怖が蔓延するなか（#アメリカ本土上陸の恐怖）ルーズベルトは『炉辺談話』としてラジオで国民に語りかけた。
ルーズベルトは日本軍の成功を否定しなかったが、国民の奮起を促し、団結を呼びかけた。この談話は国民の恐怖やヒステリーを和らげ、ルーズベルトは圧倒的に支持され続けた。
ルーズベルトと議会は、戦争準備と並行して日本軍に真珠湾攻撃を許した責任追及も開始した。攻撃翌日には早くもルーズベルト直々の命により真珠湾攻撃について全面的な調査を行う委員会が組織され、委員会の議長には最高裁判事オーウェン・ジョセフス・ロバーツが選ばれた。しかし、海軍長官のノックスが攻撃の数日後に被害状況を調査するためハワイを訪れた際に、キンメルを辛辣に問い質し、その後にマスコミの取材に対して「地上および海上部隊は警戒していなかった」と明言したことから、ワシントンのアメリカ上層部は責任追及を現地司令官に向ける方針であるのは明らかだった。
はやくも12月17日には、現地司令官であった海軍のキンメルと陸軍のショートは、調査委員会の調査結果が出るまでという条件で更迭された。その後もショートとキンメルは、マスコミ報道で不当にさらしものにされ、非難をワシントンから逸らすように仕組まれた調査に戦争が終わるまで延々とつきあわされることになった。委員会の最終結論は「キンメルとショートの2人は、ワシントンからの警告を無視し、十分な連絡を取らず、哨戒を最大限に活用せず、あらゆる可能性に備えず、攻撃撃退のために保有戦力を展開せず、さらに提供された情報の重要性を認識しなかった。」であった。これは2人に司令官としての資質がなかったと言ってるも同然であり、議長のロバーツはさらに2人に対して「職務怠慢」と断じたが、これは他の委員の反対により「判断ミス」に止められた。
この決定はその後も覆ることはなかったが、キンメルの息子エドワードが1984年に弁護士を引退すると、父親の名誉回復運動を開始し、ロナルド・レーガン政権下の1987年には海軍省に最高階級（大将）の回復の嘆願を行ったが、キンメルが日本の攻撃を予見できたとする歴史家ゴードン・ウィリアム・プランゲの研究結果を元に嘆願を却下している。その後もエドワードは諦めることなく名誉回復運動を継続、ショートの孫のウォルター・ショートも運動に参加し、1990年にはアナポリスの同窓生の評議員会が全員一致でキンメルの名誉回復を議決し、レーガンの後のジョージ・H・W・ブッシュ大統領に救済措置を講じるように促したが、黙殺された。その後、キンメルとショートを擁護する著作も次々と出版され、両者擁護の気運が盛り上がる中でビル・クリントン政権下の1995年4月、エドワードらの陳情を受け議会がアメリカ国防総省に再調査を依頼したが、7ヶ月の再調査後に国防総省は両司令官の死後の地位と信用の回復要請を却下した。その際に国防次官のエドウィン・ドーンは「司令官として、キンメルとショートの両名には責任があった」と簡明に説明をしている。その後もクリントンに対しては議会より継続して名誉回復の要請がなされたが、政権最後までその要請に従うことはなく、次のジョージ・W・ブッシュ政権時に次第に名誉回復の動きは収束していった。
キンメルの後任の太平洋艦隊司令官には、当時56歳の航海局長チェスター・ニミッツをルーズベルトが直々に指名した。ルーズベルトはノックスに「ニミッツに、とっとと真珠湾に行って戦争が終わるまでそこにいろ、と言え」と命じ、その後自らニミッツのオフィスに電話し、ニミッツに太平洋艦隊司令官への任命を直接伝えた。ニミッツは1941年前半にも太平洋艦隊司令長官への任命をルーズベルトから打診されていたが、50名の先任がおり、先任から恨みを買い職務を果たすことが困難であるという理由で辞退した経緯があった。しかし、戦争が始まった今となっては名簿の順番を気に掛ける者もいないと思われた。
ニミッツは妻より「あなたはいつも太平洋艦隊を指揮したがっていたものね」と司令長官就任を祝福されたが、「艦隊は海の底なんだよ。これはきっと誰も知らないが、お前には話しておかなければならん」と返している。
ニミッツは1941年のクリスマスの日に真珠湾に着任した。キンメルとの引き継ぎを行い、真珠湾の被害状況を確認した、確かに日本軍の攻撃は凄まじく、アメリカ海軍は米西戦争と第一次世界大戦の3倍の死傷者を被り、約30万トンの艦船が戦闘不能になり、太平洋戦域の2/3の航空機が戦闘不能になっていたが、ニミッツは「もっと甚大な損害をもたらせてもおかしくなかった」と分析し（#アメリカ側の評価）、ニミッツの指揮下でアメリカ海軍は再建されていくこととなった。（#アメリカ軍の再建）

## 影響

### 第二次世界大戦の拡大

日本への宣戦布告書に署名しているフランクリン・ルーズベルト

日本軍の奇襲作戦は成功し、アメリカ軍の戦艦8隻を撃沈または損傷により行動不能とする大戦果をあげた。アメリカ太平洋艦隊の戦力低下により、日本軍は西太平洋海域の制海権を確保し、これにより南方作戦を成功裏に終えた。真珠湾攻撃の直前にイギリスの植民地であるマレー半島での上陸作戦が開始されていることで、日本とイギリス（とオーストラリアやニュージーランドなどのイギリス連邦諸国）との戦争が開始されたことに続いて、真珠湾攻撃でアメリカとの間にも戦争が開始された。真珠湾攻撃の翌日、フランクリン・ルーズベルト大統領の要請により、アメリカ合衆国議会はアメリカと日本は開戦したと宣言した。
12月10日、アドルフ・ヒトラーは軍部の反対を押し切ってアメリカへ宣戦布告し、第二次世界大戦はヨーロッパ・北アフリカのみならずアジア・太平洋を含む地球規模の戦争へと拡大した。当時モンロー主義を色濃く残していたアメリカは、ヨーロッパでの戦争にも日中戦争（支那事変）にも介入には消極的であり、連合国に対する支援はレンドリース法による武器援助に止まっていたが、真珠湾攻撃を受けてアメリカの世論は一気に参戦へと傾いた。
さらに、日米交渉打ち切りの文書を渡す前に攻撃が始まることとなったことにより、真珠湾攻撃が「日本人による卑劣な騙し討ち」として、主としてアメリカ政府により宣伝されることとなったことも、アメリカおよび連合国の世論に影響したといわれる。もっともこれについては、分かりやすいのでスローガン的に騙し討ちを強調したものの、そのようなことが本質ではなく、米国民にとっては米国本土の一部が攻撃されたことが憤激を招いたのであり、これがフィリピンであればこれほどの怒りに結びつかなかったであろうとする説もある。
イギリス首相ウィンストン・チャーチルは、「真珠湾攻撃のニュースを聞いて戦争の勝利を確信した」と回想している。イギリスに亡命していた反ドイツ派将軍ド・ゴールは米国参戦により戦争は勝ったも同然と言ったとされ、以後ド・ゴール派は反ドイツ活動よりも亡命フランス人勢力内の敵対派との権力闘争と粛清の方に熱心だったとも言われる。

### 航空主兵への転換
当時、航空機による戦艦など主力艦の撃沈は不可能であるという考えが主流であったが、真珠湾攻撃以前の段階で航空機の脅威は無視できないものになっていた。例えば1940年（昭和15年）11月のタラント空襲でイギリス軍空母イラストリアス搭載のソードフィッシュ雷撃機21機がイタリア軍戦艦1隻を撃沈、2隻を大破させる大戦果をあげ、1941年（昭和16年）5月にはドイツ戦艦「ビスマルク」がイギリス軍雷撃機により舵を破壊され、間接的に撃沈されている。
さらに真珠湾攻撃から2日後、12月10日のマレー沖海戦では、航行中のイギリス戦艦「プリンス・オブ・ウェールズ」と「レパルス」が、日本軍機による航空攻撃のみで撃沈された。これらの海戦結果により、それまで海戦において補助的な位置付けにあった航空機が主役として注目されると同時に、いかなる艦船でも航空機によって撃沈されうることが浮き彫りとなった。
こうして大艦巨砲主義時代は終焉（）を迎え、時代は航空主兵時代へと移るのである。それでも戦艦の建造は少数ながら続けられ、日本海軍が大和型戦艦3番艦を空母信濃に改造したのに対し、アメリカ海軍がアイオワ級戦艦のイリノイ、ケンタッキーの建造を中止したのは1945年8月と1950年1月、イギリス海軍は1946年8月に戦艦ヴァンガードを、フランス海軍は1949年にリシュリュー級戦艦のジャン・バールを完成させた。

### アメリカ本土上陸の恐怖

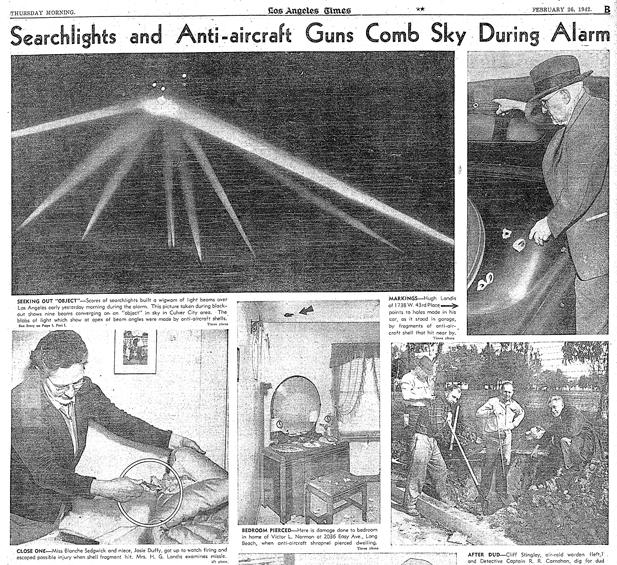
「ロサンゼルスの戦い」を報じるロサンゼルス・タイムズ紙

真珠湾攻撃以降の日本海軍による開戦当初の進撃と、連合軍の度重なる敗退を受けて、日本軍によるアメリカ本土空襲およびアメリカ本土への上陸計画の可能性が高いと考えられるようになった。ルーズベルト大統領は日本軍の上陸を危惧し、陸軍上層部に上陸時での阻止を打診するものの、陸軍上層部は「大規模な日本軍の上陸は避けられない」として日本軍を上陸後ロッキー山脈で、もしそれに失敗した場合は中西部のシカゴで阻止することを検討した。
実際に1942年に入り、日本海軍の潜水艦によるカリフォルニア州やカナダのバンクーバー島などへのアメリカ本土砲撃が複数回にわたり行われたうえ、西海岸沿岸において通商破壊戦が繰り広げられたほか、潜水艦の搭載機によるアメリカ本土空襲が二度に渡り行われた。
また戦争開始後数か月の間、アメリカ西海岸では日本軍の上陸を伝える誤報が陸軍当局にたびたび報告され、ロサンゼルスの戦いのような事件も起きた他、防空壕の整備や沿岸地区への陸軍部隊の配置が進んだほか、アメリカ西海岸やカナダ、メキシコなどでは日系人の強制収容措置が取られた。
ハワイにおいてはショートの命令により、ハワイ準州知事が真珠湾攻撃直後の12月7日午後からハワイ全土に戒厳令を敷いたが、これはアメリカ史上前例のない措置であった。超現実的な状況下でオアフ島内ではデマが飛び交った。もっとも多かったのは日系人の秘密工作員に関するデマで、秘密工作員が「水道に毒を入れた」や「青いランプで海上に向けて信号を送っていた」など事実無根のデマではあったが、これは日系人と他のハワイ住民の中で緊張感が高まっている証拠でもあった。真珠湾の情報収集に一役買った日本のハワイ総領事館は地元民の暴動を抑止するため、警察の厳重な警備下におかれたが、同時に警察による徹底的な家宅捜索も行われた。
日系人らは他の住民との対立が先鋭化する中で、カメラやラジオは没収され、日本語の語学学校は閉鎖され、日系人社会の新聞は検閲を受けた。しかし、1941年当時のハワイの人口46万人の内、3人に1人の15万人は日系人で、11万人の白人や6万5千人のハワイ人と比較しても圧倒的多数派であり、アメリカ本土のように全住民を強制収容することはハワイの機能停止を招く事にもなりかねないので、結局大規模な強制収容はなされなかった。後に日系人らは、アメリカに対する忠誠をしめすためアメリカ軍に志願し、第442連隊戦闘団などの日系人部隊が編成され、アメリカ軍兵士として卓越した働きを見せた。
日本軍の上陸と占領もより緊迫性を持って議論され、ワイキキビーチには日本軍の上陸に備えて鉄条網が張り巡らされ、海岸線には土嚢を高く積んだ急造の掩体壕がいくつも造られ、市民兵が銃を構えて警戒していた
ハワイが占領されたときに日本軍によってハワイ内に流通する大量のアメリカドル紙幣が押収され、国際上において軍需品の決済に使われることを避けるため、ハワイ内において使用される全てのアメリカドル紙幣にスタンプが押され、ハワイが日本軍の占領下に置かれた際にはすべてが無効となる措置が取られていた。

### リメンバー・パールハーバー

リメンバー・パールハーバーのスローガン入りで戦時国債購入を呼び掛けるポスター

真珠湾攻撃の2日後の12月9日には、ポートランドのオレゴニアン紙で、アラモの戦いでのスローガン「Remember the Alamo!（アラモを忘れるな）」を改題した「REMEMBER PEARL HARBOR!（真珠湾を忘れるな）」とのフレーズが早くも登場している。
ルーズベルトが汚名演説で、日本の行為を「恥知らずな蛮行」や「背信行為」と激しく非難するなど、アメリカ政府が真珠湾攻撃を「だまし討ち」と喧伝することによってアメリカ国民の愛国心はさらに高まることとなり、「REMEMBER PEARL HARBOR!」というフレーズはたちまちアメリカ全土を席巻する国民的スローガンとなった。このスローガンにより、アメリカの青年は次々と軍に入隊し、国民は国債を買い求めた。
また、「REMEMBER PEARL HARBOR」というスローガンを付した様々な記念品が作られている。記念品はポスターやグリーティングカードといった普遍的なものから、バッジ・漫画・宝飾品・ナンバープレート・切手・ペナント・枕カバー・男性用下着から女性用ブルマーに至るまで膨大な数に及び、それらを手にすることによって、さらにアメリカ国民の愛国心は高まっていった。
娯楽産業もその流れに飛びついて真珠湾攻撃に関する映画が速成され、サミー・ケイ作曲、ドン・リード作詞の行進曲「REMEMBER PEARL HARBOR」はヒットソングとなり、リリース後わずか数週間でアメリカ全土に広まった。

### アメリカ軍の再建
アメリカ軍の受けた被害は戦艦などの艦船と飛行場などに集中し、その被害の大きさに比べて、艦船乗組員の多くは上陸していたため人的被害は大きくなかった。乗艦を失った乗組員の多くは、新たに建造された空母へと配置転換された。追加的な攻撃もなされなかったため、乾ドックなど港湾施設の損害も少なかった。これは沈んだ戦艦の再生など被害からの復旧の助けとなった。
大本営海軍報道部は、アメリカ戦艦5隻撃沈・3隻大破修理不能と大本営発表を行った。だが沈んだ戦艦8隻のうち6隻は後に引き揚げられ修理され復帰しており、最終的にアメリカ軍が失った戦艦は、アリゾナとオクラホマの2隻であった。太平洋戦争中この時以外でアメリカ戦艦の喪失はない。空母エンタープライズ・レキシントンは真珠湾外で航空機輸送任務に従事していたため無傷であり、残る空母のサラトガ・ホーネット・ヨークタウン・ワスプ・レンジャーは西海岸または大西洋配置で日本軍が撃沈できる可能性は皆無であり、これらの空母はその後の作戦において大きな力を発揮した。
また、給油艦ネオショーや重油タンクといった補給設備は奇襲攻撃の対象とはならなかった。これについて、日本軍の攻撃不足であったとする批判が持ち上がることがあり、特に450万バレルの重油タンクを攻撃しなかったことが槍玉に挙げられることが多い。ただし「450万バレル（トン数になおすと60万t）」という貯蓄量は、1930年代の時点でアメリカ海軍省がおこなった総石油消費量試算で、「太平洋艦隊は戦闘時で1カ月あたり50万トンの燃料を消費する」という結果が出ているのと、その後アメリカ海軍は対日本戦を意識して強化され保有艦数も増えていること、さらにアメリカの豊富な石油資源（1940年のアメリカの石油保有数は19,500億kL）とアメリカ軍の輸送能力を考慮に入れればそれほど大きな量ではない上に、そもそも非常に燃え辛い性質である重油がタンクに貯蔵された状態で多少の爆撃を受けた程度で爆発炎上するとは考えにくく、少数精鋭の航空機をすべて艦隊攻撃に回す他ない奇襲計画自体の余裕のなさを考え合わせれば、タンクを攻撃してもしなくても同じような状況だったと言える。また、日本海軍でも空襲に備え燃料は地下に貯蓄されていたため、「地表のタンクは囮である」と攻撃隊が判断し、あくまで主目標である艦隊への攻撃に集中するという判断に至ったとしても批判の対象とするには厳し過ぎる。
当初からアメリカの国力差から、日本軍は短期決戦を想定していたが、攻撃目標に含まれていた主力空母2隻を撃沈できなかったことは緒戦でアメリカ軍が持ちこたえる原動力となり、日本軍の短期決戦戦略が頓挫する一因となった。もっとも大本営海軍報道部は日本軍潜水艦が「エンタープライズ」を不確実ながら沈めたと発表した。翌年3月7日のニューギニア沖海戦でも、日本軍は空母「レキシントン」を攻撃して大損害を与えたものの、エンタープライズ型空母1隻撃沈を発表している。マーシャル・ギルバート諸島機動空襲やドーリットル空襲など一撃離脱を行うアメリカ海軍機動部隊は日本軍にとって悩ましい存在であり、これを一挙に撃滅すべく山本長官と連合艦隊司令部はミッドウェー作戦を発動することになった。

## アメリカ側の評価
戦争当時、真珠湾攻撃に対してはさまざまな視点から多くの評価がなされていたので列挙する。

### 否定的な評価
戦後にGHQで戦史研究の責任者として、多くの日米両当事者と面談・事情聴取したアメリカの歴史学者ゴードン・ウィリアム・プランゲは以下の評価を著書に記述している。

### 戦後
1991年12月、ジョージ・H・W・ブッシュ大統領は真珠湾攻撃50周年式典で「日本に対して何の恨みも抱いていない」と演説し、日米関係を憎悪から融和へと転換させたと言われている。

## 参加兵力

### 日本海軍[215]

#### 機動部隊（第一航空艦隊基幹）
※ミッドウェー破壊隊は省略
司令部（第一航空艦隊司令部基幹）
- 指揮官：南雲忠一中将
  - 参謀長：草鹿龍之介少将
  - 首席参謀：大西保中佐
  - 航空参謀：（甲）源田実中佐、（乙）吉岡忠一少佐
  - 航海参謀：雀部利三郎中佐
  - 潜水艦参謀：渋谷龍稺中佐
  - 通信参謀：小野寛治郎少佐
  - 機関参謀：坂上五郎機関少佐
  - 機関長：田中寛機関大佐
  - 軍医長：新井甫軍医大佐
  - 主計長：清水新一主計大佐

空襲部隊
- 指揮官：南雲忠一中将（兼務）
  - 第一航空戦隊　空母：赤城、加賀
    - 第一航空艦隊司令部直率

  - 第二航空戦隊　空母：蒼龍、飛龍
    - 司令官：山口多聞少将
      - 首席参謀：伊藤清六中佐、航空参謀：鈴木栄次郎中佐、通信参謀：石黒進少佐
      - 機関参謀：久馬武夫機関少佐、機関長：篠崎磯次機関大佐

  - 第五航空戦隊　空母：瑞鶴、翔鶴
    - 司令官：原忠一少将
      - 首席参謀：大橋恭三中佐、航空参謀：三重野武少佐、通信参謀：大谷藤之助少佐
      - 機関参謀：吉田毅機関少佐、機関長：牟田菊雄機関大佐

警戒隊
- 指揮官：大森仙太郎少将
  - 第一水雷戦隊　軽巡洋艦：阿武隈
    - 司令官：大森仙太郎少将
      - 首席参謀：有近六次中佐、砲術参謀：三上佐夫少佐、通信参謀：岩浅恭助大尉
      - 機関参謀：吉川積機関少佐、機関長：田邊保里機関大佐

    - 第一七駆逐隊 駆逐艦:谷風、浦風、浜風、磯風
      - 司令：杉浦嘉十大佐

  - 第十八駆逐隊[注釈 11]　駆逐艦：陽炎、不知火、霞、霰
    - 司令：宮坂義登大佐

  - 駆逐艦：秋雲[注釈 12]

支援部隊
- 指揮官：三川軍一中将
  - 第三戦隊（第2小隊欠） 戦艦：比叡、霧島
    - 司令官：三川軍一中将
      - 首席参謀：有田雄三中佐、砲術参謀：竹谷清中佐、通信参謀：森虎雄少佐
      - 機関参謀：竹内由太郎機関少佐、機関長：奥村敏雄機関大佐

  - 第八戦隊 重巡洋艦:利根、筑摩
    - 司令官：阿部弘毅少将
      - 首席参謀：藤田菊一中佐、水雷参謀：荒悌三郎少佐、通信参謀：矢島源太郎大尉
      - 機関参謀：佐藤貞明機関少佐、機関長：松島悌二機関大佐

哨戒隊
- 指揮官：今和泉喜次郎大佐
  - 第二潜水戦隊　潜水艦：伊号第一九潜水艦
    - 司令官：今和泉喜次郎大佐

  - 潜水艦：伊号第二十一潜水艦[注釈 13]、伊号第二十三潜水艦[注釈 13]

補給隊
- 指揮官：大藤正直大佐[注釈 14]
  - 第一補給隊　給油艦：極東丸、健洋丸、国洋丸、神国丸
  - 第二補給隊　給油艦：東邦丸、東栄丸、日本丸

#### 先遣部隊（第六艦隊基幹）
※特殊潜航艇関係のみ
司令部（第六艦隊司令部基幹）
- 司令長官：清水光美中将
  - 参謀長：市岡壽大佐
  - 首席参謀：杉浦矩郎中佐
  - 水雷参謀：小池伊逸少佐
  - 通信参謀：高橋勝一少佐
  - 機関参謀：伊藤喜六機関中佐
  - 機関長：早川倉治機関大佐

特別攻撃隊
- 潜水艦：伊号第十六潜水艦、伊号第十八潜水艦、伊号第二十潜水艦、伊号第二十二潜水艦、伊号第二十四潜水艦

### アメリカ軍

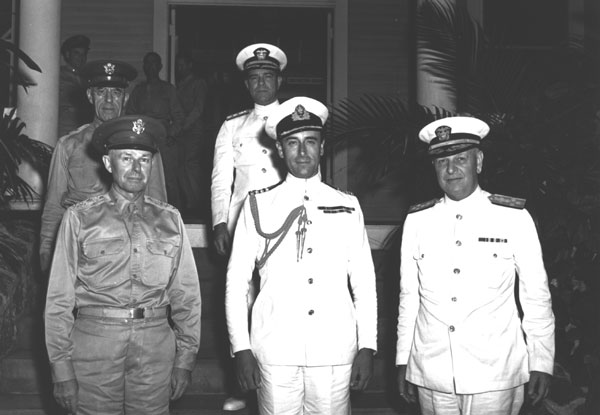
ハワイを表敬訪問したルイス・マウントバッテン伯爵を挟んでショート（左）とキンメル（右）

- 太平洋艦隊 - 司令長官：ハズバンド・キンメル大将
  - 第1戦艦隊（アリゾナ、ネバダ、オクラホマ）
  - 第2戦艦隊（ペンシルベニア、カリフォルニア、テネシー）
  - 第4戦艦隊（メリーランド、ウエストバージニア）
  - 第6巡洋艦隊（ニューオーリンズ、サンフランシスコ）
  - 第9巡洋艦隊（フェニックス、ホノルル、セントルイス、ヘレナ）
  - 第1駆逐艦隊（軽巡洋艦：ローリー）
    - 第1駆逐戦隊（駆逐艦：フェルプス）
      - 第1駆逐隊（デューイ、ハル、マクドノー、ウォーデン）
      - 第2駆逐隊（ファラガット、デイル、モナハン、エールウィン）

    - 第3駆逐戦隊（駆逐艦：セルフリッジ）
      - 第5駆逐隊（リード、カニンガム、カッシン、ダウンズ）
      - 第6駆逐隊（カニングス、ケース、ショー、タッカー）

    - 第2駆逐戦隊所属（軽巡洋艦：デトロイト、駆逐艦：バッグレイ、ブルー、ヘルム、マグフォード、ラルフ・タルボット、ヘンリー、パターソン、ヘルム）

  - 補助駆逐艦隊所属（アレン、シュレイ、チュー、ワード）
  - 附属（掃海艇：コカトゥー、コンドル、貨物補給艦：ベガ）
  - 潜水艦隊（潜水母艦：ペリアス、潜水艦救難艦：ウィジオン）
    - 所属潜水艦（ナーワル、カシャロット、トートグ、ドルフィン）
    - 附属（雑役艦：アルゴンヌ、給兵艦：パイロ、需品補給艦：アンタレス）

  - 第1機雷敷設艦隊（駆逐艦母艦：ホイットニー）
    - 所属（敷設巡洋艦：ボルチモア、オグララ、敷設駆逐艦：プレブル、ギャンブル、ラムゼイ、モンゴメリー、トレヴァー、ペリー、給油艦：ネオショー）

  - 第2機雷敷設艦隊（駆逐艦母艦：ドビン）
    - 所属（敷設駆逐艦：トレイシー、ブリース、シカード、プルイット、ゼイン、ワスマス、砲艦：サクラメント、給油艦：ラマポ、掃海艇：リードバード）

  - 第1水上機艦隊
    - 所属（水上機母艦：カーチス、タンジール、ソーントン、ハルバート、スワン、アボセット、砲艦 ：タニー、雑役艦：サムナー、掃海艇：トルコ、ボボリンク、レール、ターン、グレベ、ヴィレオ）

  - 第1船舶整備艦隊
    - 所属（工作艦：ヴェスタル、メデューサ、リゲル、補給艦：キャスター、標的艦：ユタ、病院船：ソレース、掃海艇：クロスビル）
- オアフ島航空戦力（基地航空機413機）
  - ホイラー陸軍航空基地
    - 戦闘機/P-40Cウォーホーク戦闘機×13機、P-40Dウォーホーク戦闘機×87機、P-26Aピーシューター戦闘機×20機、P-36Aホーク戦闘機×44機
    - 爆撃機/B-12A爆撃機×3機、B-18ボロ爆撃機×1機
    - 攻撃機/A-12A攻撃機×2機
    - 観測機/O-47B観測機×1機
    - 輸送機/DC-3輸送機×9機

  - ベローズ陸軍航空基地
    - 観測機/O-47B観測機×10機、O-49ヴィジラント観測機×3機

  - ヒッカム陸軍航空基地
    - 戦闘機/P-26Aピーシューター戦闘機×3機
    - 爆撃機/B-18Aボロ爆撃機×32機、B-24Aリベレーター戦略爆撃機×1機
    - 攻撃機/A-12攻撃機×3機、A-20Aハヴォック攻撃機×13機
    - 輸送機/DC-3輸送機×4機

  - ハレイワ陸軍航空基地
    - 戦闘機/P-36Cホーク戦闘機×10機、P-40Bウォーホーク戦闘機×10機
    - 艦上戦闘機/F4F-3ワイルドキャット艦上戦闘機×9機
    - 爆撃機/B-17Cフライングフォートレス戦略爆撃機×10機、B-17Eフライングフォートレス戦略爆撃機×5機
    - 艦上爆撃機/SB2U-3ヴィンディケーター艦上爆撃機×7機、TBD-1デヴァステイター艦上攻撃機×10機、SBD-1ドーントレス艦上爆撃機19機、SBD-2ドーントレス艦上爆撃機×10機
    - 観測機/OS2U-1キングフィッシャー水上観測機×5機
    - 哨戒機/PBY-5カタリナ哨戒機×69機

  - 奇襲後に空母から飛来した機体
    - SBD-3ドーントレス艦上爆撃機×18機

  - 本土から飛来した機体
    - B-17Dフライングフォートレス戦略爆撃機×12機

## 損害

### 日本海軍

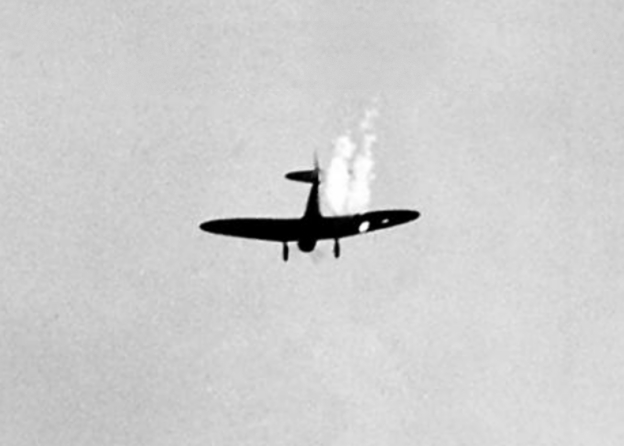
対空砲火で撃墜された九九式艦上爆撃機

- 特殊潜航艇 甲標的4隻沈没、1隻座礁（9名戦死、酒巻和男海軍少尉が捕虜）
- 航空機損失29機（54名戦死､そのうち1名はニイハウ島事件で死亡）
- 航空機損傷74機（1名機上戦死）

#### 各攻撃隊ごとの出撃機数と損害
| 空母 | 出撃機数                                 | 損失機数                                | 戦死者数 |
| ---- | ---------------------------------------- | --------------------------------------- | -------- |
| 赤城 | - 零式艦上戦闘機9機 - 97式艦上攻撃機27機 | 零式艦上戦闘機1機                       | 2名      |
| 加賀 | - 零式艦上戦闘機9機 - 97式艦上攻撃機26機 | - 零式艦上戦闘機2機 - 97式艦上攻撃機5機 | 17名     |
| 蒼龍 | - 零式艦上戦闘機8機 - 97式艦上攻撃機18機 | 損失なし                                | なし     |
| 飛龍 | - 零式艦上戦闘機6機 - 97式艦上攻撃機18機 | 損失なし                                | なし     |
| 翔鶴 | - 零式艦上戦闘機5機 - 99式艦上爆撃機26機 | 99式艦上爆撃機1機                       | 2名      |
| 瑞鶴 | - 零式艦上戦闘機6機 - 99式艦上爆撃機25機 | 損失なし                                | なし     |
| 計   | 183機                                    | 9機                                     | 21名     |

| 空母 | 出撃機数                                 | 損失機数                                | 戦死者数 |
| ---- | ---------------------------------------- | --------------------------------------- | -------- |
| 赤城 | - 零式艦上戦闘機9機 - 99式艦上爆撃機18機 | 99式艦上爆撃機4機                       | 8名      |
| 加賀 | - 零式艦上戦闘機9機 - 99式艦上爆撃機26機 | - 零式艦上戦闘機2機 - 99式艦上爆撃機6機 | 14名     |
| 蒼龍 | - 零式艦上戦闘機9機 - 99式艦上爆撃機18機 | - 零式艦上戦闘機3機 - 99式艦上爆撃機2機 | 7名      |
| 飛龍 | - 零式艦上戦闘機9機 - 99式艦上爆撃機18機 | - 零式艦上戦闘機1機 - 99式艦上爆撃機2機 | 5名      |
| 翔鶴 | 97式艦上攻撃機27機                       | 損失なし                                | なし     |
| 瑞鶴 | 97式艦上攻撃機27機                       | 損失なし                                | なし     |
| 計   | 170機                                    | 20機                                    | 34名     |

- 完全な奇襲に成功した第一次攻撃隊の損失率は4.9 %であったが、アメリカ軍の対空砲火が激しくなった第二次攻撃隊の損失率は12 %に跳ね上がり、平均では8.3 %となった。
- 九七式艦上攻撃機は水平爆撃隊の損失は0であったが、低空を低速度で敵艦船に接近しないといけない雷撃隊の方は5機が未帰還となっており、雷撃隊の損失率は12.5 %にもなった。この雷撃隊の損失率の高さと対空砲火の激化を見て、源田はこれ以上の雷撃は困難と判断していた[122]。
- 急降下により接敵距離が最も短くなる九九式艦上爆撃機は15機の損失で機種別損失率は11.6 %ともっとも高くなった。
- 加賀航空隊が最も多くの未帰還機を出したのに対し、瑞鶴航空隊は全機帰還している。

### アメリカ陸海軍及び海兵隊

#### 死傷者

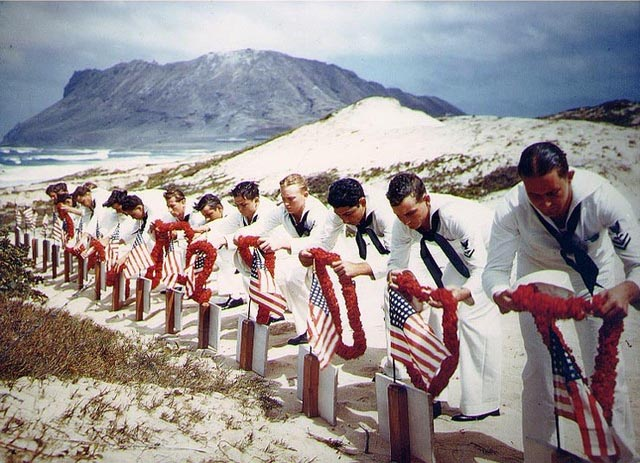
カネオヘ基地での戦死者の追悼式

出典
| 軍     | 戦死者 | 負傷者 | 合計  |
| ------ | ------ | ------ | ----- |
| 海軍   | 2,004  | 710    | 2,714 |
| 海兵隊 | 108    | 69     | 177   |
| 陸軍   | 222    | 364    | 586   |
| 合計   | 2,334  | 1,143  | 3,477 |

#### 艦艇の損失

##### 沈没艦（完全損失艦）

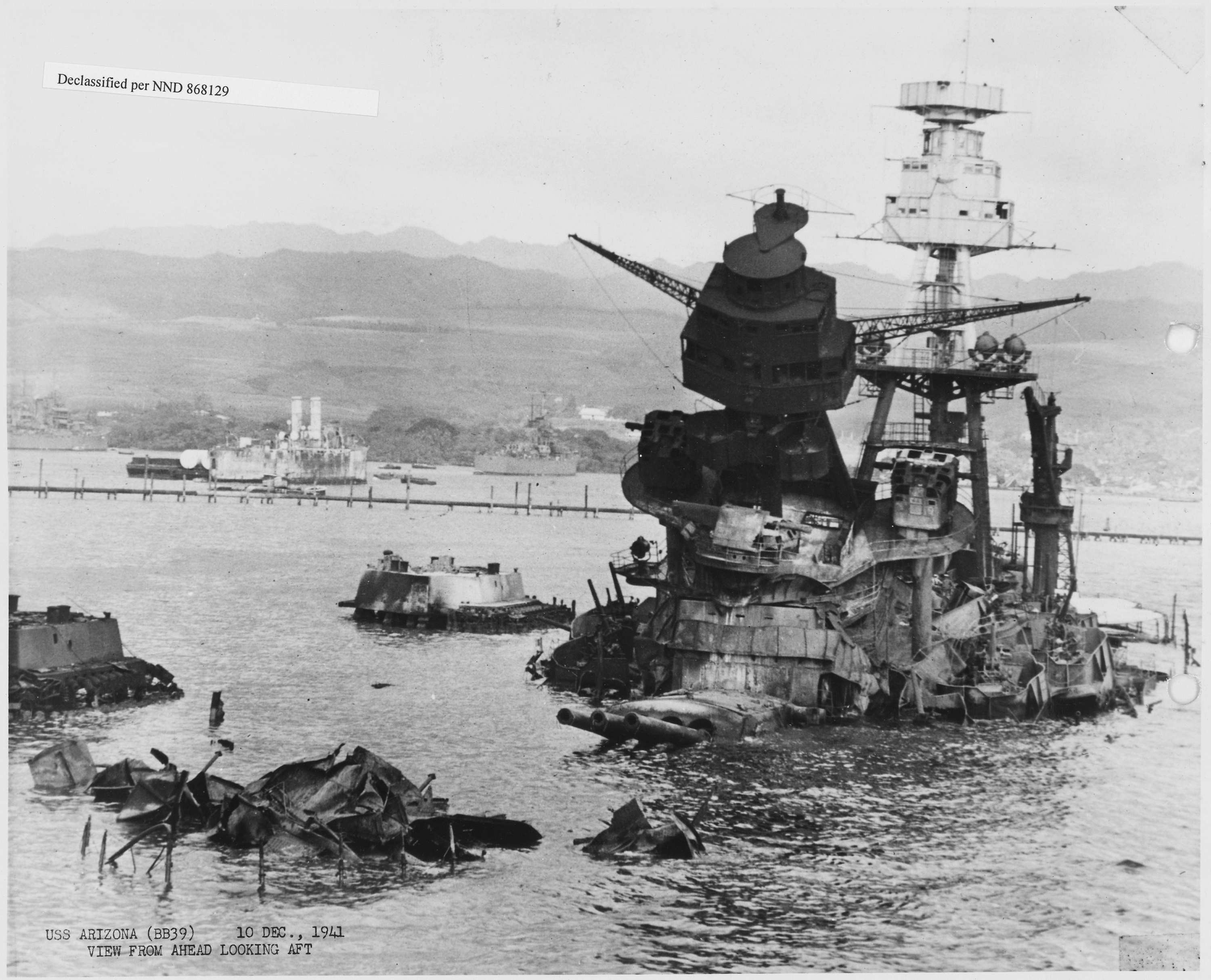
日本軍に撃沈され残骸を晒すアリゾナ

戦艦アリゾナ
被弾：800 kg爆弾4・航空魚雷0 - 2
人的損失：戦死者1,177名・負傷者39名
被害詳細 - 命中した800 kg徹甲爆弾の内の1発が第2主砲塔横の甲板を貫通し、前部主砲弾火薬庫で爆発。誘爆により艦首が破断、破断部分より大量の浸水があり沈没着底。艦体から漏れ出した重油に引火し大火災が発生、海面上にあった檣楼も炎に包まれ、第1戦艦部隊の司令官および戦艦戦闘部隊司令官である幕僚長のアイザック・C・キッド少将と艦長のフランクリン・ヴァン・ヴァルケンバーグ大佐が戦死。大爆発により沈没したため、戦死者は1,177名にも上ったが、これはアメリカ海軍における単一艦艇での戦死者としては最多である。艦体損傷がひどかったため、遺族の要望にもかかわらず引き揚げは行わず、第3、第5砲塔や対空機関砲、探照灯、カタパルトなどが取り外され、戦艦ペンシルベニアの修理やハワイの要塞砲として転用された。その後、沈没した艦体の真上にアリゾナ記念館が建設された。

サルベージ中のオクラホマ

戦艦オクラホマ
被弾：航空魚雷5 - 9（内1は特殊潜航艇から発射された魚雷の可能性あり）
人的損失：戦死者456名・負傷者30名
被害詳細 - 最初の魚雷が命中してから8分後に転覆した。1999年からの検証で、本艦を転覆させた最後の魚雷は、特殊潜航艇が発射した魚雷の可能性があるという研究結果が公表されている。あまりにも転覆するのが早かったため、400名が艦内に閉じ込められた。翌日に艦底をアセチレントーチで焼き切り救助を試みたが、生存していたのは32名であった。1943年3月に艦体をワイヤーケーブルで引き起こしたが、艦体の損傷が激しく修理は断念され、終戦後にアメリカ本土への移送中に沈没した。
標的艦ユタ
被弾：航空魚雷2
人的損失：戦死者64名
被害詳細：本艦は戦艦を改造した大型艦であったため、第一次攻撃隊・蒼龍雷撃隊により空母もしくはコロラド型戦艦と誤認され、魚雷2発が相次いで命中し10分で転覆。艦内に約70名が閉じ込められたが、救出されたのはわずか1名であった。ユタはコストの面より引き揚げは行われず、海底に沈んだままとなっている。

##### 沈没艦（復旧艦）

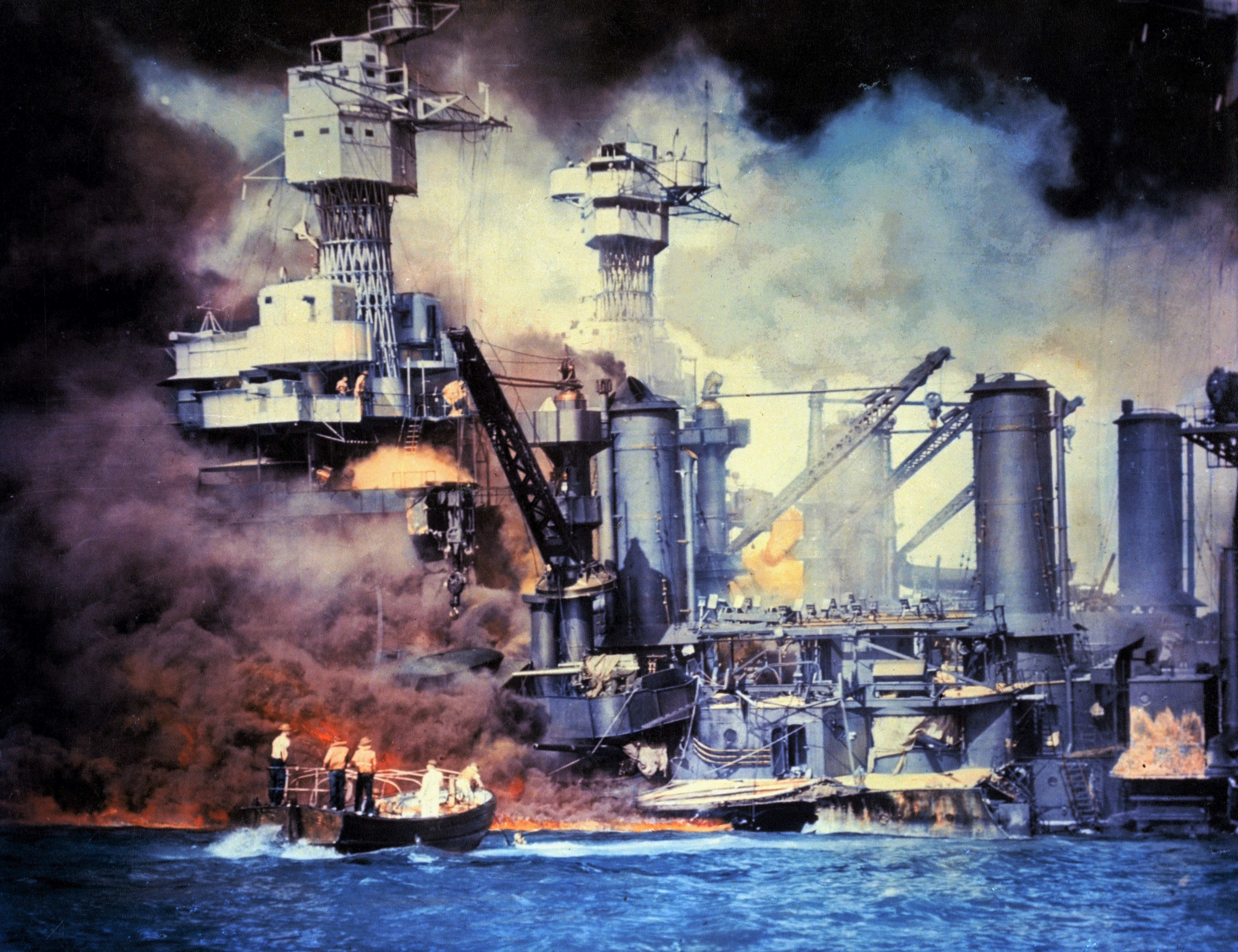
炎上するウェストバージニア

戦艦ウエストバージニア
被弾：800 kg爆弾2（1不発）・航空魚雷7
人的損失：戦死者157名・負傷者52名
被害詳細：魚雷の命中により左舷が大きく傾いたため、転覆防止のためと、弾薬誘爆防止のための大量注水で、主甲板まで沈下したが、その後に水平爆撃の800 kg徹甲爆弾が2発着弾、内1発が艦橋を貫通した後に第2甲板まで達して炸裂、燃料火災が発生し、浸水もさらに進んだために総員退艦命令が出され、後に着底した。徹甲爆弾の炸裂により艦長のマーヴィン・シャープ・ベニオン大佐が重傷を負い後に戦死している。1942年5月に引き上げられ修理と近代化改装を受けたが、修理中に艦内から20名の遺体が発見された。その遺体が発見された付近の隔壁にはその水兵らが残した文字が刻まれていたが、艦が沈没後、明かりも水も食料もない中で、水兵らが12月23日まで16日間も生存していたことが判明している。修理と近代化改装は1944年7月に完了した。
戦艦カリフォルニア
被弾：800 kg爆弾1・250 kg爆弾1・航空魚雷2 - 3
人的損失：戦死者106名・負傷者100名
被害詳細：水平爆撃で高度4,000 mから投下された800 kg爆弾が露天甲板を貫通後主甲板で炸裂、副砲の弾薬庫が誘爆し深刻な火災が発生。その後に、魚雷2 - 3発が左舷に命中、燃料タンクが破裂し大量の重油が流出。また燃料漏れの検査のため5区画でマンホールを開放していたため、命中した魚雷は2 - 3発であったが浸水は急激で、たちまち左舷に7.5°傾斜した。弾薬火災と流出した重油火災で復旧活動は困難となったため、総員退艦が命じられた。しかし艦はすぐには沈まず、日本軍の攻撃完了後に消火活動と救出活動を再開したが、その活動中の12月20日に着底している。
機雷敷設艦オグララ
被弾：なし（魚雷至近爆発）
人的損失：なし
被害詳細：蒼龍雷撃隊より大型艦と誤認されて雷撃されるが、喫水線が浅かったため、魚雷は艦底を通過し隣接して停泊していた軽巡洋艦ヘレナに命中した。しかしヘレナに命中して爆発した魚雷の爆圧で、水面下の船体が破壊されて浸水が始まり大きく傾斜した。横転してヘレナと接触する危険が高まったため、タグボートでヘレナから離れた位置に曳航（）していく途中で転覆した。引き揚げられた後、ドック艦に改修され1944年2月に再就役。

##### 損傷艦（座礁艦）

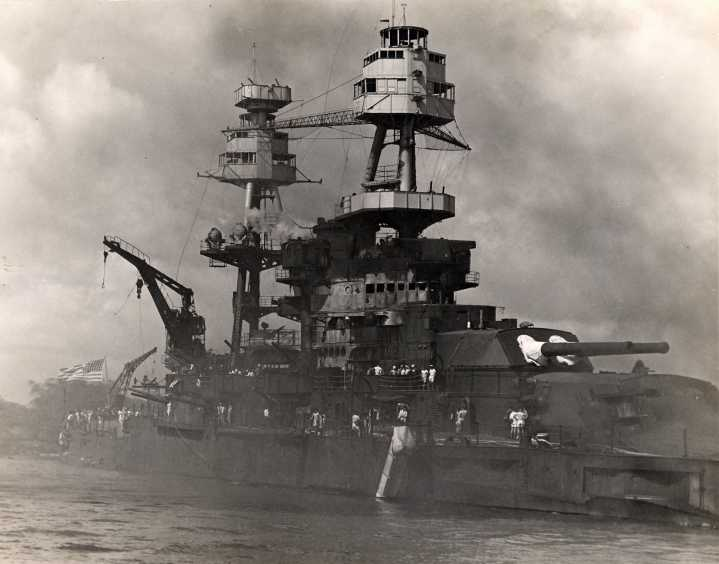
座礁したネバダ、艦橋下部と主砲塔が火災により黒焦げとなっている

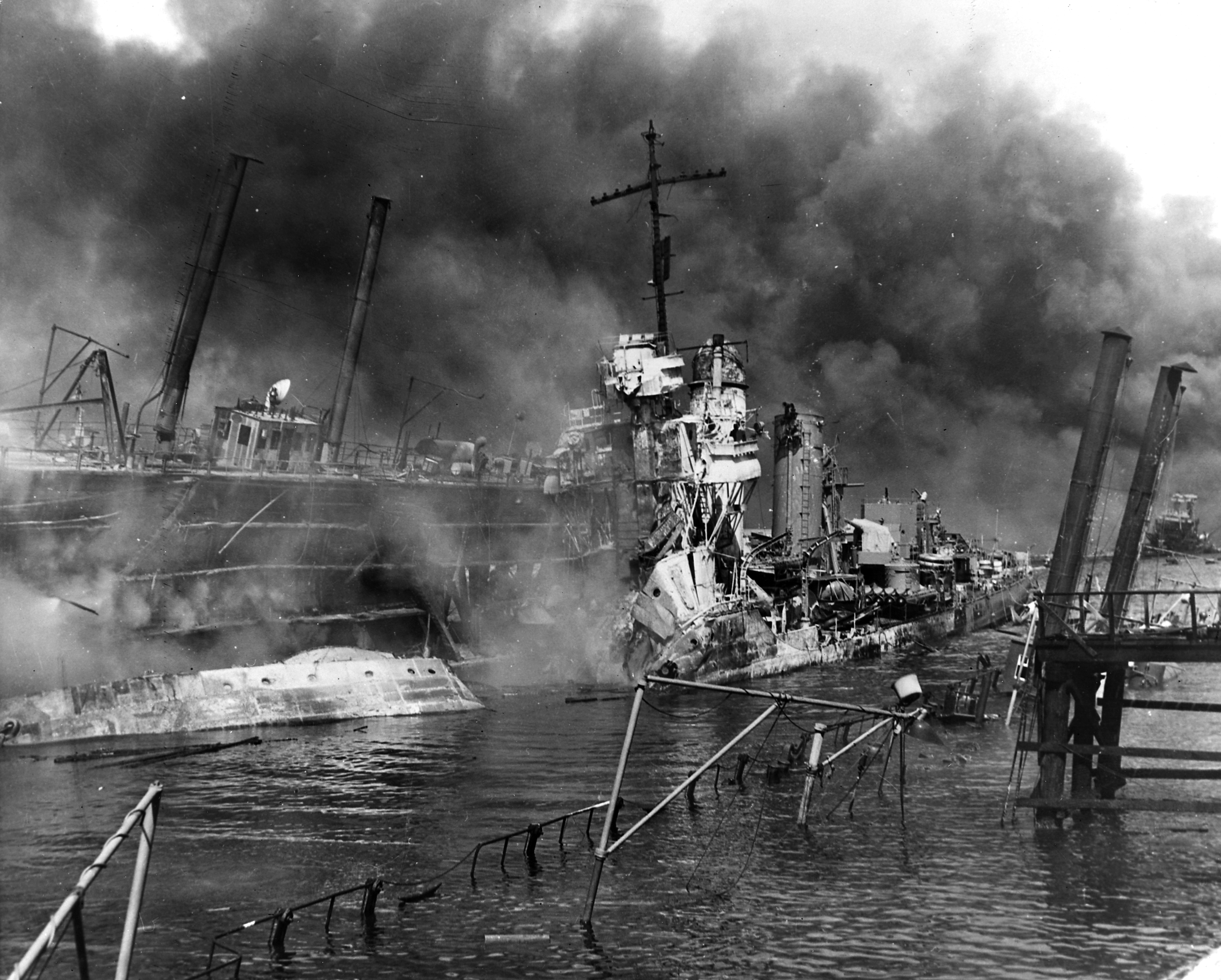
弾薬庫の誘爆により原形を留めないほど破壊され着底した駆逐艦ショー

戦艦ネバダ
被弾：250 kg爆弾6・航空魚雷1 - 2
人的損失：戦死者52名・負傷者116名
被害詳細：戦艦泊地に停泊中に1 - 2発の魚雷が命中したが沈まなかった。しかしネバダの艦首側に停泊していたアリゾナが大爆発を起こし、流出した重油で大火災が発生したため、火災に巻き込まれないように外洋に脱出することとした。それを日本軍の第二次攻撃隊の急降下爆撃隊23機が発見、大型艦を真珠湾の狭い水路に沈め、軍港の水路を塞ぐことを狙ってネバダに集中攻撃を加えた。6発の250 kg爆弾の命中と2発の至近弾で艦は大きく損傷し脱出は不可能となったため、ホスピタルアイランド（避難用浅瀬）に自ら座礁し沈没を回避した。1942年2月に引き上げられ、1942年12月に一旦修理完了し艦隊復帰したが、1943年に再度ドック入りし近代化改修を受けている。
駆逐艦ショー
被弾：250 kg爆弾1
人的損失：戦死者24名
被害詳細：浮きドックに入渠（）中であったが、急降下爆撃機の250 kg爆弾1が命中。発生した火災で前部の主砲弾薬庫が誘爆し、艦首が吹き飛ばされた。その爆発の規模は戦艦アリゾナの誘爆に次ぐ大きな規模であり、遠くからも視認されている。艦体の損傷は壊滅的であったが、ドック内におり沈没は免れたため、大修理と近代化改装が施され、1942年6月に艦隊復帰した。
駆逐艦ダウンズ
被弾：250 kg爆弾2
人的損失：戦死者12名
被害詳細：乾ドック内で改修中に急降下爆撃機により2発の250 kg爆弾が命中し火災が発生、火災により魚雷が誘爆し大破、火勢を増した火災は隣接していた駆逐艦カッシンにも延焼した。同じ乾ドック内にいた戦艦ペンシルベニアの火薬庫誘爆防止のため、乾ドックに注水され、隣接していたカッシンが浸水により横転しダウンズに接触、両艦ともさらに損傷が拡大した。修復は困難と思われ、一旦除籍されたが、その後船体の残存部分を本土のピュージェット・サウンド海軍造船所に持ち込んで新造並みの補修を行い、1943年11月再度就役。
駆逐艦カッシン
被弾：なし、ダウンズの火災延焼
人的損失：なし
被害詳細：ダウンズの火災が延焼したのち、大爆発に巻き込まれ大破。乾ドック内への注水で浸水し横転、ダウンズと接触しダウンズと同レベルの深刻な損傷を被る。カッシンも一旦は除籍されたが、ダウンズと同様に大補修により1944年2月再就役。
工作艦ヴェスタル
被弾：800 kg爆弾2
人的損失：戦死者7名
被害詳細：アリゾナの横に停泊していたため、水平爆撃の800 kg徹甲爆弾が2発、艦尾と艦首に命中。大量に浸水し、沈没は避けられなかったため、タグボートで浅瀬に曳航され、沈没回避のため座礁させられた。応急修理終了後、自艦と他の艦の修理を並行し、1942年2月に修理完了。

##### 損傷艦

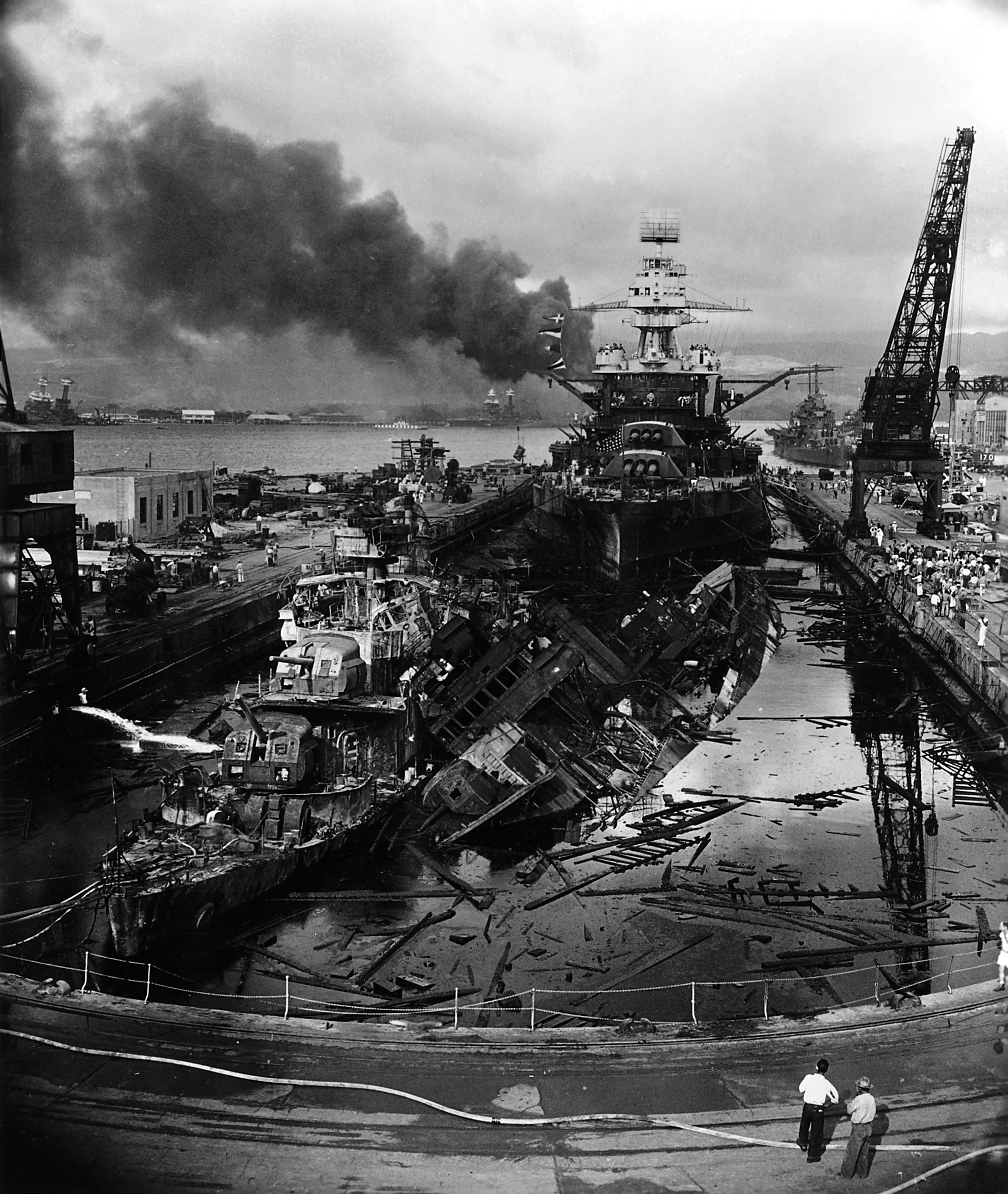
乾ドックに停泊中に攻撃を受けた戦艦ペンシルベニア 。手前の駆逐艦ダウンズとカッシンは魚雷の誘爆により大破・着底

戦艦テネシー
被弾：800 kg爆弾2（内1不発）
人的損失：戦死者6名・負傷者200名
被害詳細 - 水平爆撃の800 kg徹甲爆弾が第1主砲塔と第主3砲塔に着弾。第3主砲塔に命中した爆弾は砲塔の天蓋を貫通し爆発、第3主砲塔を破壊し砲員を殺傷した。第1主砲塔に命中した爆弾は天蓋を貫通できず、弾殻が粉砕したため火薬が飛び散り爆発しなかった。損傷は軽微だったので、1942年8月には修理完了して一旦艦隊復帰したが、1943年に再度ドック入りし近代化改修を受けている。
戦艦メリーランド
被弾：800 kg爆弾1・250 kg爆弾1
人的損失：戦死者3名・負傷者14名・他に偵察に出撃したOS2U水上偵察機が墜落しパイロット1名戦死
被害詳細：第1次攻撃隊の水平爆撃機の800 kg徹甲爆弾1発が艦首に命中、直径3.7 m、深さ6.1 mの破口が生じた。第2次攻撃隊の急降下爆撃機では250 kg爆弾が10番フレーム付近に命中、6.7 mほど侵徹したあと爆発し、浸水が発生したことにより船体が前方に1.5 mほど傾いた。しかし損傷は軽微であったため、横で転覆したオクラホマの救出活動を行い、多くの生存者を救出した。1942年6月一線に復帰。
戦艦ペンシルベニア
被弾：250 kg爆弾1
人的損失：戦死者28名・負傷者30名
被害詳細：ドックで補修中であった際に急降下爆撃機の250 kg爆弾1発を被弾。短艇用甲板を貫通し第9副砲の砲郭内で爆発。修理の際にオクラホマとアリゾナから取り外した主砲を搭載し、1942年4月から8月まで訓練と巡察をした。1945年8月12日に再び日本海軍機の攻撃を受け損傷し、20人の戦死者を出した。
軽巡洋艦ロウリー
被弾：250 kg爆弾1
人的損失：負傷者数名
被害詳細：艦体中央部に1発爆弾命中、傾斜したが艦内の重量物を投棄するなどのダメージコントロールで転覆を逃れた。艦の損傷は大きかったが戦死者は出なかった。1942年7月艦隊に復帰。
軽巡洋艦ヘレナ
被弾：航空魚雷1
人的損失：戦死者20名
被害詳細：機雷敷設艦オグララを狙った魚雷がオグララの艦底を通り越してヘレナに命中。機関室に浸水し、一時は停電となるなど損害は大きかったが沈没には至らず。1942年9月艦隊に復帰。
軽巡洋艦ホノルル
被弾：250 kg爆弾至近弾1
人的損失：なし
被害詳細：海軍工廠岸壁に停泊していたが、急降下爆撃機の投下した250 kg爆弾が岸壁の突提に着弾し爆発。その衝撃で鋼板接合部のリベットが弛緩し浸水、一時的に第2主砲塔への通電ができなくなった。
駆逐艦母艦ドビン
被弾：250 kg爆弾3至近弾
人的損失：戦死者1名・負傷者2名
被害詳細：至近弾のうち一発が艦尾の真下で爆発。断片と衝撃で無線室が破損し死傷者が生じた。
水上機母艦カーティス
被弾：250 kg爆弾1・体当たり1機
人的損失：戦死者21名
被害詳細：第二次攻撃隊の急降下爆撃機による250 kg爆弾が1発命中。水上機格納庫が破壊された。また、対空砲火で損傷した蒼龍艦爆隊の丸山賢治三飛曹と桑原秀安二飛曹の搭乗機が体当たりを行い、クレーンとアンテナを破壊した。

#### 航空機の損失

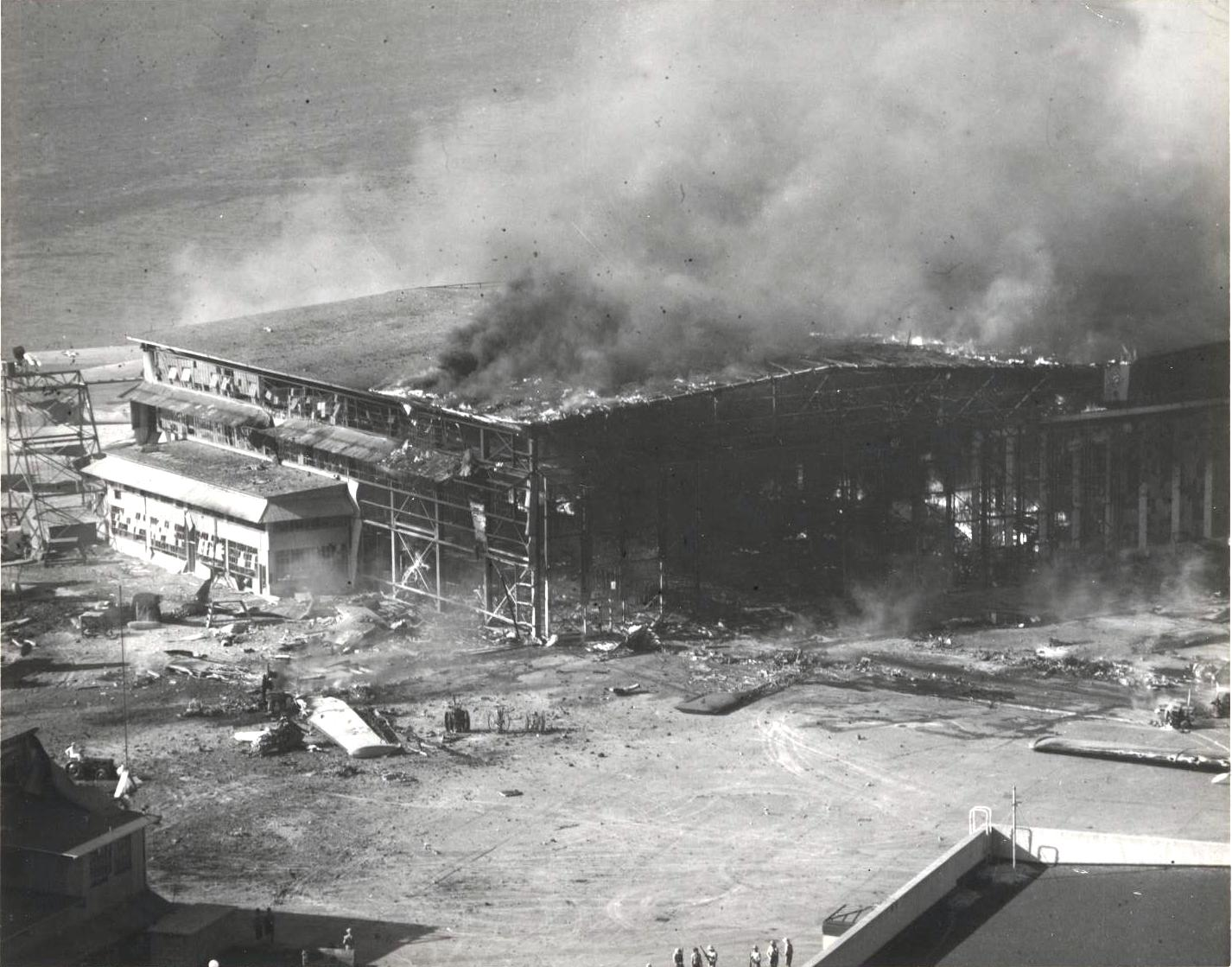
破壊されたフォード島の格納庫とアメリカ軍機

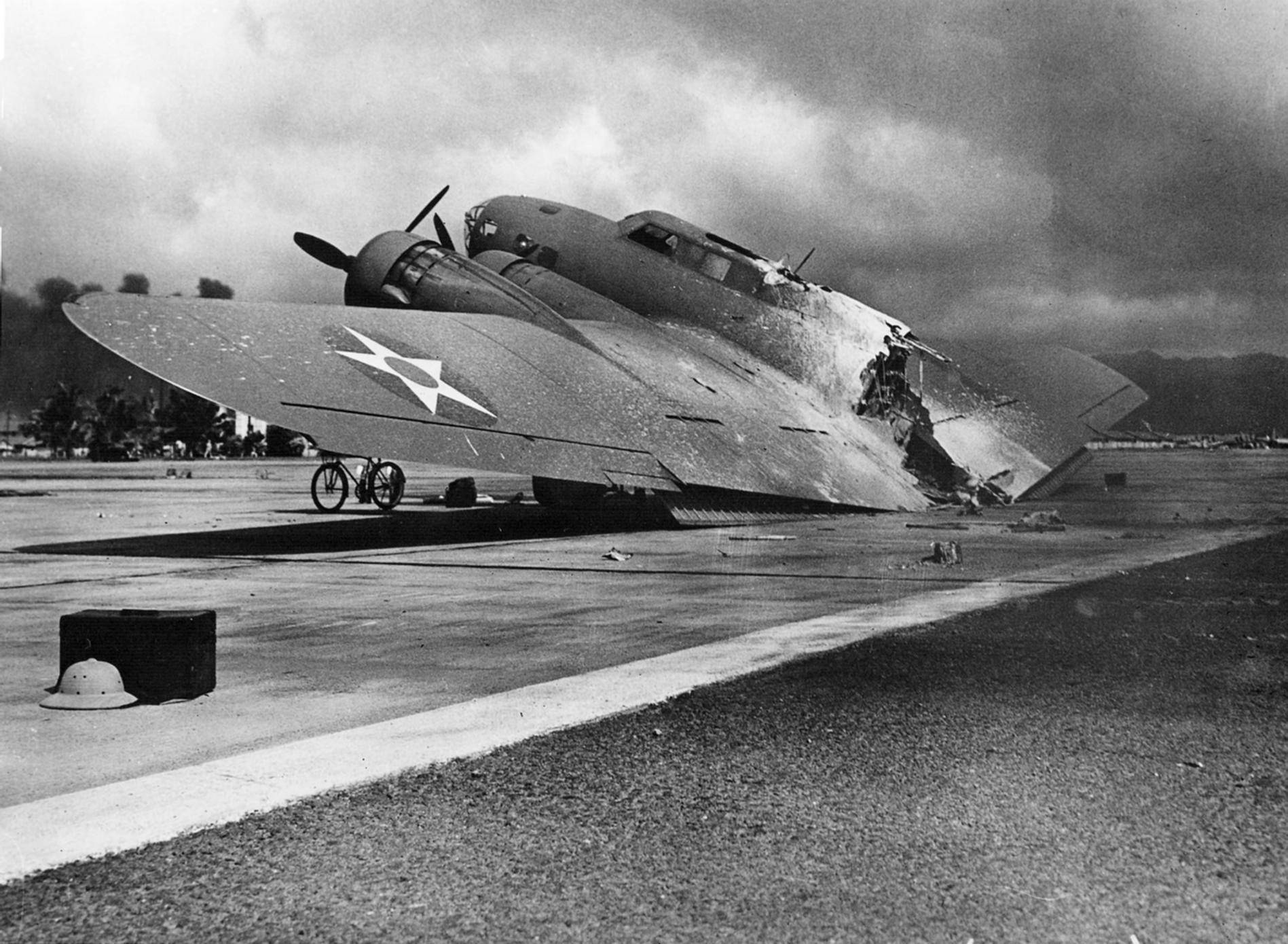
破壊されたボーイングB-17

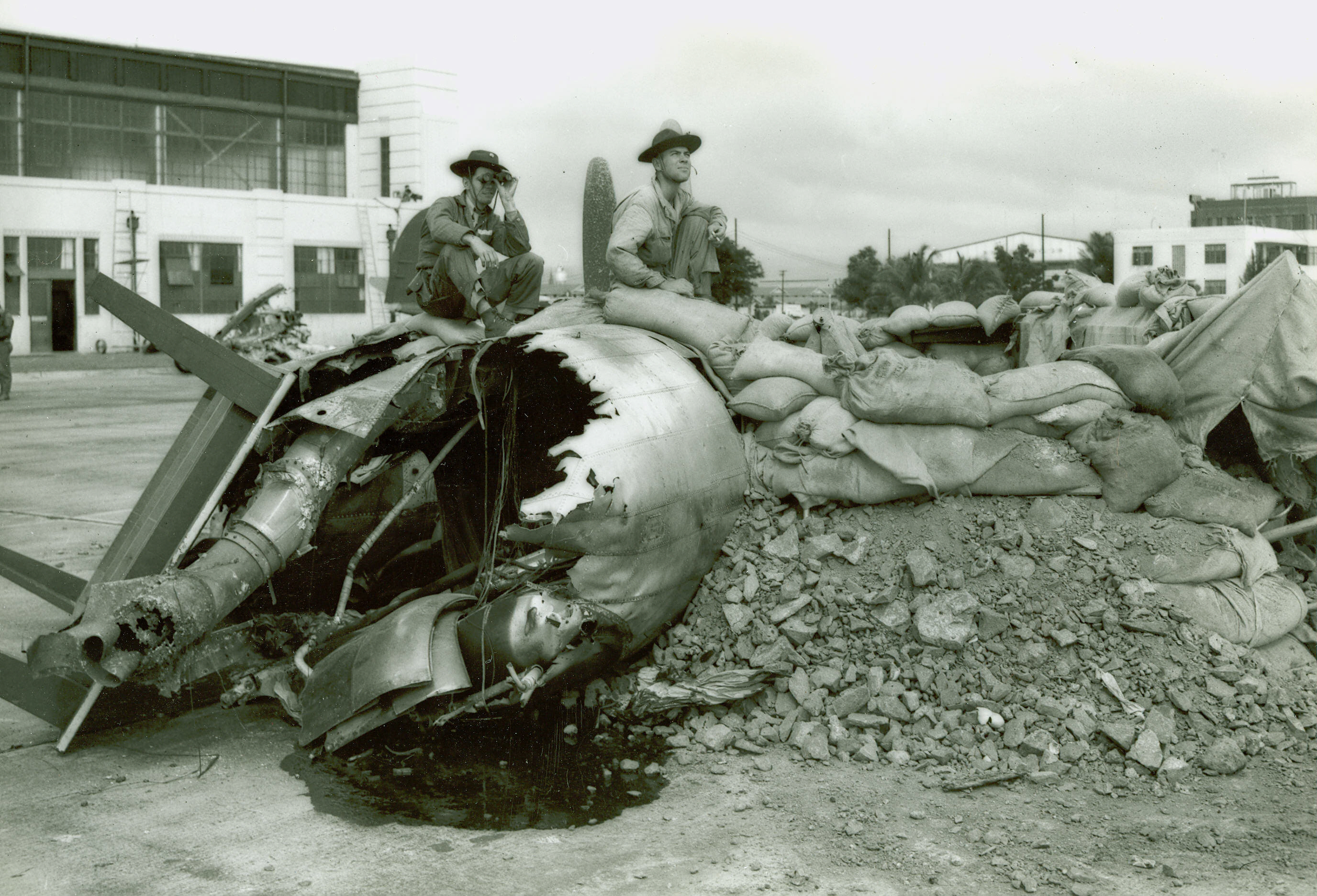
破壊された航空機の残骸を利用して陣地を構築し日本軍の攻撃に備えるアメリカ陸軍兵士

出典
|            | 撃破 | 損傷 | 合計 |
| ---------- | ---- | ---- | ---- |
| 陸軍航空隊 | 96   | 128  | 224  |
| 海軍航空隊 | 92   | 31   | 123  |
| 合計       | 188  | 159  | 347  |

##### 陸軍の主要戦闘機・爆撃機の機種別損失数
出典
| 機種       | 配備機数 | 撃破 | 損傷 | 撃破・損傷合計 |
| ---------- | -------- | ---- | ---- | -------------- |
| B-17爆撃機 | 12       | 4    | 4    | 8              |
| B-18爆撃機 | 33       | 12   | 10   | 22             |
| A-20攻撃機 | 12       | 2    | 5    | 7              |
| P-40戦闘機 | 99       | 42   | 30   | 72             |
| P-36戦闘機 | 39       | 4    | 19   | 23             |
| 合計       | 209      | 64   | 82   | 146            |

##### 海軍の種類別損失数
出典
| 航空機の種類 | 損失数 |
| ------------ | ------ |
| 戦闘機       | 13     |
| 急降下爆撃機 | 26     |
| 哨戒爆撃機   | 46     |
| 偵察機       | 1      |
| 雑用機       | 3      |
| 練習機       | 1      |
| 輸送機       | 2      |
| 合計         | 92     |

他に、日本軍機動部隊発見のためにエンタープライズより発艦したF4Fが燃料補給のためにフォード基地に着陸しようとしたところ、日本軍機と誤認した兵士らから集中砲撃を浴びて4機が撃墜され3名のパイロットが戦死している。

#### 日本海軍側からの対米戦果判定
機動部隊は連合艦隊に対し、主力艦2隻轟沈・4隻大破・巡洋艦4隻大破との無電を送っている。
攻撃直後、各空母の攻撃隊は敵艦船に与えた損害を下記のとおり報告している。雲や火災の煙による推定も多く入ったものであった。
赤城水平爆撃隊が戦艦に命中4以上、雷撃隊は戦艦3に対し命中11本。急降下爆撃隊は戦艦に命中、オマハ級に命中1。
加賀水平爆撃隊がアリゾナ、カリフォルニア、メリーランドに計4発以上、雷撃隊はアリゾナ、テネシーに各4本命中。急降下爆撃隊はカリフォルニア型を含む戦艦3隻に相当数命中と推察。
蒼龍・飛龍総合して水平爆撃隊は戦艦に1発命中轟沈、戦艦に2発命中大爆発轟沈、雷撃隊は戦艦3隻に合計11本命中、内1隻轟沈（水平爆撃隊と重複）、重巡に3本命中。急降下爆撃隊は軽巡2に合計5発、入渠中駆逐艦に命中1。
翔鶴・瑞鶴飛行場攻撃に専念しており艦艇への戦果なし。

### 民間人の被害
攻撃に参加した日本軍は、市街地や非戦闘地域に対する攻撃、非武装の民間人に対する攻撃を禁止する旨が事前に厳重に言い渡されていた。
実際にアメリカの女性インストラクター・パイロットであるコーネリア・フォートが、飛行訓練生と訓練のために搭乗していたインターステート カデット機が日本軍攻撃隊とオアフ島上空で遭遇したが、日本軍機に視認されていたにも拘らず攻撃を受けなかった。彼女はすぐに真珠湾の湾口に近いジョン・ロジャース民間空港に着陸したが、追撃してきた零式艦上戦闘機は機体と滑走路に対して機銃掃射を行っており、着陸後すぐに機外へ脱出した彼女と訓練生は無事だったが、空港の管理者が死亡している。
非武装の民間人に対する攻撃を禁止する旨が言い渡されていたものの、オアフ島近辺で9機の民間航空機が飛行していたが、そのうち3機が撃墜されている。攻撃を受けた9機のうちハワイアン航空9便が、飛行中に攻撃を受け出火した。銃弾の1つがコックピット内の消火器に命中し、鎮火。乗客乗員に怪我はなかった。
日本軍の攻撃により、ハワイの民間人に68名の死亡者と35名の負傷者が出ている。これは、日本軍が意図して行ったものではなく、民間人犠牲者の多くは軍施設内にいた政府関係者か作業などに従事していた際に巻き添えとなったものであるが、市街地でもアメリカ側の激しい対空砲火の弾片や不発弾が、真珠湾より15kmも離れたホノルル市街にも降り注ぎ、死傷者が生じている。この被害は当初、アメリカ軍側のプロパガンダで日本軍の攻撃によるものと報じられたが、実際には、ホノルル市街に落ちた日本軍の爆弾は、97式艦上攻撃機の爆弾投下機誤作動による1発だけであった。
降り注ぐ不発弾や弾片でホノルル市街では40回もの爆発があったが、その爆発によって、戦闘の様子を眺めていた13歳の少女や、車に相乗りして真珠湾の工廠に向かっていた4人の工員など33名の民間人が犠牲となり、50万ドルの経済的損失があった。そして、死傷者のなかには多くの日系人も含まれていた。また翌8日にはアメリカ軍機が4隻の漁船を日本軍船舶と誤認して銃撃し、6名の漁師が死亡している。

#### アメリカ軍基地以外の市街地での民間人死亡
出典
| 場所         | 死亡者数 |
| ------------ | -------- |
| ホノルル     | 33       |
| パールシティ | 1        |
| ワヒアワ     | 2        |
| ワイパフ     | 1        |
| 合計         | 37       |

## 逸話
日本が真珠湾攻撃を行った直後、ワシントンD.C.のホワイトハウスは2つの異なる星条旗を掲げたと言われている。（当時）現行の48州の星条旗と31州の星条旗である。この31州の星条旗は江戸時代の幕末、アメリカ海軍のマシュー・ペリー提督が日本を強制的に開国させた黒船来航時の国旗である。
ホワイトハウスは、ペリーが近代化を日本を教えたように再び一から日本を再教育させ、二度目の開国をさせるという意図である。

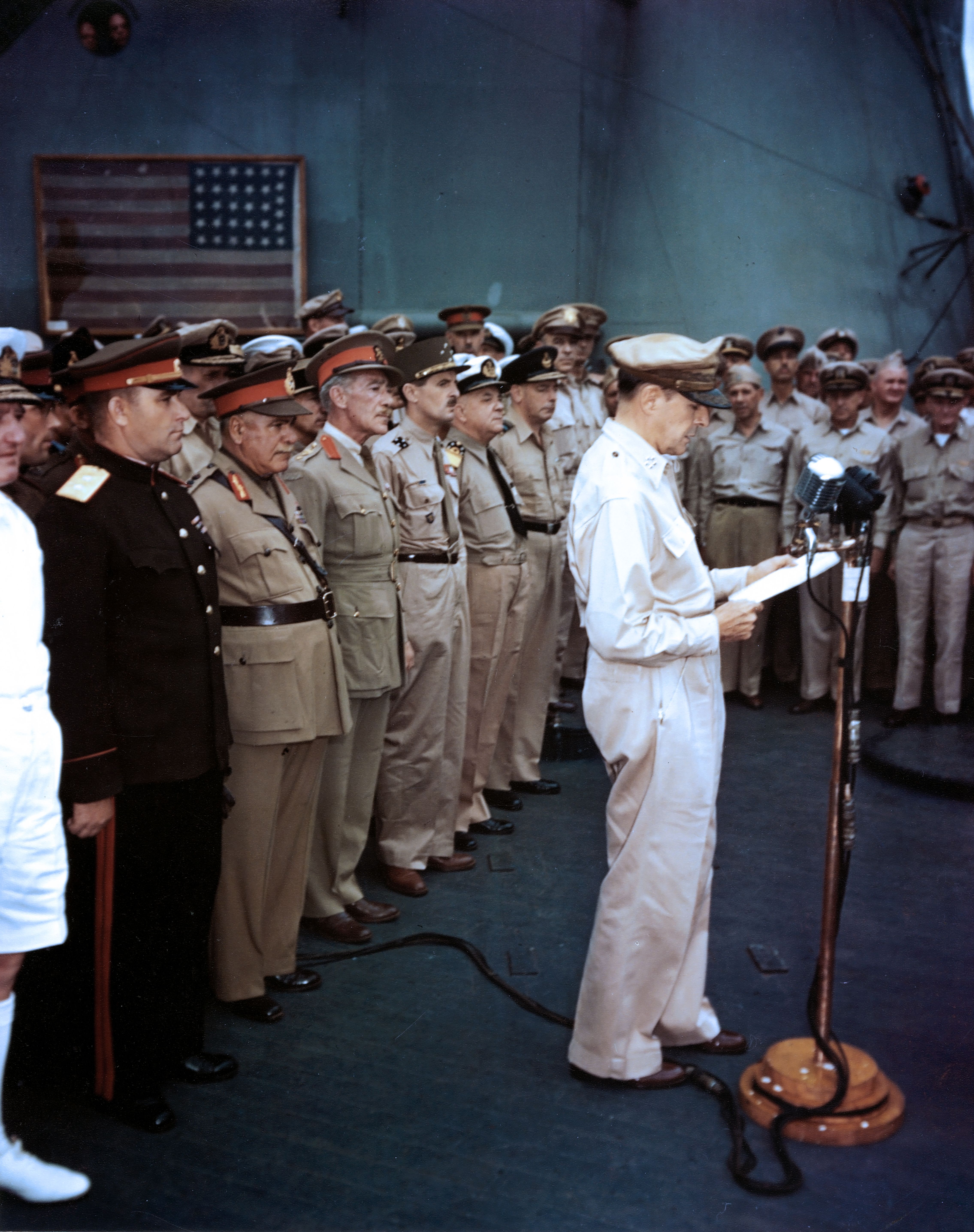
日本の降伏の際も、黒船来航時の31州の星条旗が掲げられた。

日本の降伏文書の際も、マッカーサーは31州の星条旗を戦艦ミズーリに掲げた。また降伏の調印を終えたマッカーサーは米国民向けに演説をおこなった。
この事からマッカーサーは、ペリー来航を一度目の日本占領だとし、1945年は二度目の占領だと認識し、ペリーのように再び日本をアメリカが強制的に開国させるという事を意識した。

## 「帝国政府ノ対米通牒覚書」と宣戦布告
日露戦争後、「開戦に関する条約」を日米両国とも締結し批准しており、真珠湾攻撃の時点では、明瞭かつ事前に宣戦布告を相手国に行う義務があった
。
もともと国際法上は宣戦布告の義務はあると考えられていたものの、日露戦争が宣戦布告なしに始まったため、あらためて問題となり、日露戦争後に初めて成文化されたものである。
1941年11月5日の御前会議において、対米交渉を継続し、希望する結果が得られない場合は12月初めに開戦することが決定した。外務省でその際の外交手続きについて検討が行われ、開戦宣言なしでの攻撃開始や最後通牒を条件付きあるいは期限付きで出す形など、およそあらゆる形が検討された。その結果との関係性は不明だが、11月27日の連絡会議では、御前会議での開戦決定を経て宣戦布告なしで攻撃開始し、その翌日に宣戦布告の閣議決定→枢密院への上奏→宣戦の詔書公布・政府声明（宣戦布告）といった手順で宣戦布告を行い、内閣告示で交戦状態に入った時期を明示する方針が決まった。
東郷茂徳外務大臣は対米宣戦布告をしなくてもよいと考えていた上に、開戦とほぼ同時にこのような大規模攻撃をかけるとは知らず、また11月30日開戦と思い込んでいて、交渉を続けても妥結には時間的にも余裕がないと考えていた。国際法上自衛戦争であるならば宣戦布告は不要でもあった（ただし、この対英米戦争は自衛戦争であるとの東郷の主張は、自己都合的に拡大解釈したもので、自衛戦闘として本来想定されていた範囲のものからかけ離れたものになっている。）。東郷が後に東京裁判を控えた尋問で語ったところでは、交渉継続は意味がないし間に合わないと考えていたにもかかわらず、海軍側から交渉を続けてくれとの要請が出されるので、途中で話がおかしいと気づき、確かめたところ、開戦は12月8日で、そのときまでは交渉を続けておいて欲しいということであった。12月1日の御前会議で対英米蘭の開戦が決定されたが、さらに12月4日の連絡会議で外交打切りとして対米最後通牒の案文を東郷に一任、打電･通告の日時は東郷と統帥部で相談して決めることになった。東郷が東京裁判で語ったところによれば、永野軍令部長と伊藤軍令部次長が開戦直後の攻撃が奇襲となるよう外交交渉を打ち切らないことを要請したのだという。
12月3日に対米最後通牒の「覚書」は「帝国政府ノ対米通牒覚書（案）」として起案され「条件付開戦宣言ヲ含ム最後通牒」の意を含む文書内容となっていたが、5日付案では宣戦布告と解釈される部分が意図的に削除され「合衆国ガ現在ノ態度ヲ維持スル限リ」との条件をつけた交渉の条件付き打ち切りに変更された。しかし、大本営政府連絡会議で決定された最終的6日付案では、単に交渉打切の意思ないし可能性を示唆する文面に修正された。この連絡会議で最後通牒を現地午後２時に渡すことに決まる。

### 「帝国政府ノ対米通牒覚書」について
日本の東郷茂徳外務大臣から野村吉三郎大使を通じて、宣戦布告を明記していない「帝国政府ノ対米通牒覚書」は、現地時間1941年12月7日午後2時20分（日本時間昭和16年12月8日午前4時20分）にアメリカ合衆国国務省に手交された。
この「帝国政府ノ対米通牒覚書」本文の最終部分（第7項3）は下記のとおり書かれていた。
これは字義としては、当時行われていた野村吉三郎駐米大使と派遣されてきた来栖三郎特命全権大使による特別交渉なり日米間の交渉なりが妥結不可能と判断した旨の通牒であって、解釈しても、せいぜい特別交渉の打切や来栖特使の引揚を示唆したものではあるが、米国に対する明瞭な宣戦布告とはなっていない

。
実際に日本がアメリカに手交した「帝国政府ノ対米通牒覚書」は宣戦布告ではなかったのである。また、ときに言われるような国交断絶の通知でもない。東郷は東京裁判では、はっきりとした宣戦布告でなかったことについては、軍部との妥協でこのような文面になったとしている。

アメリカは当時すでにパープル暗号の解読に成功しており（解読した情報は「マジック」と呼ばれた）、文書が手交される前に内容を知悉（）していた。ハルの回想には、12月7日の午前中に全14部の傍受電報を受け取ったとあり、「日本の回答は無礼きわまるものであった」とあり、そして
とある。
そもそもの日本側の最初の発表時点では、真珠湾攻撃について「帝国陸海軍は、本8日未明、西太平洋においてアメリカ、イギリス軍と戦闘状態に入れり」とし、日本と米英がまず戦闘状態に入り、その結果として正式に戦争を行なうことになったかのような体裁をとっている。

実際に、政府は午前7時5分から臨時緊急閣議を開き、その後枢密院への上奏などの手順を踏んで正式に開戦のための手続きに入っている。真珠湾攻撃後の日本時間昭和16年12月8日午前11時45分に渙発された「米國及英國ニ對スル宣戰ノ詔書」は「有衆ニ示ス」としていて、あくまで国内向けのものとする説もあるが、午後0時20分には帝国政府声明の形で「宣戦ノ大詔ヲ奉戴シ茲ニ中外ニ宣明ス」として、当初の予定通りの形で、英米への宣戦布告ともなる開戦宣言を全世界に向けて行っている。

#### 「帝国政府ノ対米通牒覚書」の遅れを巡る問題
「帝国政府ノ対米通牒覚書」は現地時間1941年12月7日午後2時20分（日本時間昭和16年12月8日午前4時20分）に特命全権大使の来栖三郎と大使の野村吉三郎より、国務省において国務長官のコーデル・ハルに手交された。これは指定時間から1時間20分遅れで、マレー半島コタバル上陸の2時間50分後、真珠湾攻撃の1時間後だった。
ハルは通告が遅れたことについて、「日本政府が午後一時に私に合うように訓令したのは、真珠湾攻撃の数分前に通告を私に手渡すつもりであったのだ。（中略）野村は、この指定時刻の重要性を知っていたのだから、たとえ通告の最初の数行しかでき上がっていないにしても、あとはできしだい持ってくるように大使館員にまかせて、正に一時に会いに来るべきであった」としている。
ルーズベルトは、12月6日の午後9時半過ぎに、パープル暗号が解読された日本側から手交される前の「帝国政府ノ対米通牒覚書」の13部目までを読み、「これは戦争ということだね（This means war.）」とつぶやいたという。しかし、「帝国政府ノ対米通牒覚書」は宣戦布告ではなかったので、ルーズベルトがこの時点ではまだ読んでいなかった最終部分の14部目にも、すでに読み終わっていた1〜13部目にも、どこにも日本が宣戦布告をするとは書かれていなかった。
ルーズベルトに「帝国政府ノ対米通牒覚書」を手渡したL.R.シュルツ海軍中佐の回想によると、この時のルーズベルトと側近のハリー・ホプキンズの会話は以下のように続く。
コタバル上陸により始まったマレー作戦は無通告で開始されているが、イギリスはウィンストン・チャーチルが皮肉を言った程度で抗議すらしていない。
東郷から駐米大使の野村吉三郎宛に、パープル暗号により暗号化された電報「昭和16年12月6日東郷大臣発野村大使宛公電第九〇一号」は、現地時間12月6日午前中に大使館に届けられていた。この中では、「対米覚書」が決定されたことと、機密扱いの注意、手交できるよう用意しておくことが書かれていた。
「昭和16年12月7日東郷大臣発在米野村大使宛公電第九〇二号」は「帝国政府ノ対米通牒覚書」本文で、14部に分割されていた。これは現地時間12月6日正午頃から引き続き到着し、電信課員によって午後11時頃まで13分割目までの解読が終了していた。それまでのものはこれまでの交渉経過を縷々述べたもので結論が何か予想できるものなく、肝心の14分割目のみが異常に遅れて午前3時の時点でも到着しておらず、電信課員は上司の指示で帰宅した。もともと大使館と電信会社との間で、緊急の電信についてはvery urgentとの用語を決め、その用語の付された電文は時間を問わずに深夜であっても電話連絡して直ちに配達することになっていたが、東京の外務省本省の指示でいったん緊急はKINQU、大至急はDAIQU、至急はSHIQU等の符牒を設け、KINQUとDAIQUはかつてのvery urgentと同様に扱うことにさせられていた。13分割目までこれらの扱いになっていなかった。さらに、急ぐ筈の14分割目は符牒ではなく英文のvery importantになっており、そのため、米側の電信会社で電報は翌朝の通常の配達時間に配達される扱いとなったと考えられ、結局、14分割目は7日7時前後に到着したと見られる。さらに訂正を指示する電文2通が合わせて届いていた。また、井口武夫の研究によれば、通告の手交時間を指示する九〇七号の電報は東京の本省の指示で変えた筈の符牒のKINQUではなく元の英文の形のvery urgentとして送るよう指示されており、それがさらに東京からの実際の送信では"urgent,very important"に変わった形で、この7日午前中に届いた。「九〇四号は覚書の作成に現地人タイピストを利用しないようにとの注意、九〇七号では覚書手交を「貴地時間七日午后一時」とするようにとの指示が書かれていた。また、暗号の解読機は本省の指示により1台を残して破壊されていた。なお、14分割目の不自然さに関しては、戦後に入ってこの問題を指摘する声が上がっている。
当時大使館の一等書記官だった結城司郎は、朝に大使館に出勤した電信課員は午前9時半から10時頃までに全員集まり解読作業を開始し、昼の12時30分頃に問題の14通目の解読を終了したと言う。（暗号解読をした堀内正名の自筆記録には、14分割目の解読は正午くらい終わっていたので間に合うだろうと書かれているとされる。また、堀内は文面内容からは開戦通告とは認識しなかったとしている。）解読が終わったものから順に一等書記官の奥村勝蔵により修正・清書されたともされる。ただし、訂正指示の電文が2通（外務省で紛失している電文が2通あり、それがこの訂正電文であろうと柴山哲也や大野哲弥等多くの研究者は考えている）届いていた他、さらに単なる人事異動のあった職員への慰労文までが大野哲弥の研究によればDAIQU扱いで2通届いていたという。これらを優先度指定次いで到着順に解読していくため余計な時間がとられ、また、当時のタイプライターは一度打った文字を修正することは出来ず、いったん全部解読してみないと、訂正文が出てくると全て初めから打ち直すことになりかねないものであったとされる。結城司郎は、時間切迫による緊張や誤字、訂正電報のためにタイプ完了は午後1時50分だったとする。
この問題について外務省は調査委員会を設立し調査を行ったが、調査結果は公表されなかった。1994年11月20日に外務省は当時の調査委員会による調査記録「昭和16年12月7日対米覚書伝達遅延事情に関する記録」を公開した。現在この資料は「外交史料館報」第8号で閲覧可能である。この調査などに基づく通説では、6日夜に大使館員が南アメリカへ転勤する寺崎英成の送別会をメイフラワー・ホテルの中国料理店で行っていたこと、奥村が送別会後も大使館に戻って浄書を行わず知人の家にトランプをしに行っていたこと、奥村の英訳親書の浄書・タイプが遅れたこと、14分割目に「大至急」の指示が付されておらず「帝国政府ノ対米通牒覚書」本文の続きであることがわからなかったことなどが原因であるとされている。この外務省調査は本来行うべき外務省からの発信時刻を調査対象から外しており、その点に大野は疑念を呈している。
その他、大使館側の責任とする説には、大使館付陸軍武官が急死し、その葬儀に野村・来栖両大使らが出席して其れが影響したとする説、海軍武官実松譲が朝出勤してみると対米通牒とみられる電報が大量に溜まっていたため、大使館の怠慢が常習化していたとする説等がある。（ただし、長崎純心大学教授塩崎弘明は葬儀の列席者名簿を確認したところ両大使は出席していなかったと云う。また、井口武夫によれば本省からの公電は大使館員の受領サインが得られなければ電信会社に持ち帰られる習わしで、実際には当日の公電は当直が受け取っており、実松が見たのは急死した武官への知人らからの弔電であるとし、塩崎もこの弔電を遺族から発見している。）
このような大使館のミスによる失態であるとの通説に対して、奥村とともに責任を問われることがある大使館総括参事官の井口貞夫は生前に「自分の管掌事務ではなく承知していなかった」と主張していた。またその息子である井口武夫元ニュージーランド大使も、彼自身の調査研究の結果として外務省本省が負うべき落度を現地大使館に責任転嫁しているとして、奥村書記官を含めて大使館側に失態はなかったと主張している。大野哲弥は近年はこの説を支持するものが増えているようだとする。

#### 戦後の議論展開
米側では「卑怯なダマシ討ち」という言葉は分かりやすく簡潔な言葉であったため、スローガンとして士気高揚のため政治的に活用された。戦後、進駐してきた米軍側においてこの主張はあまりに圧倒的であった。
日本側関係者からは「帝国政府ノ対米通牒覚書」は開戦通告であり、これの手交が遅れたのは（初めから遅れることを狙ったかのような数々の"偶然"が重なったものの）事故であり、意図的なものではないとの主張がなされた。これは日本人相手においては極めて成功し、日本においては、その後の議論は、さながら手交遅れが意図的でないことを前提に、遅れの責任がどこにあるか、なかんづく現地大使館にあるかどうかの議論が主になっていく。しかし、実際には「帝国政府ノ対米通牒覚書」は開戦通告（宣戦布告）ではなかった。開戦通告（宣戦布告）であるという文章は全く書かれていないのである。また、そもそも11月27日の連絡会議の決定によれば、攻撃開始の翌日には宣戦布告の閣議決定を経て、枢密院への上奏、宣戦布告の詔書公布と政府声明発表まで運ぶようスケジュールが決められていた。スケジュールは実際にその通り進み、あまりにトントン拍子に進んだために当日中に全て終了したという違いがあっただけである。
東郷は、東京裁判で「帝国政府ノ対米通牒覚書」の案文は外務省で作成したものであることを認めた上で、自身の意見としてはこの通告を宣戦布告と同様に考えているとした。また、この際、海軍側が開戦まで交渉を継続し事実上無通告で攻撃開始することを希望していたことを東郷は暴露、これを否定する海軍側（永野、嶋田ら）といわゆるイカスミ論争と呼ばれる深刻な対立を引き起こした。これは開戦当時の情勢では、開戦当日起こった、この「覚書」の通告遅れについては、海軍の意を受けて外務省内のいわゆる革新派官僚（軍の国家総動員体制の確立に協力し、それにより省益や自己の栄達を図ろうとした少壮官僚らのこと）が通告遅れを策謀・演出した可能性も示唆しうるものであったが、その点が問題になることはなかった。
九州大学記録資料館の三輪宗弘教授は、「帝国政府ノ対米通牒覚書」の訂正電報を外務省が13〜14時間遅らせて発信していた記録を、メリーランド州に所在する米国公文書館で発見し、東京の外務省本省が在米大使館の責任を押し付けようとしている可能性、通告遅れについて陸軍の圧力による可能性等を指摘した。ただし、陸軍の可能性については、AP記者が海軍の永野軍令部総長に取材し、彼より不明の理由により遅らされたと聞いて、その記者がこれを東条首相によるものではないかと推測したというだけのもので、根拠と言えるほどの理由には全くなっていない。また、陸軍は対英開戦を全く無通告で行っていて、対米開戦である真珠湾奇襲を希求する立場にあったのはむしろ海軍であったことを無視している。
前中央大学教授の歴史学者佐藤元英は、外務省内で実は宣戦布告無しの開戦を含む、ほぼあらゆる選択肢が検討されていたことをもとに、外務省本省が革新派外交官らを中心に宣戦布告を通知しない形での開戦という方式を意図していた可能性を提示した。
「帝国政府ノ対米通牒覚書」の手交の遅れが意図的だったかどうかはともかくとして、米国政府に「帝国政府ノ対米通牒覚書」を手交したことには、天皇が開戦前にくれぐれも開戦通告をすることを指示していたからとする説（←東条が天皇を庇って東京裁判で主張した説だが、これでは英国に何らの通告もしなかった理由が説明できない）、英側植民地とは異なり米国を敗戦に追い込むことは不可能でいずれ和平交渉をすることが必要となるため、形としては外交手順を踏んだ形式を整えて置こうとしたからとする説、当時は野村駐米大使に加え来栖特命大使が派遣されて特別交渉を行っており、米政府もそのようなときにかかるまでの事態に対しては、これを初めからダマシ討ちのための交渉だったものと疑い、外交官特権を無視して両大使や大使館関係者を逮捕･取調を行う可能性もあり、その際に関係者が申し開きできるようにしておく必要があったからとする説（実際に米当局が大使館に踏み込むことを想定して、最終的には暗号書や最後に残った暗号機の破壊を指示している）等がある。
なお、「帝国政府ノ対米通牒覚書」と「敵対行為の開始に関するハーグ第三条約」との関連について、極東国際軍事裁判における本判決は次のように述べている―「この条約は、敵対行為を開始する前に、明確な事前の通告を与える義務を負わせていることは疑いもないが、この通告を与えてから敵対行為を開始する間に、どれだけの時間の余裕を置かなければならないかを明確にしていない」「一切の事が順調にいったならば、真珠湾の軍隊に警告するために、ワシントンに二十分の余裕を与えただろう。しかし、攻撃が奇襲になることを確実にしたいと切望する余り、彼等は思いがけない事故に備えて余裕を置くということを全然しなかった。こうして、日本大使館で通牒を解読し、清書する時間が予定より長くかかったために、実際には攻撃が行われてから四十五分も経ってから、日本の両大使は通牒を持ってワシントンの国務長官ハルの事務所に到達したのである」「奇襲という目的のために、時間の余裕をこのように少なくすれば、通告の伝達を遅らせる間違いや手違いや怠慢に対して余裕をおいて置くことができなくなる。そうして、この条約の義務的であるとしている事前の通告は、実際には与えられない事になるという可能性が大きい」。この判決は、事前通告無しに攻撃したとする検察側立証を無視し、真珠湾攻撃の責任者を処罰するというアメリカの期待を裏切るもので、一方的な勝者の裁きどころか、アメリカに対して冷淡なものであった。

## 真珠湾攻撃を題材とした作品

### 文学
- 『真珠』（坂口安吾）
- 『十二月八日』（太宰治）
- 『十二月八日の記録』（伊藤整）
- 『歴史の日』（上林暁）
- 『海軍』（岩田豊雄）
- 『永遠の0』（百田尚樹）

### 映画
- 『ハワイ・マレー沖海戦』1942年、日本（東宝）映画『ハワイ・マレー沖海戦』の撮影のために製作された、真珠湾軍港およびアメリカ海軍艦艇のミニチュア

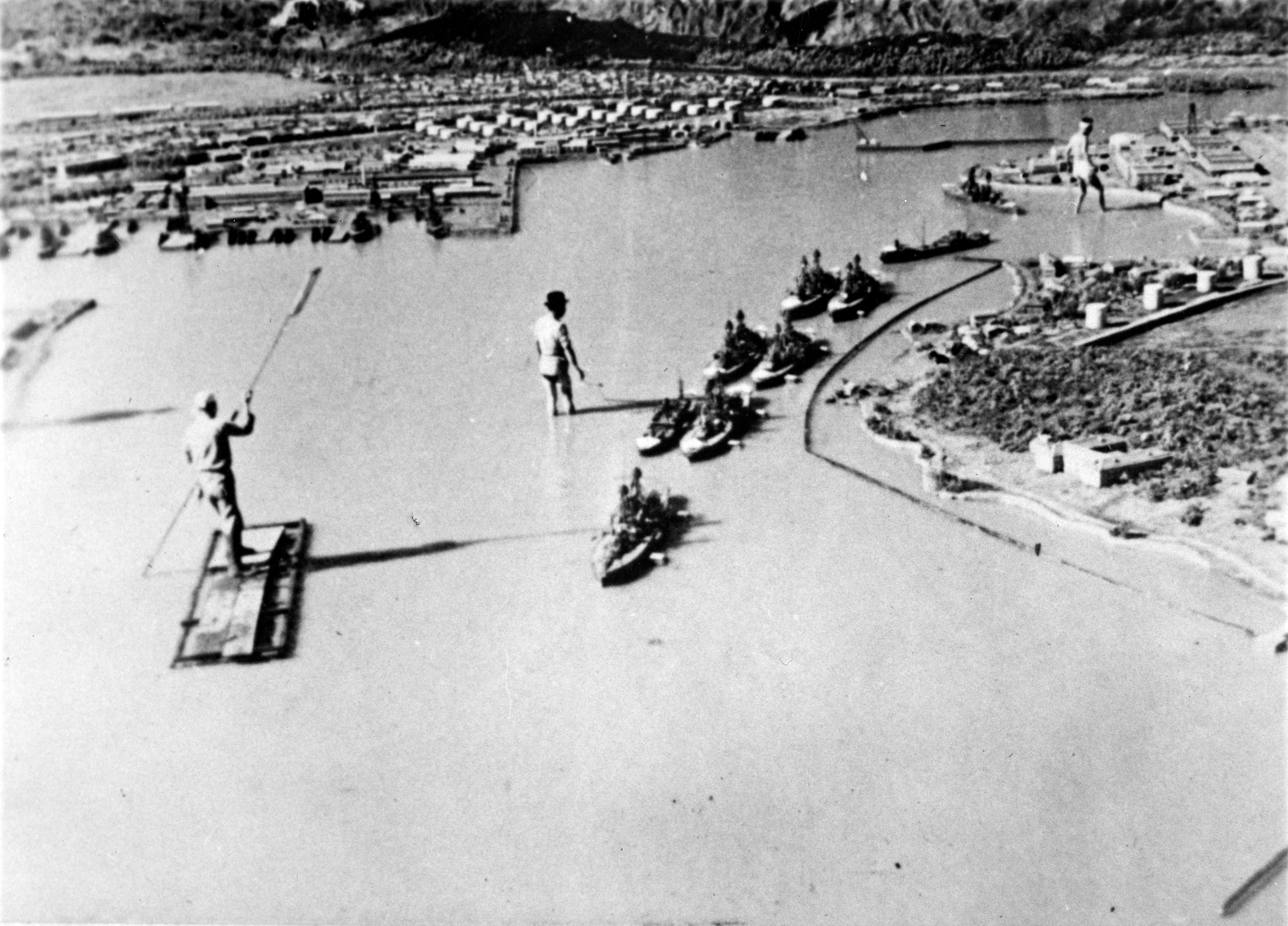
映画『ハワイ・マレー沖海戦』の撮影のために製作された、真珠湾軍港およびアメリカ海軍艦艇のミニチュア

- 『真珠湾攻撃』1943年、アメリカ（ケイブルホーグ） 監督：グレッグ・トーランド、ジョン・フォード
- 『海軍』1943年、日本（松竹） 1963年、日本（東映）
- 『地上より永遠に』1953年、アメリカ（コロンビア ピクチャーズ）
- 『太平洋の鷲』1953年、日本（東宝）
- 『ハワイ・ミッドウェイ大海空戦 太平洋の嵐』1960年、日本（東宝）
- 『トラ・トラ・トラ!』1970年、日米合作（20世紀フォックス・日本）
- 『ファイナル・カウントダウン』1980年、アメリカ（ユナイテッド・アーティスツ）
- 『連合艦隊』1981年、日本（東宝）
- 『パール・ハーバー』2001年、アメリカ（ブエナビスタ） 監督：マイケル・ベイ

### テレビドラマ
- 『真珠湾からの帰還』2011年、日本
- 『Hawaii Five-0』シーズン4第10話 2013年、米国

### アニメ
- 『桃太郎の海鷲』1942年、日本

### 音楽
「大東亜決戦の歌」
作詞：伊藤豊太 作曲：海軍軍楽隊
歌：霧島昇、藤山一郎（コロムビアレコード）
歌：波岡惣一郎、柴田睦陸、大谷冽子、中村淑子（ビクターレコード）
「大東亜戦争・海軍の歌」
作詞：河西新太郎 作曲：橋本国彦
歌：酒井弘（コロムビアレコード）
「ハワイ大海戦」
作詞：北原白秋 作曲：海軍軍楽隊
歌：柴田睦陸、藤原亮子、大谷冽子（ビクターレコード）
「ハワイ海戦」
作詞：佐々木信綱 作曲：海軍軍楽隊
歌：酒井弘（コロムビアレコード）
歌：波岡惣一郎、藤井典明（ビクターレコード）
「ハワイ海戦」
作詞：海軍少将武富邦茂 作曲：江口夜詩
歌：奥田良三、波平恵弘（波平暁男）（ポリドールレコード）
「ハワイ撃滅！」
作：大政翼賛会宣伝部 音楽：細川潤一
歌：竹脇昌作（朗読）、小西信義（キングレコード）
「ハワイ撃滅の歌」
作詞：時雨音羽 作曲：河村光陽
歌：木下保（キングレコード）
「軍神岩佐中佐」
作詞：西條八十 作曲：河村光陽
歌：永田絃次郎（キングレコード）
「特別攻撃隊」
作詞：読売新聞社選 作曲：東京音楽学校
歌：キング合唱団（キングレコード）
「特別攻撃隊」
作詞：本間一咲 作曲：東京音楽学校 編曲：長津義司
歌：九人の合唱隊（東海林太郎、小島英夫、鷲崎良三、鬼俊英、下村寛、佐渡暁夫、長谷部守、岩井真吾、木下剛一）（テイチクレコード）
「Pearl Harbor」
歌：Shing02
「PEARL HARBOR LOVE STORY」
歌：沢田研二

### 暗号解読
- ブレース・ノーマン著、寺井義守訳：「暗号戦 敵の最高機密を解読せよ」（原題：Secret warfare）、11章："見破られていた日本の奇襲攻撃"。